# Gütersloh
Gütersloh (niederdeutsch Gütsel) ist eine Stadt in Nordrhein-Westfalen. Sie liegt im Landesteil Westfalen und gehört zum Regierungsbezirk Detmold (Ostwestfalen-Lippe). Sie ist Verwaltungssitz des Kreises Gütersloh und hat somit den Status einer großen kreisangehörigen Stadt. Am 31. Dezember 2024 zählte die Stadt 100.479 Einwohner.

## Geografie

### Geografische Lage
Gütersloh liegt südwestlich des Teutoburger Waldes am nordöstlichen Rand der Westfälischen Bucht in der Emssandebene. Nach dem Handbuch der naturräumlichen Gliederung Deutschlands wird die naturräumliche Grundeinheit, die Gütersloher Sandebene, den Ostmünsterländer Sanden innerhalb der Emssandebene zugeordnet.
Das Stadtgebiet weist keine nennenswerten Erhebungen auf. Der niedrigste Punkt liegt mit 64 m ü. NN in den Emsniederungen in der Nähe des Gütersloher Flughafens, der höchste Punkt mit 105 m ü. NN im Osten des Stadtteils Friedrichsdorf.
Im Grenzbereich zu Rheda-Wiedenbrück erstreckt sich mit dem Rhedaer Forst ein größeres Waldgebiet, überwiegend mit Nadelbäumen. Große Flächen haben darüber hinaus parkähnlichen Charakter.
Die Dalke durchfließt die Stadt von Osten nach Westen, durchquert dabei den Stadtpark sowie die Innenstadt und mündet unweit der Stadtgrenze in die Ems. Zuvor nimmt die Dalke in der Nähe der „Neuen Mühle“ im Stadtteil Pavenstädt den Wapelbach auf. Durch den nordöstlich der Kernstadt liegenden Stadtteil Isselhorst fließt die Lutter, die bei Harsewinkel ebenfalls in die Ems mündet.

### Geologie

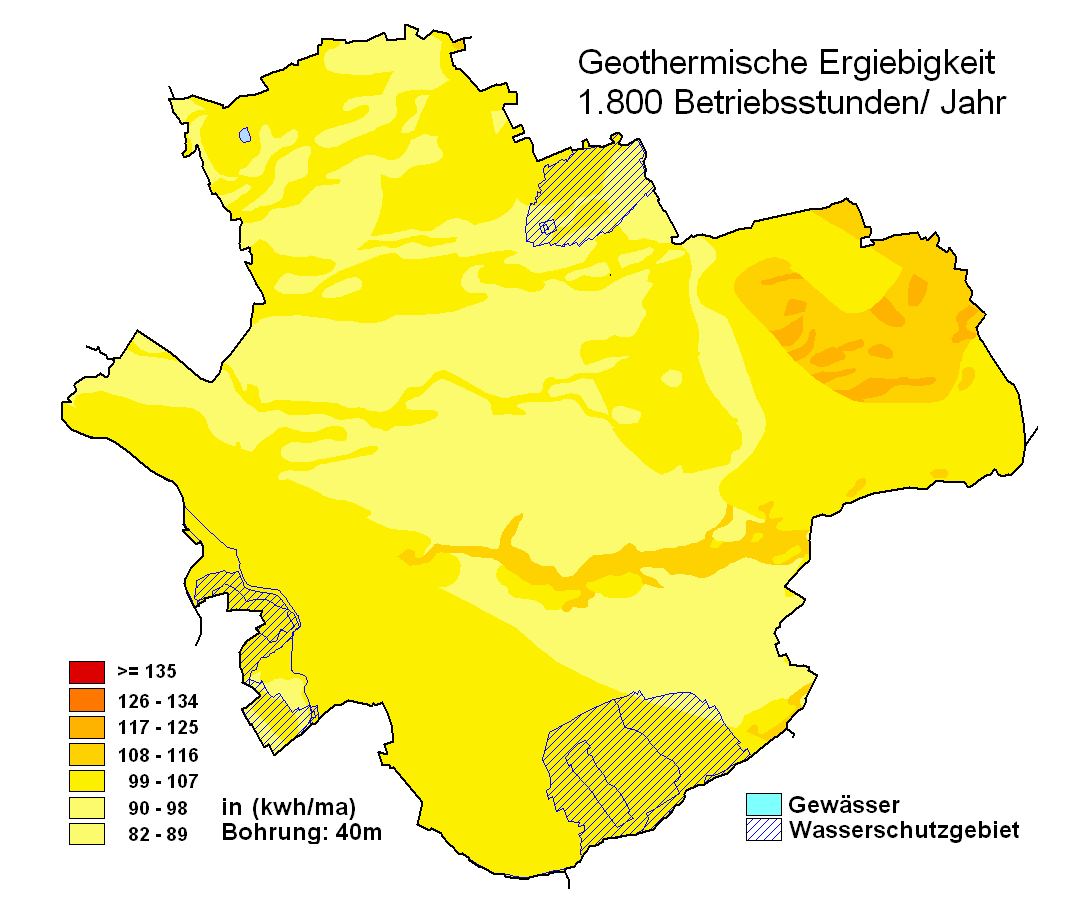
Geothermische Karte von Gütersloh

Im Stadtgebiet herrschen saure, nährstoffarme Podsol-Böden vor, die aus Ablagerungen während des Quartär einerseits aus glazialem Schmelzwasser und andererseits durch Fluss-Sedimente hervorgegangen sind. Stellenweise sind die Ablagerungen von Flugsanden überdeckt und bilden Podsol-Regosol-Böden. Solche Böden lassen sich zum Beispiel im Rhedaer Forst finden. Insgesamt ist das Stadtgebiet also von einem unfruchtbaren, fein- bis mittelsandigen Boden geprägt.
Gütersloh eignet sich mittelmäßig bis gut, in einigen nordöstlichen Lagen sehr gut zur Nutzung von geothermischen Wärmequellen mittels Erdwärmesonde und Wärmegewinnung durch Wärmepumpenheizungen (vgl. dazu die nebenstehende Karte).

### Ausdehnung und Nutzung des Stadtgebiets
Die Gesamtfläche der Stadt Gütersloh beträgt 111,99 km². Die größte Ausdehnung in Nord-Süd-Richtung beträgt etwa 13,5 km, in Ost-West-Richtung etwa 15 km.
Die Nutzung der Landfläche teilt sich zu je etwa einem Drittel auf Weiden/Wiesen (32 Prozent), Äcker (32 Prozent) und Siedlungsflächen (28 Prozent) auf. Die verbleibenden acht Prozent entfallen auf Wälder. Im Zeitraum von 1975 bis 2005 wurden etwa acht km² Fläche versiegelt, hauptsächlich zu Lasten von landwirtschaftlicher Fläche.

### Stadtgliederung
Zur Stadt gehören neben dem amtlichen Stadtteil „Gütersloh“ die sieben bis 1969 bestehenden Gemeinden Avenwedde, Ebbesloh, Friedrichsdorf, Hollen, Isselhorst, Niehorst und Spexard, die im Rahmen der nordrhein-westfälischen Kommunalreform eingegliedert wurden.
| Amtlicher Stadtteil | Einwohner | Einw. in % | Fläche in km² | Fläche in % | Einwohner pro km² |
| ------------------- | --------- | ---------- | ------------- | ----------- | ----------------- |
| Avenwedde           | 17.476    | 16,9       | 21,65         | 19,3        | 0.807             |
| Ebbesloh            | 00.060    | 00,1       | 03,47         | 03,1        | 0.017             |
| Friedrichsdorf      | 01.578    | 01,5       | 00,94         | 00,8        | 1.679             |
| Gütersloh           | 68.922    | 66,6       | 50,70         | 45,3        | 1.359             |
| Hollen              | 00.311    | 00,3       | 04,03         | 03,6        | 0.077             |
| Isselhorst          | 04.978    | 04,8       | 06,86         | 06,1        | 0.726             |
| Niehorst            | 00.780    | 00,8       | 09,14         | 08,2        | 0.085             |
| Spexard             | 09.346    | 09,0       | 14,95         | 13,3        | 0.625             |
| Gütersloh (gesamt)  | 103.4510  | 100,00     | 112,000       | 100,00      | 0.926             |

Gliederung der Stadt Gütersloh

Der Stadtteil Gütersloh existiert in seiner amtlich ausgewiesenen Größe jedoch nur auf dem Papier. Tatsächlich besteht er aus den sieben verschiedenen Stadtteilen Gütersloh (Stadtmitte), Pavenstädt, Flughafen, Blankenhagen, Nordhorn, Sundern und Kattenstroth (siehe gestrichelte Linien in der Grafik), die nur amtlich zu einem Stadtteil „Gütersloh“ zusammengefasst werden, da sie bereits 1910 eingemeindet wurden und somit länger als die anderen Stadtteile mit der Kernstadt Gütersloh in Verbindung stehen. Im Bevölkerungsbewusstsein, im öffentlichen Verkehr sowie in lokalen Medien werden diese jedoch durchaus unterschieden und haben ebenso wie die anderen Stadtteile eigene Identitäten und Gebiete. Sie werden auch von der Stadt selbst als sogenannte umgangssprachliche Stadtteile anerkannt. Eine Ausnahme ist ein Teil des Flughafengeländes, das im Bewusstsein der Bevölkerung eher zum benachbarten Pavenstädt gerechnet, aber von der Stadt Gütersloh als eigener „umgangssprachlicher Stadtteil“ ausgewiesen wird.
| Umgangssprachlicher Stadtteil          | Einwohner | Fläche in km² | Einwohner pro km² |
| -------------------------------------- | --------- | ------------- | ----------------- |
| Gütersloh-Blankenhagen                 | 3.500     | 12,03         | 0.291             |
| Gütersloh-Flughafen                    | 00.000    | 03,08         | 0.000             |
| Gütersloh-Kattenstroth                 | 17.000    | 12,75         | 1.333             |
| Gütersloh-Kernstadt                    | ?         | 01,25         | ?                 |
| Gütersloh-Nordhorn                     | ?         | 06,42         | ?                 |
| Gütersloh-Pavenstädt                   | 11.000    | 07,89         | 1.394             |
| Gütersloh-Sundern                      | ?         | 07,28         | ?                 |
| Amtlicher Stadtteil Gütersloh (gesamt) | 62.640    | 50,70         | 1.236             |

### Nachbargemeinden
Gütersloh grenzt an sieben Städte und Gemeinden: im Norden an Steinhagen, im Nordosten an Bielefeld, im Osten an Verl, im Südosten an Rietberg, im Südwesten an Rheda-Wiedenbrück, im Westen an Herzebrock-Clarholz und im Nordwesten an Harsewinkel. Mit Ausnahme der kreisfreien Stadt Bielefeld liegen alle diese Städte und Gemeinden im Kreis Gütersloh.

### Klima

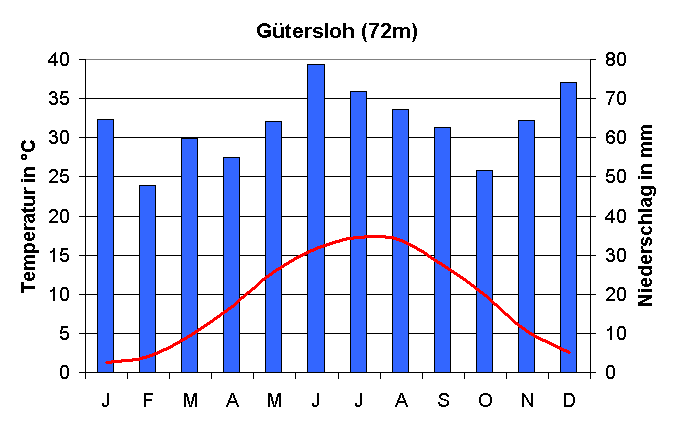
Klimadiagramm am Flughafen Gütersloh 1961–1990

Gütersloh gehört der gemäßigten Klimazone Mitteleuropas an. Es liegt im Bereich des subatlantischen Seeklimas. Die Winter sind unter atlantischem Einfluss meist mild und die Sommer mäßig-warm. Im langjährigen Mittel von 1961 bis 1990 betrug die Jahrestemperatur in Gütersloh 9,2 °C. Damit ist das Klima in Gütersloh wärmer als im deutschen Mittel (8,4 °C). Der wärmste Monat ist der Juli mit einer Durchschnittstemperatur von 17,2 °C, der kälteste Monat der Januar mit 1,3 °C.
Durch die Lage im subatlantischen Seeklima herrscht ganzjährig ein humides Klima mit relativ gleich verteilten Niederschlägen vor. Insgesamt fallen im langjährigen Mittel an der am 27. Oktober 2013 geschlossenen Wetterstation am Flughafen 762 mm Niederschlag je Jahr, an der innenstadtnah gelegenen Station Wasserwerk 734 mm Niederschlag. Somit fällt mehr Niederschlag als im deutschen Mittel (700 mm), allerdings deutlich weniger Niederschlag als an den Südwesthängen des angrenzenden Teutoburger Waldes, wo aufgrund von Steigungsregen bis zu 1.200 mm Niederschlag je Jahr fallen.
|                        | Jan  | Feb  | Mär  | Apr  | Mai  | Jun  | Jul  | Aug  | Sep  | Okt  | Nov  | Dez  |   |       |
| Mittl. Temperatur (°C) | 1,3  | 2,0  | 4,7  | 8,4  | 12,9 | 15,9 | 17,2 | 16,9 | 13,7 | 9,9  | 5,3  | 2,5  | ⌀ | 9,3   |
|                        |      |      |      |      |      |      |      |      |      |      |      |      |   |       |
| Niederschlag (mm)      | 64,7 | 47,8 | 59,7 | 54,9 | 64,2 | 78,6 | 71,7 | 67,3 | 62,5 | 51,7 | 64,4 | 74,2 | Σ | 761,7 |

|  |

|  |

|  |

|  |

|  |

|  |

|  |

|  |

|  |

|  |

|  |

|  |

|  |

|  |

|  |

|  |

|  |

|  |

|  |

|  |

|  |

|  |

|  |

|  |

## Geschichte

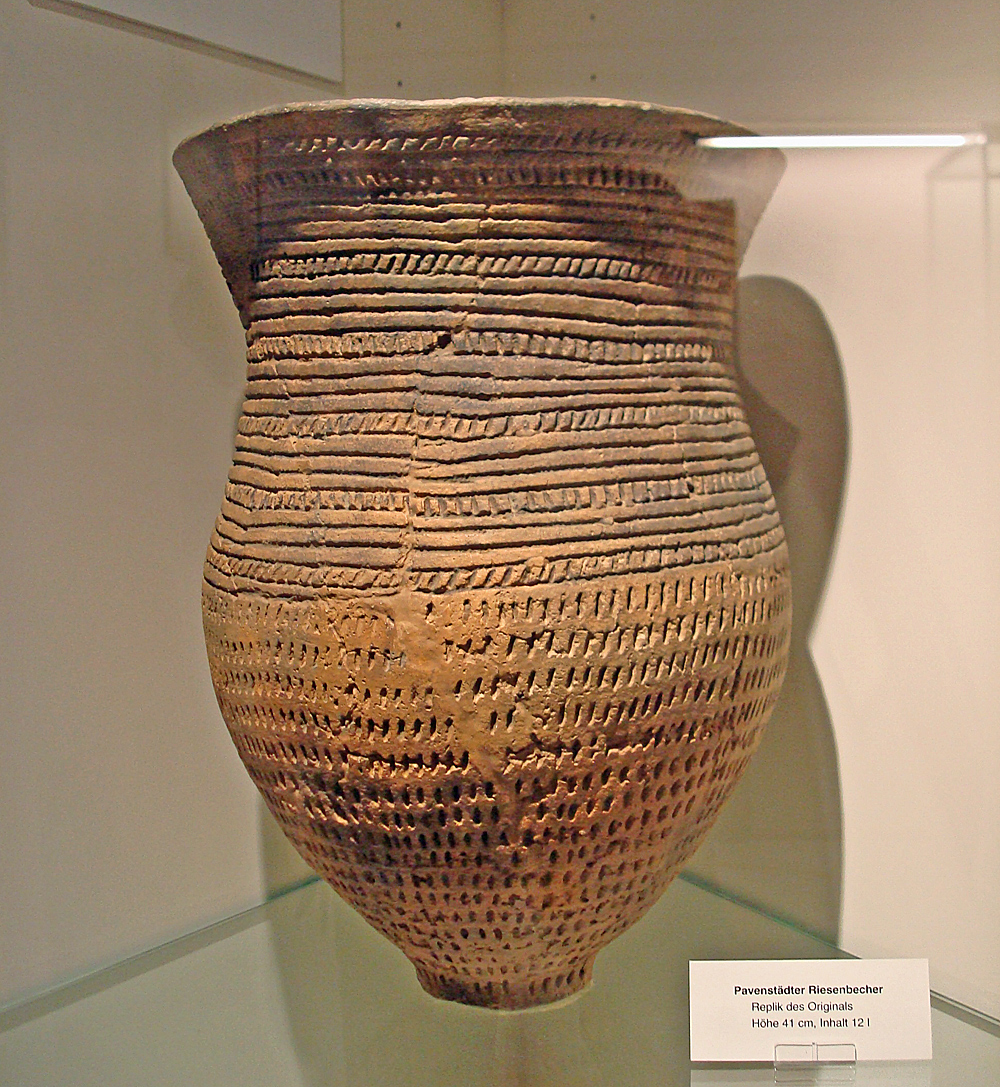
Der „Pavenstädter Riesenbecher“ (Replik des Originals) im Stadtmuseum Gütersloh

Eines der ältesten Zeugnisse menschlicher Besiedlung in Gütersloh ist der „Pavenstädter Riesenbecher“, der auf das 17. Jahrhundert vor Christus datiert wird. Der Becher aus gelbem, grobgemagertem, brüchig-mürbem Ton ist 40 cm hoch und fasst 12 Liter. Der Riesenbecher wurde 1951 in Pavenstädt im Mündungsgebiet von Dalke und Wapel gefunden und befindet sich heute im LWL-Museum für Archäologie in Herne.

### Mittelalter und Frühe Neuzeit
Die Ortschaft Gütersloh wurde erstmals im Jahr 1184 in einer Urkunde des Bischofs von Osnabrück erwähnt. Heute zum Stadtgebiet gehörende Orte und Stadtteile wurden z. T. wesentlich früher erstmals erwähnt: Isselhorst bereits im Jahr 1050, Spexard, Pavenstädt und Nordhorn im Jahr 1088, Ebbesloh im Jahr 1151.
Das heutige Stadtgebiet Güterslohs gehörte im 16. Jahrhundert zu fünf historischen Territorien: der Herrschaft Rheda, zu der das Dorf Gütersloh selbst gehörte, dem Hochstift Osnabrück, der Grafschaft Rietberg, der Grafschaft Ravensberg und dem Hochstift Münster.
Ab 1524 entstand zwischen der Herrschaft Rheda unter Graf Konrad von Tecklenburg-Schwerin und dem Hochstift Osnabrück ein offener Machtkampf um die Grenzen und Rechte der Herrschaft Rheda. Das von Wiedenbrück aus verwaltete Amt Reckenberg des Hochstifts Osnabrück war durch seine geografische Lage als Exklave ohne direkte Anbindung an das Hochstift militärisch schwach und leistete gegen die Territorialansprüche des Grafen anfänglich kaum Widerstand, so dass die Herren von Rheda im Kirchspiel Gütersloh erheblich an Einfluss gewannen. Nach dem Tod des Grafen 1557 wurden im Bielefelder Rezess 1565 bzw. im Wiedenbrücker Vertrag vom 9. Juni 1565 die Streitigkeiten beigelegt und die Grenzen neu festgelegt: Die Bauerschaften Blankenhagen, Pavenstädt und Nordhorn einschließlich der noch nicht selbstständigen Bauerschaft Sundern fielen an die Herrschaft Rheda, die Bauerschaften Avenwedde, Kattenstroth und Spexard verblieben beim Hochstift Osnabrück.

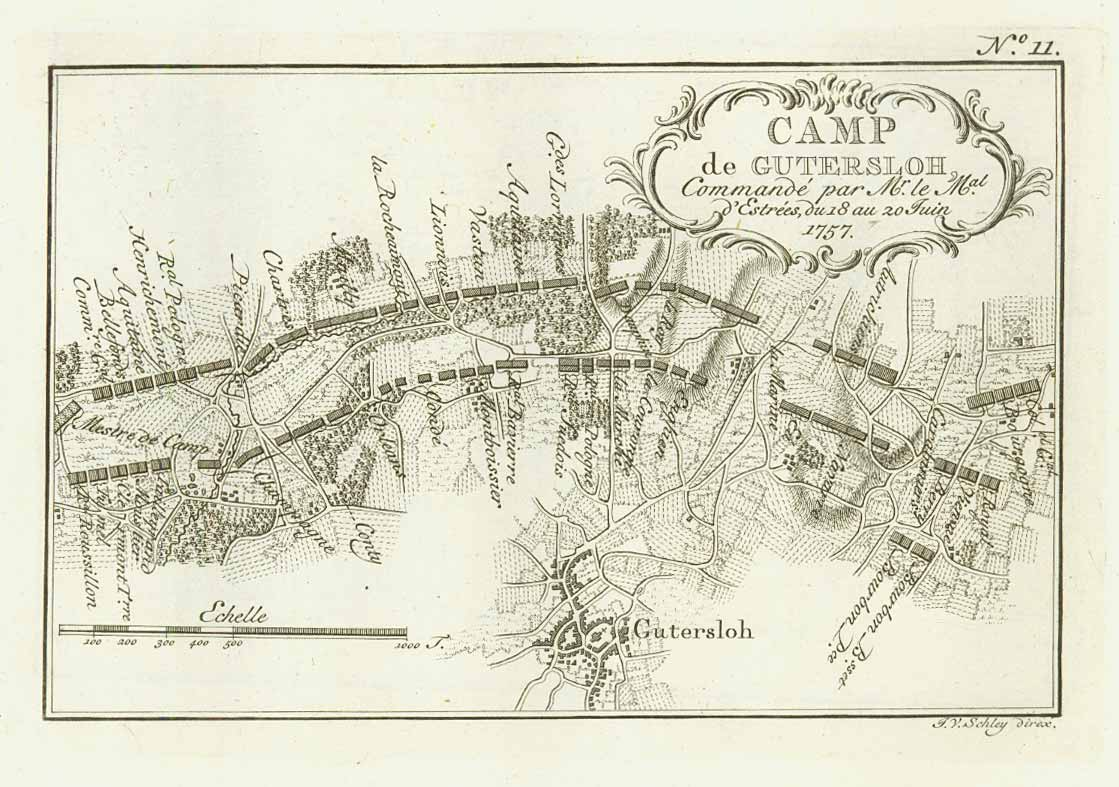
1757: Die französischen Feldlager unter dem Befehl von Marschall Louis-Charles-César Le Tellier; Kupferstich von Jakobus van der Schley

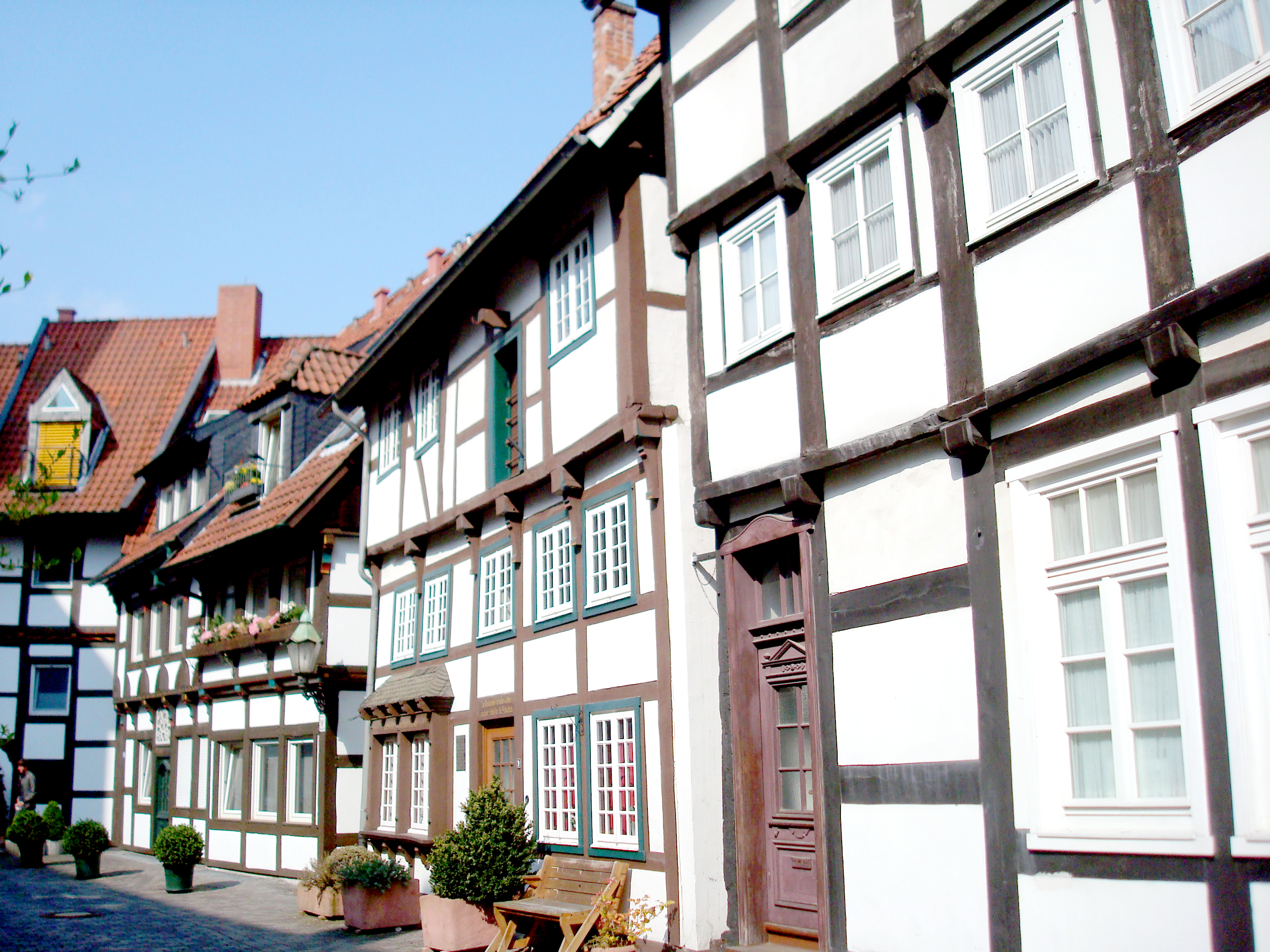
Fachwerkring am Alten Kirchplatz

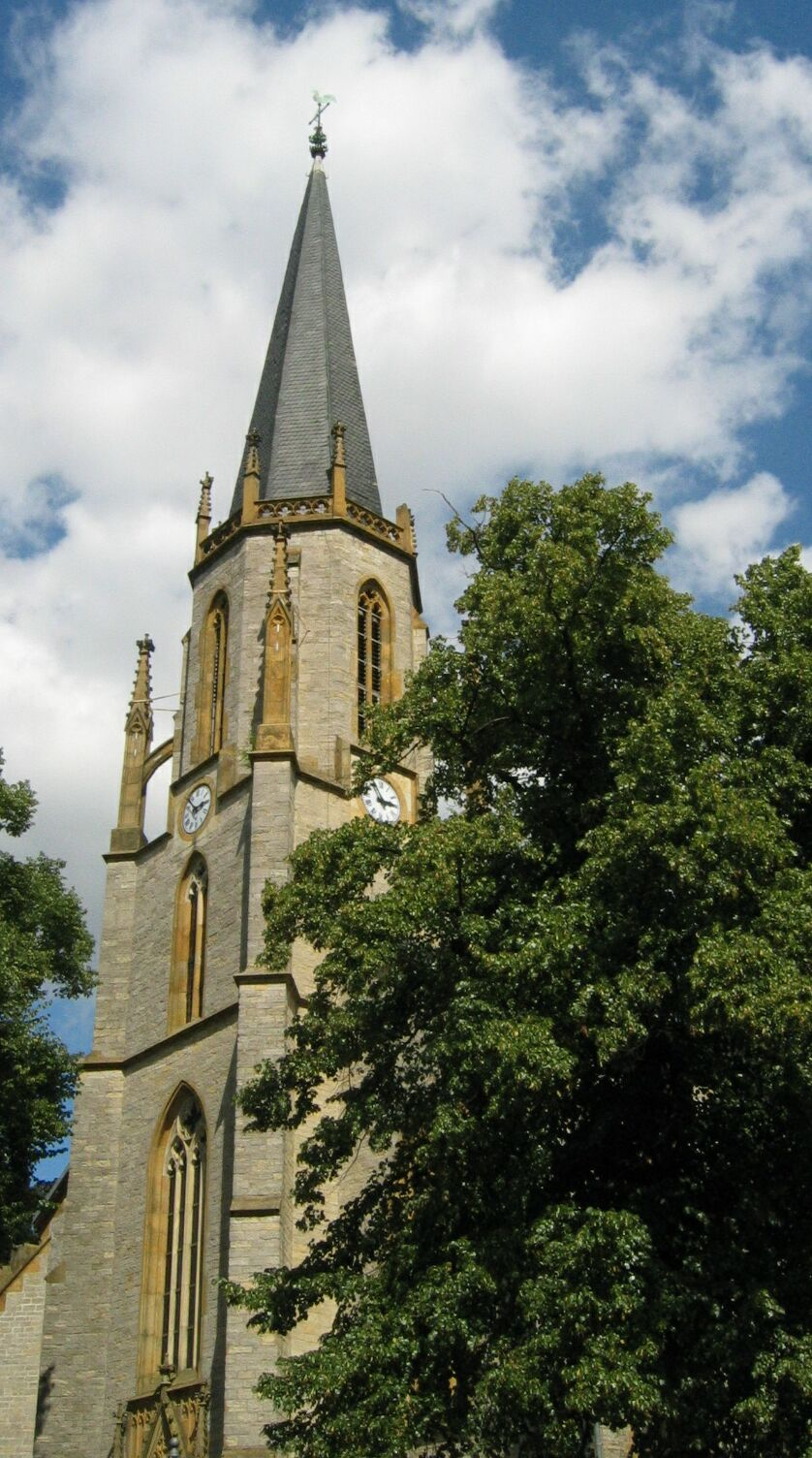
Martin-Luther-Kirche

Im Siebenjährigen Krieg bezog 1757 der französische Marschall d’Estrées Quartier in der Nähe von Gütersloh. Am 1. Juli 1758 besiegten in einem Gefecht bei Gütersloh fünf preußische Husarenschwadronen unter Narzinski zwei französische Husarenregimenter.

### 19. Jahrhundert
1803 wurde das Hochstift Osnabrück und damit Avenwedde, Kattenstroth und Spexard nach dem Reichsdeputationshauptschluss dem Kurfürstentum Hannover zugeschlagen, das wiederum 1806 an Preußen fiel. Nach dem Sieg Napoleons über Preußen gehörte dieser Teil des heutigen Stadtgebiets ab 1807 zum Kanton Wiedenbrück im Distrikt Paderborn des Departments der Fulda im Königreich Westphalen. Die Herrschaft Rheda wurde 1808 von Napoleon seinem Satellitenstaat Großherzogtum Berg. zugeschlagen. Gütersloh wurde Sitz einer Mairie (Bürgermeisterei) im Kanton Rheda des Großherzogtums. Neben Gütersloh gehörten auch die Bauerschaften Blankenhagen, Nordhorn, Pavenstädt und Sundern zur Bürgermeisterei. Die Grenze zwischen dem Königreich Westphalen und dem Großherzogtum Berg in der heutigen Innenstadt von Gütersloh war die Dalke. 1815 fielen sowohl das frühere Amt Reckenberg als auch die frühere Herrschaft Rheda und damit das gesamte heutige Gütersloh endgültig an Preußen. Die Bürgermeisterei Gütersloh bildete seit 1816 einen Verwaltungsbezirk im Kreis Wiedenbrück.
Am 8. Dezember 1825 verlieh König Friedrich Wilhelm III. von Preußen in einer Kabinettsorder Gütersloh die Stadtrechte. Die Einführung der Ratsverfassung (Stadtverordnetenversammlung, Magistrat, gewählter Bürgermeister) erfolgte erst mit der Annahme der preußischen revidierten Städteordnung im Jahre 1842. Die Bauerschaften Blankenhagen, Nordhorn, Pavenstädt und Sundern schieden als neue Gemeinde Gütersloh-Land aus der Bürgermeisterei aus. Am 12. Januar 1844 erhielt Gütersloh vom preußischen König Friedrich Wilhelm IV. ein Stadtwappen.
Im Jahr 1847 erhielt Gütersloh Anschluss an die Stammstrecke der Köln-Mindener Eisenbahn-Gesellschaft und der Bahnhof wurde eröffnet. Die beginnende Industrialisierung in der Mitte des 19. Jahrhunderts und die verkehrsgünstige Lage direkt an der Eisenbahnstrecke führten zur Ansiedelung bedeutender Unternehmen und zu einem starken Wachstum der Stadt. Der steigende Waren- und Personenverkehr erforderte den Ausbau des Straßennetzes. Von 1877 bis 1879 entstanden zunächst die Chaussee nach Marienfeld, Von 1879 bis 1882 die Verbindung in Richtung Brockhagen, 1881 bis 1883 die Chaussee nach Verl und Neuenkirchen und von 1902 bis 1903 die Verbindung nach Friedrichsdorf. Die 1899 mit finanzieller Beteiligung der Stadt Gütersloh gegründete Teutoburger Wald-Eisenbahn-Gesellschaft (TWE) eröffnete zwischen 1900 und 1903 die Nebenbahnstrecke Ibbenbüren–Lengerich (Westfalen)–Gütersloh–Hövelhof. 1907 verlegte die Firma Miele ihren Sitz von Herzebrock nach Gütersloh.
1851 nahm das Evangelisch Stiftische Gymnasium seine Tätigkeit auf. 1861 wurde die evangelische Martin-Luther-Kirche nach Plänen des Barmer Architekten Christian Heyden fertiggestellt. 1862 eröffnete das Gaswerk, 1864 das Rathaus, 1868 die Brauerei und 1885 das Kaiserliche Postamt. Am 15. Oktober 1890 weihte der Paderborner Weihbischof Augustinus Gockel die katholische St.-Pankratius-Kirche. 1871 gründete Johannes Kuhlo den Gymnasial-Posaunenchor Gütersloh.

### 20. Jahrhundert
Während der Novemberpogrome 1938 kam es zu Gewaltexzessen gegen die jüdische Bevölkerung in Gütersloh, so wurden drei Wohnhäuser und die Synagoge abgebrannt sowie zwei Häuser verwüstet. Ab 1941 wurden die verbleibenden Juden in die Konzentrationslager verschleppt, 27 Menschen starben. Lebten 1932 noch 67 Personen jüdischen Glaubens in der Stadt, so waren es 1943 keine mehr. Nach 1945 entstand in Gütersloh keine jüdische Gemeinde mehr. An die jüdischen Opfer aus der Zeit des Nationalsozialismus erinnern heute Stolpersteine.
In der Psychiatrischen Provinzial-Heilanstalt Gütersloh (später Westfälische Landesklinik, heute LWL-Klinikum) wurden zwischen 1940 und 1943 darüber hinaus insgesamt 1017 Patienten im Rahmen der NS-Krankenmorde Aktion T4 und Aktion Brandt in Tötungsanstalten wie Hadamar deportiert. Nur 220 von ihnen überlebten.
Zwischen 1939 und 1945 mussten in den Betrieben und Haushalten der Stadt etwa 3800 Ausländer Zwangsarbeit leisten, 156 von ihnen starben. Die Wehrmacht besaß in der Stadt zwischen 1935 und 1945 zwei Einrichtungen, den Fliegerhorst Gütersloh (später RAF Gütersloh und Princess Royal Barracks) und eine Luftnachrichtenkaserne (später RAF Sundern und Mansergh Barracks). Die NSDAP und ihre Gliederungen hatten in Gütersloh 14 Dienststellen eingerichtet. Im Zweiten Weltkrieg war Gütersloh ab 1940 das Ziel alliierter Luftangriffe. Mehrere Hundert Menschen starben, etwa 25 Prozent der Gebäude wurde zerstört. Am 1. April 1945 besetzten US-amerikanische Truppen die Stadt. Im August 1945 wurden die Stadt und der Flughafen an die Britische Rheinarmee übergeben. Die Britische Garnison bestand 74 Jahre und wurde erst 2019 aufgelöst.
Am 1. Januar 1973 erhielt Gütersloh mit dem Inkrafttreten des „Gesetzes zur Neugliederung der Gemeinden und Kreise des Neugliederungsraumes Bielefeld (Bielefeld-Gesetz)“ den Status einer Kreisstadt.
Einen Rundgang durch etwa 800 Jahre Gütersloher Geschichte unter dem Gesichtspunkt der Infrastrukturentwicklung bietet das Stadtmuseum Gütersloh. Das Museum wurde 1986 mit Abteilungen zur Industrie- und Medizingeschichte eröffnet und 1997 um Aspekte der Stadtgeschichte erweitert.

### Religion
Die heutige Apostelkirche Gütersloh trug im Mittelalter das Patrozinium „St. Pankratius“ und bildete das Zentrum des Kirchspiels Gütersloh. Hierzu gehörten neben dem Kirchort die Bauerschaften Avenwedde, Blankenhagen, Kattenstroth, Nordhorn, Pavenstädt, Spexard und Sundern.
1527 ließ Graf Konrad von Tecklenburg-Schwerin den ersten evangelischen Gottesdienst in Gütersloh halten. Durch den Bielefelder Rezess von 1565 wurde das Kirchspiel Gütersloh politisch geteilt. Während der Ort Gütersloh mit der Kirche der Herrschaft Rheda zugesprochen wurde, verblieb das Recht der Pfarrbesetzung dem Fürstbischof von Osnabrück. Als Folge der sogenannten „Immerwährenden Kapitulation“ (Capitulatio Perpetua Osnabrugensis) von 1650 ergab sich neben der politischen auch eine konfessionelle Zweiteilung des Kirchspiels: Die Einwohner von Avenwedde, Kattenstroth und Spexard waren als Untertanen des Amtes Reckenberg des Hochstifts Osnabrück katholisch, wohingegen die Bevölkerung der zur Herrschaft Rheda gehörenden Ortschaften Blankenhagen, Gütersloh, Nordhorn, Pavenstädt und Sundern der lutherischen Konfession angehörte.
Infolgedessen wurde die Kirche zwischen 1655 und 1890 als Simultankirche genutzt. Die Gläubigen des mehrheitlich lutherischen Kirchdorfes sowie der nördlichen und westlichen Bauerschaften der Herrschaft Rheda teilten sich die Kirche mit den katholischen Gläubigen aus den drei zum Hochstift Osnabrück gehörenden Bauerschaften im Süden und Osten. Das Simultaneum endete erst mit der Einweihung der katholischen St.-Pankratius-Kirche, auf die das mittelalterliche Patrozinium übertragen wurde, am 16. Oktober 1890. Diese war ab 1889 etwa 500 Meter vom alten Kirchplatz entfernt südlich der Dalke und damit in der mehrheitlich katholischen Bauerschaft Kattenstroth errichtet worden.
Gütersloh lag im Einflussbereich der Ravensberger Erweckungsbewegung und war daher über lange Jahre stark protestantisch-pietistisch geprägt. Aus Gütersloh stammen der Missionar Peter Heinrich Brincker und die Theologen Hans Schöttler und August Hermann Franke, in Gütersloh wirkten der „Pietistengeneral“ Johann Heinrich Volkening und der „Posaunengeneral“ Johannes Kuhlo, der 1871 den Gymnasial-Posaunenchor Gütersloh gründete. Mitte des 19. Jahrhunderts galt die Gütersloher Gemeinde im Umland als ein leuchtendes Vorbild an Frömmigkeit, so dass das Dorf auch „Nazareth“ genannt wurde (siehe auch unter Kuriositäten). Die Gründung des Evangelisch Stiftischen Gymnasiums 1851 und die Verlagstätigkeit des C. Bertelsmann Verlags, der ab 1835 Kirchenlieder und theologische Schriften druckte, stärkten diesen Ruf.
Da Gütersloh eine Hochburg der in Deutschland lebenden Aramäer und Assyrer ist, wohnen in der Stadt relativ viele syrisch-orthodoxe Christen. So gibt es mit St. Lukas, St. Maria und St. Stephanus gleich drei syrisch-orthodoxe Gemeinden.
Eines von drei islamischen Gemeindezentren im Stadtgebiet ist die Selimiye-Moschee.
Seit 1949 existiert eine Baptistengemeinde im Bund Evangelisch-Freikirchlicher Gemeinden (BEFG), deren Mitgliederzahl für 2015 mit 210 Mitgliedern angegeben wird. Ebenfalls zum BEFG gehört eine Brüdergemeinde im Stadtteil Avenwedde.
Seit 2015 existiert eine Freikirche im Bund Freikirchlicher Pfingstgemeinden (BFP) mit einer durchschnittlichen Besucherzahl von etwa 60 (Stand 2018), welche die Räumlichkeiten des Kulturzentrums Weberei Gütersloh nutzen.
Die jüdische Gemeinde hatte zwischen 1820 und 1900 stets etwas weniger als 100 Mitglieder, was einem Anteil zwischen 4,3 Prozent im Jahr 1820 und 1,2 Prozent im Jahr 1900 an der Gesamtbevölkerung entspricht. Ab dem Jahr 1900 nahm die Zahl der Gemeindemitglieder kontinuierlich ab. Bei Machtübernahme der Nationalsozialisten 1933 lebten noch 62 Juden in der Stadt, bei Ausbruch des Zweiten Weltkriegs 1939 noch 35, ab 1943 keine mehr. Nach dem Krieg entstand in Gütersloh keine jüdische Gemeinde mehr. Einer der wenigen Plätze im Stadtgebiet, an dem das jüdische Gemeindeleben der Vergangenheit sichtbar wird, ist der Neue Jüdische Friedhof.

### Konfessionsstatistik
| [ 13 ] [ 14 ] |               | Protestanten | Protestanten | Katholiken | Katholiken | Sonstige Christen | Sonstige Christen | Juden  | Juden  | Sonstige bzw. Konfessionslose | Sonstige bzw. Konfessionslose |
| Jahr          | Einwohnerzahl | Anzahl       | Anteil       | Anzahl     | Anteil     | Anzahl            | Anteil            | Anzahl | Anteil | Anzahl                        | Anteil                        |
| ------------- | ------------- | ------------ | ------------ | ---------- | ---------- | ----------------- | ----------------- | ------ | ------ | ----------------------------- | ----------------------------- |
| 1890          | 5.917         | 5.206        | 87,98 %      | 622        | 10,51 %    | –                 | –                 | 89     | 1,50 % | –                             | –                             |
| 1895          | 6.678         | 5.758        | 86,22 %      | 823        | 12,32 %    | –                 | –                 | 96     | 1,44 % | 1                             | 0,01 %                        |
| 1925          | 22.174        | 17.078       | 77,02 %      | 4.799      | 21,64 %    | 37                | 0,17 %            | 68     | 0,31 % | 192                           | 0,87 %                        |
| 1933          | 25.879        | 19.367       | 74,84 %      | 6.182      | 23,89 %    | 2                 | 0,01 %            | 73     | 0,28 % | 255                           | 0,99 %                        |
| 1939          | 30.850        | 21.019       | 68,13 %      | 8.752      | 28,37 %    | 103               | 0,33 %            | 35     | 0,11 % | 941                           | 3,05 %                        |
| 2000          | 95.434        | 34.419       | 36,10 %      | 34.219     | 35,90 %    | k. A.             | k. A.             | k. A.  | k. A.  | 26.773                        | 28,10 %                       |

Der Anteil der Katholiken in Gütersloh machte im ausgehenden 19. Jahrhundert zwischen 10 und 15 % aus. Dadurch, dass am 1. April 1910 nicht nur die traditionell lutherischen Ortschaften der Gemeinde Gütersloh-Land (Blankenhagen, Nordhorn, Pavenstädt und Sundern), sondern auch das mehrheitlich katholische Kattenstroth in die Stadt Gütersloh eingemeindet wurde, stieg der Anteil der Katholiken anschließend über 20 %. 1950 waren rund ein Drittel der Gütersloher katholisch.
Laut Zensus 2011 waren von den Einwohnern 33,0 % römisch-katholisch, 32,4 % evangelisch und 34,6 % gehörten anderen Glaubensgemeinschaften an oder waren konfessionslos. Die Zahl der Protestanten und Katholiken ist seitdem gesunken. Mit Stand 1. Januar 2022 waren von den Einwohnern 30 % katholisch, 25 % evangelisch und 45 % gehörten entweder einer anderen Glaubensgemeinschaft an oder waren konfessionslos. Am Stichtag 31. Dezember 2023 waren nach Recherchen der Forschungsgruppe Weltanschauungen in Deutschland 25 % der Einwohner der Stadt römisch-katholisch, 22 % evangelisch und 53 % waren konfessionslos oder gehörten einer sonstigen Religionsgemeinschaft an.

### Eingemeindungen
Im Jahr 1868 wurde ein kleiner, unbewohnter Teil der Gemeinde Gütersloh-Land in die Stadt Gütersloh eingemeindet. Am 1. April 1910 erfolgte die vollständige Eingemeindung von Gütersloh-Land. Ebenfalls eingemeindet wurde zu diesem Zeitpunkt die Ortschaft Kattenstroth aus der Gemeinde Kattenstroth-Spexard, die daraufhin in Spexard umbenannt wurde. Am 1. April 1939 und am 1. Dezember 1943 folgten zwei Umgemeindungen kleinerer, bewohnter Teile der Gemeinden Marienfeld (Kreis Warendorf) (76 ha) und Herzebrock (87 ha) in die Stadt Gütersloh.
Im Rahmen der nordrhein-westfälischen Gebietsreform wurden am 1. Januar 1970 durch § 2 des „Gesetzes zur Neugliederung des Kreises Wiedenbrück und von Teilen des Kreises Bielefeld“ vom 4. Dezember 1969 die drei Gemeinden Avenwedde, Friedrichsdorf und Spexard aus dem Amt Avenwedde, die vier Gemeinden Ebbesloh, Hollen, Isselhorst (größtenteils) und Niehorst aus dem Amt Brackwede (Kreis Bielefeld) sowie kleinere Teile der Gemeinden Herzebrock, Nordrheda-Ems, Ummeln, Varensell und Verl in die Stadt Gütersloh eingegliedert. Das Amt Avenwedde wurde aufgelöst; Rechtsnachfolgerin ist die Stadt Gütersloh. Am 1. Januar 1973 kam es in Gütersloh im Zuge der Umsetzung des Bielefeld-Gesetzes noch zu einem kleineren Gebietszuwachs, als ein Teil der Gemeinde Senne I mit damals etwa 370 Einwohnern eingegliedert wurde.

### Einwohnerstatistik
Im Mittelalter war Gütersloh nur ein kleines Dorf mit wenigen Dutzend Einwohnern. Auch am Beginn der Neuzeit hatte der Ort nur einige hundert Bewohner. Erst mit dem Beginn der Industrialisierung im 19. Jahrhundert setzte in der Stadt ein stärkeres Bevölkerungswachstum ein. Lebten 1830 erst 2.844 Menschen in der Stadt, so waren es 1939 bereits rund 33.000. Danach wuchs die Bevölkerungszahl weiter. Am 31. Dezember 2011 betrug die amtliche Einwohnerzahl für Gütersloh nach Fortschreibung des Landesamtes für Datenverarbeitung und Statistik 97.127 (nur Hauptwohnsitze und nach Abgleich mit den anderen Landesämtern; die etwa 2500 in Gütersloh stationierten britischen Soldaten und deren Angehörige, insgesamt etwa 5800 britische Staatsangehörige (Stand 2012), sind deshalb in dieser Statistik nicht enthalten).
Die folgende Übersicht zeigt die Einwohnerzahlen nach dem jeweiligen Gebietsstand. Bei den Zahlen handelt es sich vor 1818 meist um Schätzungen, bis 1970 meist und für 1987 um Volkszählungsergebnisse und für 1965 und ab 1975 um amtliche Fortschreibungen des Landesamtes für Datenverarbeitung und Statistik. Die Zahlen von 1975 bis 1985 sind geschätzte Werte, die Zahlen ab 1990 Fortschreibungen auf Basis der Ergebnisse der Volkszählung von 1987. Die Angaben beziehen sich ab 1871 sowie für 1946 auf die Ortsanwesende Bevölkerung, ab 1925 auf die Wohnbevölkerung und seit 1985 auf die Bevölkerung am Ort der Hauptwohnung. Vor 1871 wurden die Einwohnerzahlen nach uneinheitlichen Erhebungsverfahren ermittelt.
| Jahr                                | Einwohner |
| ----------------------------------- | --------- |
| ↓ uneinheitliche Erhebungsverfahren |           |
| 1532                                | 0.029     |
| 1578                                | 0.101     |
| 1644                                | 0.700     |
| 1818 (31. Dez.) ¹                   | 1.790     |
| 1831 (3. Dez.) ¹                    | 2.512     |
| 1837 (3. Dez.) ¹                    | 2.729     |
| 1840 (3. Dez.) ¹                    | 2.844     |
| 1843 (3. Dez.) ¹                    | 2.982     |
| 1849 (3. Dez.) ¹                    | 3.115     |
| 1852 (3. Dez.) ¹                    | 3.484     |
| 1855 (3. Dez.) ¹                    | 3.585     |
| 1858 (3. Dez.) ¹                    | 3.701     |
| 1861 (3. Dez.) ¹                    | 3.957     |
| 1867 (3. Dez.) ¹                    | 4.163     |
| 1871 (1. Dez.) ¹                    | 4.300     |

| Jahr                        | Einwohner |
| --------------------------- | --------- |
| ↓ Ortsanwesende Bevölkerung |           |
| 1875 (1. Dez.) ¹            | 04.544    |
| 1880 (1. Dez.) ¹            | 05.045    |
| 1885 (1. Dez.) ¹            | 05.355    |
| 1890 (1. Dez.) ¹            | 05.900    |
| 1895 (1. Dez.) ¹            | 06.678    |
| 1900 (1. Dez.) ¹            | 07.100    |
| 1905 (1. Dez.) ¹            | 07.378    |
| 1910 (1. Dez.) ¹            | 18.336    |
| 1916 (1. Dez.) ¹            | 17.360    |
| 1917 (5. Dez.) ¹            | 17.167    |
| 1919 (8. Okt.) ¹            | 20.194    |
| 1925 (16. Juni) ¹           | 22.174    |
| 1933 (16. Juni) ¹           | 25.879    |
| 1939 (17. Mai) ¹            | 32.841    |
| 1945 (31. Dez.)             | 39.756    |

| Jahr               | Einwohner |
| ------------------ | --------- |
| ↓ Wohnbevölkerung  |           |
| 1946 (29. Okt.) ¹  | 36.082    |
| 1950 (13. Sept.) ¹ | 43.111    |
| 1956 (25. Sept.) ¹ | 48.362    |
| 1961 (6. Juni) ¹   | 52.346    |
| 1965 (31. Dez.)    | 56.804    |
| 1970 (27. Mai) ¹   | 75.297    |
| 1972 (31. Dez.)    | 77.599    |
| 1974 (30. Juni)    | 78.287    |
| 1975 (31. Dez.)    | 77.128    |
| 1980 (31. Dez.)    | 78.221    |
| 1985 (31. Dez.)    | 79.001    |
| 1987 (31. Dez.)    | 82.265    |
| 1990 (31. Dez.)    | 86.807    |
| 1995 (31. Dez.)    | 92.842    |
| 2000 (31. Dez.)    | 95.156    |

| Jahr                                  | Einwohner |
| ------------------------------------- | --------- |
| ↓ Bevölkerung am Ort der Hauptwohnung |           |
| 2005 (31. Dez.)                       | 96.145    |
| 2006 (31. Dez.)                       | 96.284    |
| 2007 (31. Dez.)                       | 96.383    |
| 2008 (31. Dez.)                       | 96.343    |
| 2009 (31. Dez.)                       | 96.320    |
| 2010 (31. Dez.)                       | 96.404    |
| 2011 (31. Dez.)                       | 94.290    |
| 2012 (31. Dez.)                       | 94.973    |
| 2013 (31. Dez.)                       | 95.507    |
| 2014 (31. Dez.)                       | 96.085    |
| 2015 (31. Dez.)                       | 97.586    |
| 2016 (31. Dez.)                       | 98.466    |
| 2017 (31. Dez.)                       | 99.315    |
| 2018 (31. Dez.)                       | 100.1940  |
| 2019 (31. Dez.)                       | 100.8610  |
| 2022 (31. Dez.)                       | 99.714    |
| 2023 (31. Dez.)                       | 99.793    |

Mit 99.793 Einwohnern (Stand: 31. Dezember 2023)  ist Gütersloh nach Bielefeld und Paderborn die drittgrößte Stadt im Regierungsbezirk Detmold. Im deutschlandweiten Vergleich liegt die Stadt auf dem 80. Rang der einwohnerreichsten Städte, in Nordrhein-Westfalen auf dem 30. Rang (Stand: 31. Dezember 2023).
Der Anteil von Ausländern und Migranten an der Gesamtbevölkerung liegt mit 11,9 Prozent im Bereich des gesamtdeutschen Durchschnitts (11,8 Prozent), ein Wert, der sich durch Flüchtlingszuweisungen ab Ende 2015 um etwa einen Promillepunkt nach oben veränderte. Am höchsten war der Bevölkerungsanteil in der Kernstadt (18,4 Prozent) und im Stadtteil Blankenhagen (15,5 Prozent), am geringsten in Friedrichsdorf (0,6 Prozent) und Isselhorst (2 Prozent) (Stand 31. Dezember 2014).

### Namensherkunft
Der Stadtname Gütersloh ergibt sich aus den Wörtern loh und Gu(n)ter, also einer gerodeten Fläche im Besitz einer Person namens Gunter.
Zur Disposition steht auch die Erklärung, der Name leite sich von „Güter Sloh“ ab, was so viel wie „Guter Schlag“ heißen könnte; das würde bedeuten, dass Gütersloh durch den Einschlag eines Waldarbeiters als Lichtung entstanden wäre.

## Politik

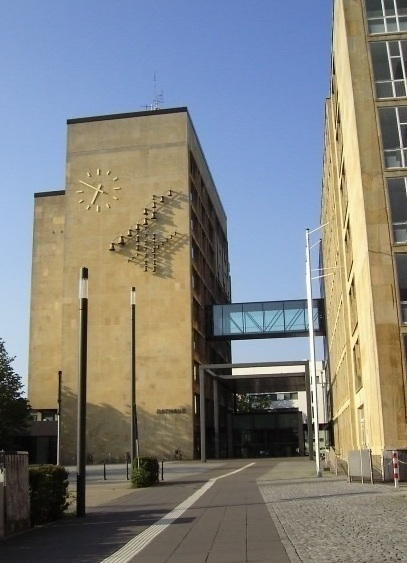
Das Gütersloher Rathaus mit dem im Herbst 2008 eröffneten zentralen Eingang; die Fassaden von Haus I (mit Uhr und Glockenspiel) und II bestehen aus Tengener Muschelkalk

### Stadtrat
Dem Stadtrat gehören 57 Mandatsträger an. Es sind dies der Bürgermeister sowie die bei der Kommunalwahl im September 2020 gewählten Ratsmitglieder, die die folgenden Parteien repräsentieren:
| Insgesamt 56 Sitze - Linke: 1 - Grüne: 14 - SPD: 11 - BfGT: 7 - FDP: 2 - UWG: 1 - CDU: 17 - AfD: 3 | \| \| Gesamt \| CDU \| Grüne \| SPD \| Linke \| AfD \| FDP \| UWG \| BfGT \| \| ---- \| ------ \| --- \| ----- \| --- \| ----- \| --- \| --- \| --- \| ---- \| \| 2020 \| 56 \| 17 \| 14 \| 11 \| 1 \| 3 \| 2 \| 1 \| 7 \| \| 2014 \| 52 \| 20 \| 6 \| 15 \| 2 \| \| 1 \| 2 \| 6 \| \| 2009 \| 58 \| 23 \| 6 \| 16 \| 2 \| \| 4 \| 2 \| 5 \| \| 2004 \| 44 \| 18 \| 4 \| \| \| \| 2 \| 2 \| 4 \| \| 1999 \| 50 \| 22 \| 3 \| 18 \| \| \| 2 \| 2 \| 2 \| \| 1994 \| 51 \| 21 \| 6 \| 22 \| 2 \| \| \| \| \| \| 1989 \| 51 \| 22 \| 4 \| 21 \| \| \| 4 \| \| \| |     |       |     |       |     |     |     |      |
| | Gesamt | CDU | Grüne | SPD | Linke | AfD | FDP | UWG | BfGT |
| 2020                                                                                               | 56 | 17  | 14    | 11  | 1     | 3   | 2   | 1   | 7    |
| 2014                                                                                               | 52 | 20  | 6     | 15  | 2     |     | 1   | 2   | 6    |
| 2009                                                                                               | 58 | 23  | 6     | 16  | 2     |     | 4   | 2   | 5    |
| 2004                                                                                               | 44 | 18  | 4     |     |       |     | 2   | 2   | 4    |
| 1999                                                                                               | 50 | 22  | 3     | 18  |       |     | 2   | 2   | 2    |
| 1994                                                                                               | 51 | 21  | 6     | 22  | 2     |     |     |     |      |
| 1989                                                                                               | 51 | 22  | 4     | 21  |       |     | 4   |     |      |

| Parteien und Wählergemeinschaften | Parteien und Wählergemeinschaften           | % 2020 | Sitze 2020 | Kommunalwahl 2020 %403020100 30,2724,6519,3713,024,623,222,592,23 CDUGrüneSPDBfGTAfDFDPLinkeUWGGewinne und Verlusteim Vergleich zu 2015 %p 14 12 10 8 6 4 2 0 −2 −4 −6 −8−10−8,06+13,30−8,70+1,96+4,62+0,38−2,16−0,62CDUGrüneSPDBfGTAfDFDPLinkeUWG |
| CDU                               | Christlich Demokratische Union Deutschlands | 30,27  | 17         | Kommunalwahl 2020 %403020100 30,2724,6519,3713,024,623,222,592,23 CDUGrüneSPDBfGTAfDFDPLinkeUWGGewinne und Verlusteim Vergleich zu 2015 %p 14 12 10 8 6 4 2 0 −2 −4 −6 −8−10−8,06+13,30−8,70+1,96+4,62+0,38−2,16−0,62CDUGrüneSPDBfGTAfDFDPLinkeUWG |
| GRÜNE                             | Bündnis 90/Die Grünen                       | 24,65  | 14         | Kommunalwahl 2020 %403020100 30,2724,6519,3713,024,623,222,592,23 CDUGrüneSPDBfGTAfDFDPLinkeUWGGewinne und Verlusteim Vergleich zu 2015 %p 14 12 10 8 6 4 2 0 −2 −4 −6 −8−10−8,06+13,30−8,70+1,96+4,62+0,38−2,16−0,62CDUGrüneSPDBfGTAfDFDPLinkeUWG |
| SPD                               | Sozialdemokratische Partei Deutschlands     | 19,37  | 11         | Kommunalwahl 2020 %403020100 30,2724,6519,3713,024,623,222,592,23 CDUGrüneSPDBfGTAfDFDPLinkeUWGGewinne und Verlusteim Vergleich zu 2015 %p 14 12 10 8 6 4 2 0 −2 −4 −6 −8−10−8,06+13,30−8,70+1,96+4,62+0,38−2,16−0,62CDUGrüneSPDBfGTAfDFDPLinkeUWG |
| BfGT                              | Bürger für Gütersloh                        | 13,02  | 07         | Kommunalwahl 2020 %403020100 30,2724,6519,3713,024,623,222,592,23 CDUGrüneSPDBfGTAfDFDPLinkeUWGGewinne und Verlusteim Vergleich zu 2015 %p 14 12 10 8 6 4 2 0 −2 −4 −6 −8−10−8,06+13,30−8,70+1,96+4,62+0,38−2,16−0,62CDUGrüneSPDBfGTAfDFDPLinkeUWG |
| AfD                               | Alternative für Deutschland                 | 4,62   | 03         | Kommunalwahl 2020 %403020100 30,2724,6519,3713,024,623,222,592,23 CDUGrüneSPDBfGTAfDFDPLinkeUWGGewinne und Verlusteim Vergleich zu 2015 %p 14 12 10 8 6 4 2 0 −2 −4 −6 −8−10−8,06+13,30−8,70+1,96+4,62+0,38−2,16−0,62CDUGrüneSPDBfGTAfDFDPLinkeUWG |
| FDP                               | Freie Demokratische Partei                  | 3,22   | 02         | Kommunalwahl 2020 %403020100 30,2724,6519,3713,024,623,222,592,23 CDUGrüneSPDBfGTAfDFDPLinkeUWGGewinne und Verlusteim Vergleich zu 2015 %p 14 12 10 8 6 4 2 0 −2 −4 −6 −8−10−8,06+13,30−8,70+1,96+4,62+0,38−2,16−0,62CDUGrüneSPDBfGTAfDFDPLinkeUWG |
| LINKE                             | Die Linke                                   | 2,59   | 01         | Kommunalwahl 2020 %403020100 30,2724,6519,3713,024,623,222,592,23 CDUGrüneSPDBfGTAfDFDPLinkeUWGGewinne und Verlusteim Vergleich zu 2015 %p 14 12 10 8 6 4 2 0 −2 −4 −6 −8−10−8,06+13,30−8,70+1,96+4,62+0,38−2,16−0,62CDUGrüneSPDBfGTAfDFDPLinkeUWG |
| UWG                               | Unabhängige Wählergemeinschaft              | 2,23   | 01         | Kommunalwahl 2020 %403020100 30,2724,6519,3713,024,623,222,592,23 CDUGrüneSPDBfGTAfDFDPLinkeUWGGewinne und Verlusteim Vergleich zu 2015 %p 14 12 10 8 6 4 2 0 −2 −4 −6 −8−10−8,06+13,30−8,70+1,96+4,62+0,38−2,16−0,62CDUGrüneSPDBfGTAfDFDPLinkeUWG |
| Gesamt                            | Gesamt                                      | 100 %  | 56         | Kommunalwahl 2020 %403020100 30,2724,6519,3713,024,623,222,592,23 CDUGrüneSPDBfGTAfDFDPLinkeUWGGewinne und Verlusteim Vergleich zu 2015 %p 14 12 10 8 6 4 2 0 −2 −4 −6 −8−10−8,06+13,30−8,70+1,96+4,62+0,38−2,16−0,62CDUGrüneSPDBfGTAfDFDPLinkeUWG |

### Weitere Wahlergebnisse
Gütersloh gehört zum Landtagswahlkreis Gütersloh II, in dem bei der Landtagswahl 2022 Raphael Tigges (CDU) als Direktkandidat gewählt wurde. Zusammen mit Wibke Brems (Grüne), die über die Landesliste ihrer Partei in den Landtag einzog, ist der Wahlkreis mit zwei Politikern in Düsseldorf vertreten.
Auf Bundesebene gehört Gütersloh zum Bundestagswahlkreis Gütersloh, in dem 2025 Ralph Brinkhaus (CDU) als Direktkandidat gewählt wurde.
Die Wahlergebnisse der letzten Jahre:
| Parteien und Wählergemeinschaften | Parteien und Wählergemeinschaften       | Europawahl 2014 | Landtagswahl 2017 | Bundestagswahl 2017 | Kommunalwahl 2020Stadtrat | Bundestagswahl 2021 | Landtagswahl 2022 | Europawahl 2024 | Bundestagswahl 2025 |
| --------------------------------- | --------------------------------------- | --------------- | ----------------- | ------------------- | ------------------------- | ------------------- | ----------------- | --------------- | ------------------- |
| CDU                               | Christlich Demokratische Union          | 36,9 %          | 35,3 %            | 33,8 %              | 30,3 %                    | 25,2 %              | 34,3 %            | 31,5 %          | 29,6 %              |
| SPD                               | Sozialdemokratische Partei Deutschlands | 31,8 %          | 31,8 %            | 25,4 %              | 19,4 %                    | 28,4 %              | 26,3 %            | 17,2 %          | 20,6 %              |
| Grüne                             | Bündnis 90/Die Grünen                   | 12,4 %          | 07,4 %            | 09,2 %              | 24,7 %                    | 17,7 %              | 20,7 %            | 14,0 %          | 12,3 %              |
| FDP                               | Freie Demokratische Partei              | 03,0 %          | 11,0 %            | 12,0 %              | 03,2 %                    | 11,4 %              | 05,3 %            | 05,6 %          | 04,1 %              |
| Linke                             | Die Linke                               | 05,0 %          | 04,0 %            | 07,0 %              | 02,6 %                    | 03,3 %              | 01,9 %            | 01,8 %          | 07,0 %              |
| AfD                               | Alternative für Deutschland             | 05,4 %          | 06,6 %            | 09,5 %              | 04,6 %                    | 08,1 %              | 05,8 %            | 13,8 %          | 18,6 %              |
| Piraten                           | Piratenpartei Deutschland               | 01,3 %          | 00,8 %            | 00,4 %              | –                         | –                   | –                 | –               | –                   |
| Sonst.                            | Sonstige Parteien                       | 05,6 %          | 03,0 %            | 02,6 %              | 15,2 %                    | 06,0 %              | 05,7 %            | 16,1 %          | 07,8 %              |
| Gesamt                            | Gesamt                                  | 100 %           | 100 %             | 100 %               | 100 %                     | 100 %               | 100 %             | 100 %           | 100 %               |

### Bürgermeister
Am 1. Dezember 2024 wurde Matthias Trepper (SPD) zum Bürgermeister der Stadt Gütersloh gewählt. Er setzte sich in der Stichwahl mit 61,51 % gegen den CDU-Gegenkandidaten Henning Matthes durch. Amtsvorgänger Norbert „Nobby“ Morkes wurde am 9. Juni 2024 von den wahlberechtigten Bürgern Güterslohs abgewählt.
Der Amtsträger in der Liste der Bürgermeister von Gütersloh mit der längsten Amtszeit ist Emil Mangelsdorf, der 34 Jahre lang, von 1874 bis 1908, Bürgermeister in Gütersloh war.

### Hoheitszeichen

Bannerflagge
Hissflagge
Logo (seit 2018)

Die Stadt Gütersloh führt ein Dienstsiegel, ein Wappen sowie eine Hiss- und eine Bannerflagge. Ferner verwendet die Stadt ein Logo.
1844 verlieh Friedrich Wilhelm IV. als König von Preußen dem seit 1825 mit den Stadtrechten ausgestatteten Gütersloh das bis heute gültige Wappen.
| Wappen der Stadt Gütersloh | Blasonierung: „In grünem Schilde, der von einem sechzehnmal schwarz-silbern gestückten Schildrand eingefasst ist, drei silberne Wellenschrägbalken, belegt mit einem sechsspeichigen roten Rad.“ |
| Wappen der Stadt Gütersloh | Wappenbegründung: Die Wellenbalken symbolisieren die Lage der Stadt in der gewässerreichen Landschaft zwischen Ems, Dalke und Lutter. Das Rad steht für das Schwungrad eines Spinnrads – stellvertretend für die früher in Gütersloh beheimatete feine Garnspinnerei (siehe das heutige Kulturzentrum Die Weberei) – und symbolisiert Gewerbefleiß und Fortschritt. Grün und Weiß (Silber) sind seit 1843 die festgelegten Stadtfarben. Schwarz und Weiß im Schildrand sind die Landesfarben Preußens, die sich von dem mit einem schwarzen Kreuz bestickten weißen Mantel der Deutschordensritter herleiten. |

Das Logo der Stadt Gütersloh zeigt das Schwungrad des Spinnrads als zentrales Element des Stadtwappens in stilisierter Form. Die traditionellen Stadtfarben Grün und Weiß wurden durch Blau ergänzt.

### Städtepartnerschaften

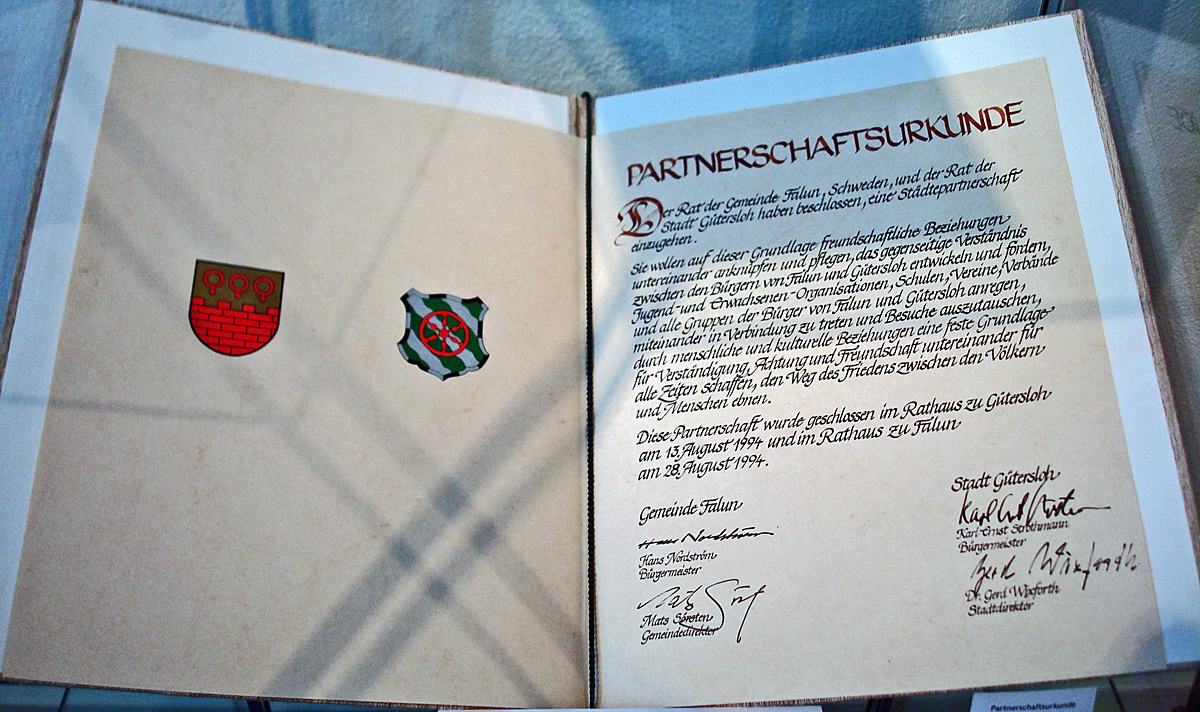
Partnerschaftsurkunde zur Städtepartnerschaft mit Falun im Stadtmuseum Gütersloh

Gütersloh pflegt mit fünf Städten partnerschaftliche Beziehungen. Unter anderem werden Schüleraustausche und gegenseitige Besuche der Verwaltungsspitzen durchgeführt.
Den Anfang machte 1977 die zentralfranzösische Stadt Châteauroux. Anlässlich des 35. Jahrestages der Städtepartnerschaft Châteauroux–Gütersloh im Jahr 2012 wurde in Châteauroux eine Brücke über die Indre – die älteste Verbindung über den Fluss in der Stadt – auf den Namen „Pont Gütersloh“ getauft.
1978 kam der britische Verwaltungsbezirk Broxtowe hinzu, 1989 die an der Weichsel gelegene polnische Großstadt Grudziądz (Graudenz), 1994 die durch den Kupferbergbau geprägte schwedische Stadt Falun und 2008 das russische Maschinenbauzentrum Rschew. Letztgenannter Kontakt wurde im April 2022 ausgesetzt.
Ferner wird eine Weinpatenschaft mit Lorch im Rheingau gepflegt.

### Jugendpolitik
Die Schülerschaft wird durch das Jugendparlament Gütersloh vertreten (kurz JuPa). In dieses Gremium senden die Gütersloher Schulen engagierte Schüler, die Aktionen und Veranstaltungen für die Jugendlichen der Dalkestadt planen. Neben dem JuPa gibt es die Gütersloher Junge Union, die Jusos, die Julis, die Grüne Jugend, Linksjugend Solid und die SDAJ.

## Kultur und Sehenswürdigkeiten

### Theater

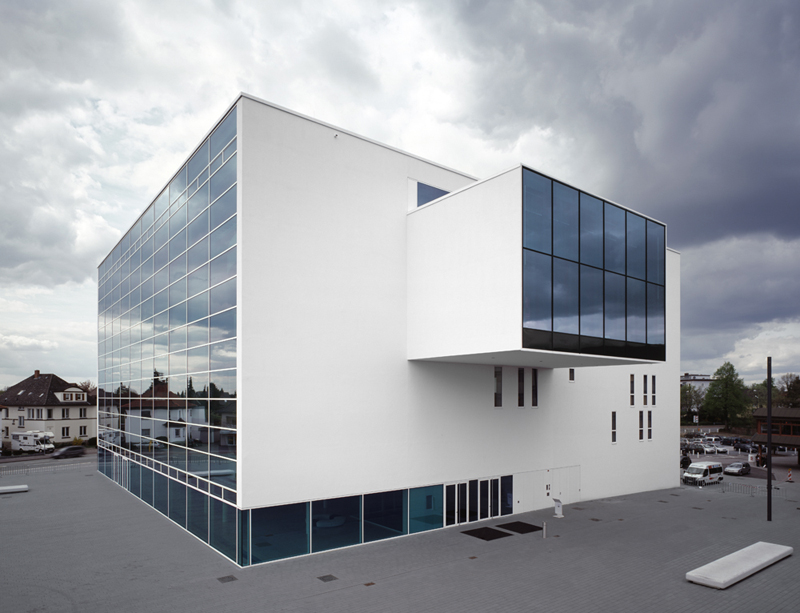
Das Gütersloher Theater

Das alte Theater der Stadt, die Paul-Thöne-Halle, wurde 2003 aufgrund erheblicher Mängel im Brandschutz geschlossen und Ende 2007 abgerissen. Nach der Schließung fanden Theateraufführungen in der benachbarten Stadthalle Gütersloh statt. Mit dem Bau des neuen Theaters Gütersloh, das für 530 Sitzplätze ausgelegt ist, wurde Anfang 2008 begonnen. Eröffnet wurde das Theater für Oper und Schauspiel am 13. März 2010. Das Theater Gütersloh ist ein Gastspieltheater. Seit Christian Schäfer 2013 die künstlerische Leitung übernommen hat, werden auch eigene Produktionen gezeigt.

### Musik
Gütersloh ist alle zwei Jahre Schauplatz der Finalwoche des Internationalen Gesangswettbewerbs Neue Stimmen, eines Projekts der Bertelsmann Stiftung. Nach einem weltweiten Casting singen die vielversprechendsten Nachwuchstalente aus dem Opernfach in der Stadthalle Gütersloh vor.
Ein wichtiger Veranstaltungsort, besonders für Musikveranstaltungen im Rock-Pop-Bereich wie Konzerte, Disko oder Partys, aber auch für Kabarettauftritte, Theateraufführungen oder Lesungen ist das Kulturzentrum Die Weberei. Es umfasst unter anderem ein Jugendzentrum, eine Kneipe, ein Kino und Diskoräume.
Gütersloh ist ein Auftrittsort von internationalem Rang im Jazz-Bereich. In der langjährigen Konzertreihe Jazz in Gütersloh traten selbst Größen wie Miles Davis und Ray Charles auf. 2014, 2017, 2018 und 2019 fand das WDR 3 Jazzfest in Gütersloh statt.

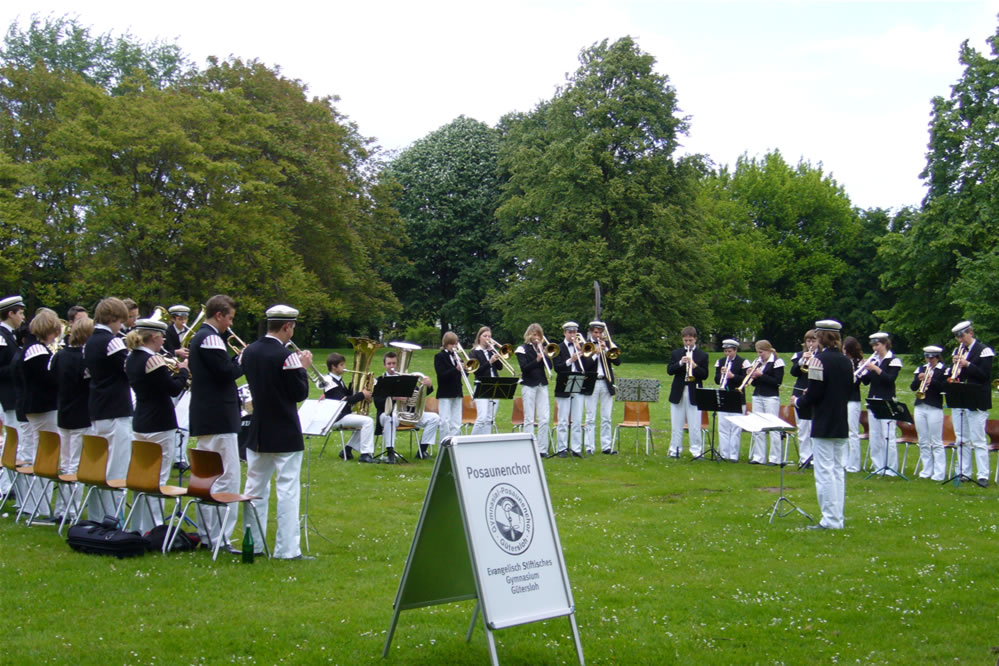
Der ESG-Posaunenchor beim Pfingstkonzert im Gütersloher Stadtpark

Bereits 1871 wurde am Evangelisch Stiftischen Gymnasium von Johannes Kuhlo der Gymnasial-Posaunenchor Gütersloh gegründet. Dieser wird seit seiner Gründung nur von Schülern verwaltet und geleitet (die Dirigenten nennen sich „Präsiden“) und ohne das Mitwirken von Lehrern. Auch die Big Band und die Stiftskantorei des ESG prägen das Konzertleben der Stadt mit.
Die Musikschule für den Kreis Gütersloh, 1968 auf Initiative eines Streichquartetts aus Stadtdirektor Diestelmeier, Fabrikant Zinkann, Architekt Tödtmann und Rechtsanwalt Wißmann gegründet, hat ihren Sitz in der Kirchstr. 18 und residiert zudem im Alten Amtsgericht in der Königstraße 1. Zuständig für das gesamte Kreisgebiet betreut sie knapp 4000 Schülerinnen und Schüler und leistet in jährlich um die 150 Veranstaltungen ihren eigenen Beitrag zum kulturellen Leben der Region. Das musikschuleigene Sinfonieorchester vertritt unter dem Namen Gütersloher Philharmoniker Stadt und Kreis auch auf Reisen ins Ausland (u. a. 2004 Brasilien, 2006 Argentinien, 2008 Lettland).
Die 1990 gegründete Westfälische Kammerphilharmonie Gütersloh gehört zu den führenden freien Orchestern in Nordrhein-Westfalen. Sie besteht aus Mitgliedern namhafter deutscher Kulturorchester, freischaffenden Musikern und Studierenden renommierter Musikhochschulen und bildet damit eine Besonderheit in der deutschen Orchesterlandschaft. Leiter ist übrigens ein ehemaliger Präside des Gymnasial-Posaunenchors des ESG. Im Repertoire des Ensembles befinden sich auch Kompositionen des Gütersloher Komponisten Hans Werner Henze.
Zu den traditionsreichsten Institutionen in Gütersloh gehört der Städtische Musikverein Gütersloh, dessen Wurzeln auf einen 1857 gegründeten Chor zurückgehen. Die Unterlagen des Vereins sind im Stadtarchiv Gütersloh einsehbar. Über die Stadtgrenzen hinaus bekannt ist auch der 1946 als Chor der Evangelischen Kirchengemeinde gegründete und lange Zeit von KMD Hermann Kreutz und seit 1992 von KMD Sigmund Bothmann geleitete Bachchor Gütersloh, der auf mehrere Preise bei Chorwettbewerben verweisen kann.
Auf den Umstand, dass im Stadtgebiet gleich drei Shantychöre beheimatet sind, wird im Kapitel Kuriositäten näher eingegangen.

### Museen

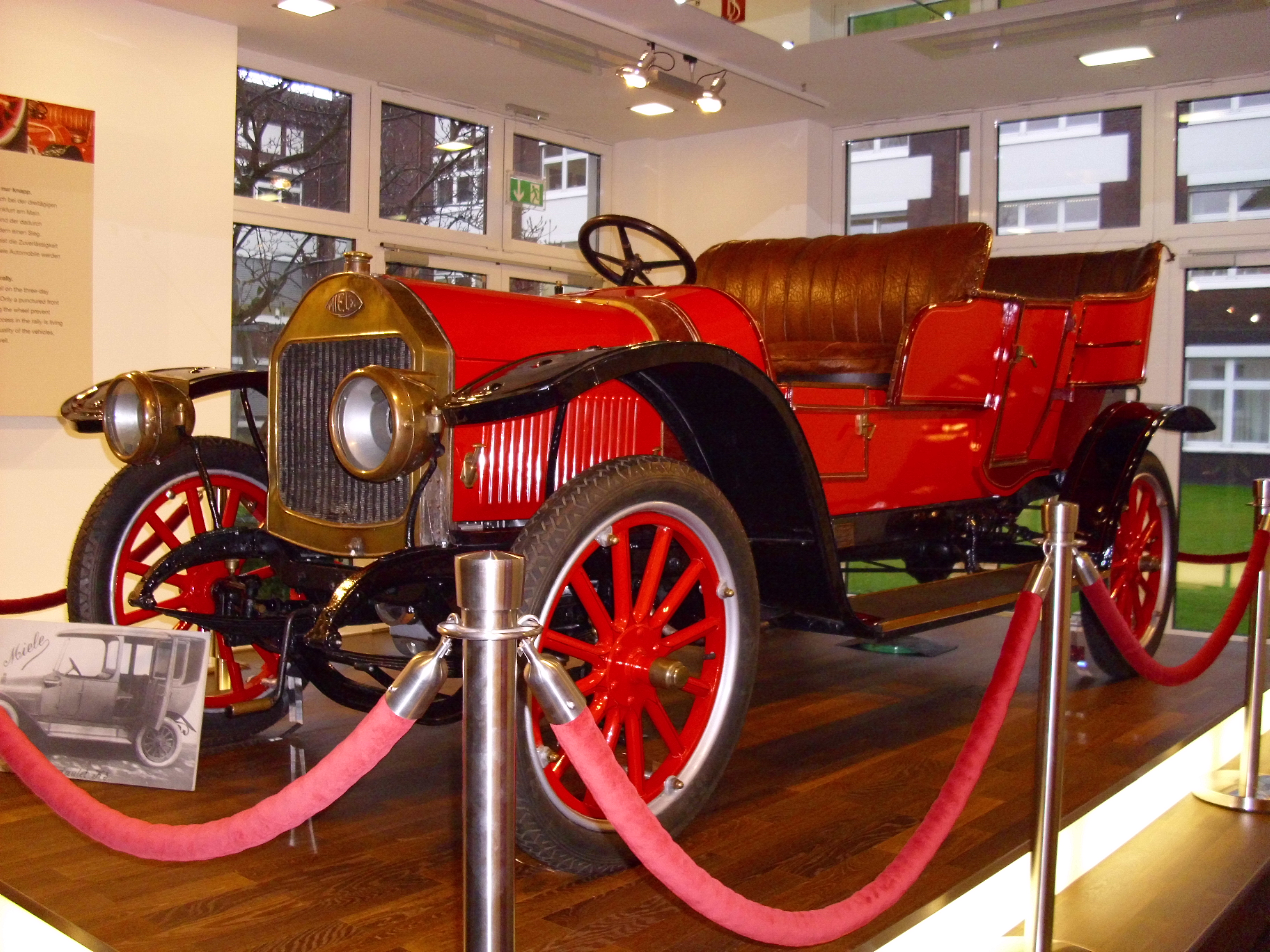
Miele K 3 im Miele-Museum

Das Stadtmuseum Gütersloh (Kökerstraße 7–11) wird vom Heimatverein Gütersloh getragen. Das mitten in der Innenstadt gelegene Museum zeigt eine umfangreiche Dauerausstellung zum einen zur Geschichte der Stadt, zum anderen zur Industrie- und zur Medizingeschichte, wobei die Exponate zu diesen beiden Themen über den lokalen Rahmen hinausgehen. Zudem gibt es wechselnde Sonderausstellungen.
Im Miele-Museum (Carl-Miele-Str. 29) kann der Besucher die Geschichte des Gütersloher Hausgeräteherstellers Miele von 1899 bis heute erkunden. Die einzelnen Miele-Produkte werden im zeitgeschichtlichen Kontext der gesellschaftlichen Ereignisse und technischen Entwicklungen vorgestellt. Neben Waschmaschinen, Geschirrspülern, Milchzentrifugen, Fahr- und Motorrädern ist das einzige noch erhaltene Exemplar der vor dem Ersten Weltkrieg produzierten Automobile ausgestellt. Das 1986 gegründete Museum war 2006 Bestandteil der Initiative Deutschland – Land der Ideen.
Das Westfälische Kleinbahn- und Dampflokmuseum („Mühlenstroth“, Postdamm 166), wird vom Dampf-Kleinbahn Mühlenstroth betrieben. Auf halber Strecke zwischen Gütersloh und Isselhorst gelegen, fahren dort im Sommer auf einem fast 1 km langen Rundkurs historische Lokomotiven. Das Gelände wird im öffentlichen Bewusstsein weniger als Museum im klassischen Sinn wahrgenommen, umso mehr als beliebtes Ausflugsziel für Radfahrer, speziell für Familien mit Kindern. Es gibt einen Gastronomiebetrieb mit Kaffeegarten und einen Kinderspielplatz, und man kann mit sich mit der Bahn im offenen oder im Salonwagen einmal um das Gelände fahren lassen. Geöffnet ist „Mühlenstroth“ an allen Sonn- und Feiertagen zwischen Mai und Oktober.

### Bauwerke

#### Kirchen

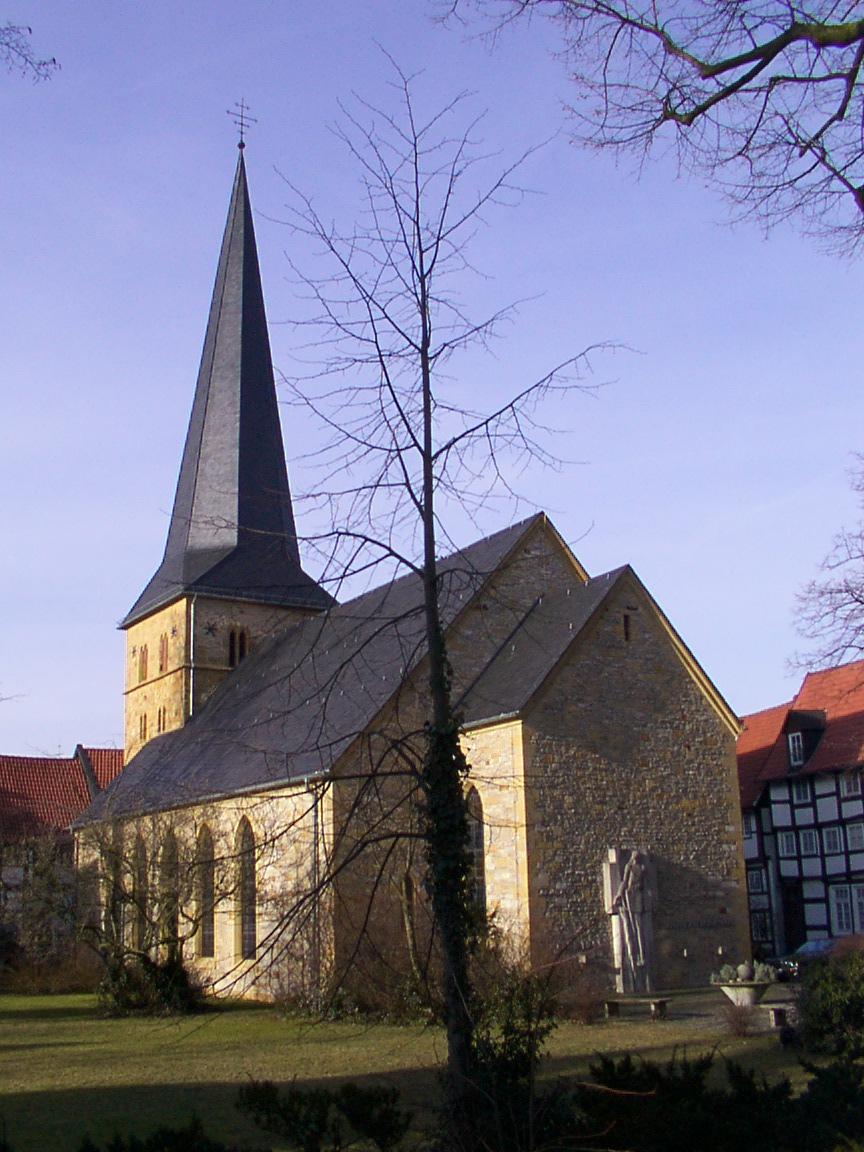
Apostelkirche auf dem Kirchplatz

Die evangelische Apostelkirche, das älteste Kirchengebäude der Stadt, wurde 1944 bis auf den Westturm vernichtet. Das schlichte, von einer Spitztonne überwölbte Langhaus wurde ab 1951 nach Plänen von Werner March neu errichtet.
Die Martin-Luther-Kirche wurde von 1857 bis 1861 von Christian Heyden errichtet. Es handelt sich um eine neugotische Hallenkirche mit Westturm. Das Innere ist mit umlaufenden Emporen versehen. Im Inneren hängt ein Kronleuchter von 1659. Besonders beachtenswert ist der (wahrscheinlich) originale Zinkguss eines Taufengels des dänischen Bildhauers Bertel Thorvaldsen, der der Gemeinde im 19. Jahrhundert vom damaligen preußischen Kronprinzen geschenkt wurde.
Die katholische Pfarrkirche St. Pankratius ist eine große neuromanische Backsteinbasilika mit Westturm und wurde 1889–1891 von dem Paderborner Diözesanbaumeister Arnold Güldenpfennig erbaut. Reste der zeitgenössischen Ausstattung sind erhalten. Außerdem befinden sich im Inneren ein um 1100 geschaffenes romanisches Kruzifix und die Statue des Heiligen Pankratius aus der zweiten Hälfte des 14. Jahrhunderts.
Die Evangeliumskirche am nördlichen Stadtrand ist eines der jüngsten Baudenkmäler der Stadt. Die Kirche mit dem ungewöhnlichen sechseckigen Grundriss wurde 1960 fertiggestellt.
Im Stadtteil Isselhorst ist die dortige Evangelische Kirche im Ortszentrum erwähnenswert. Sie beherbergt einen Flügel des so genannten Isselhorster Altars, der um 1400 entstand.
Weitere Kirchen im Stadtgebiet sind in Nordhorn die Christ-König-Kirche, in Pavenstädt die Heilig-Geist-Kirche, in Kattenstroth die Liebfrauenkirche, in Sundern die Matthäuskirche, in Blankenhagen die Kirche Heilige Familie, in Spexard St. Bruder Konrad, in Isselhorst die Kirche Maria Königin, in Avenwedde die Herz-Jesu- und die Christuskirche, in Friedrichsdorf St. Friedrich und die Johanneskirche sowie die Kreuzkirche – eine Simultankirche – auf dem Gelände der LWL-Klinik.

#### Fachwerkbauten

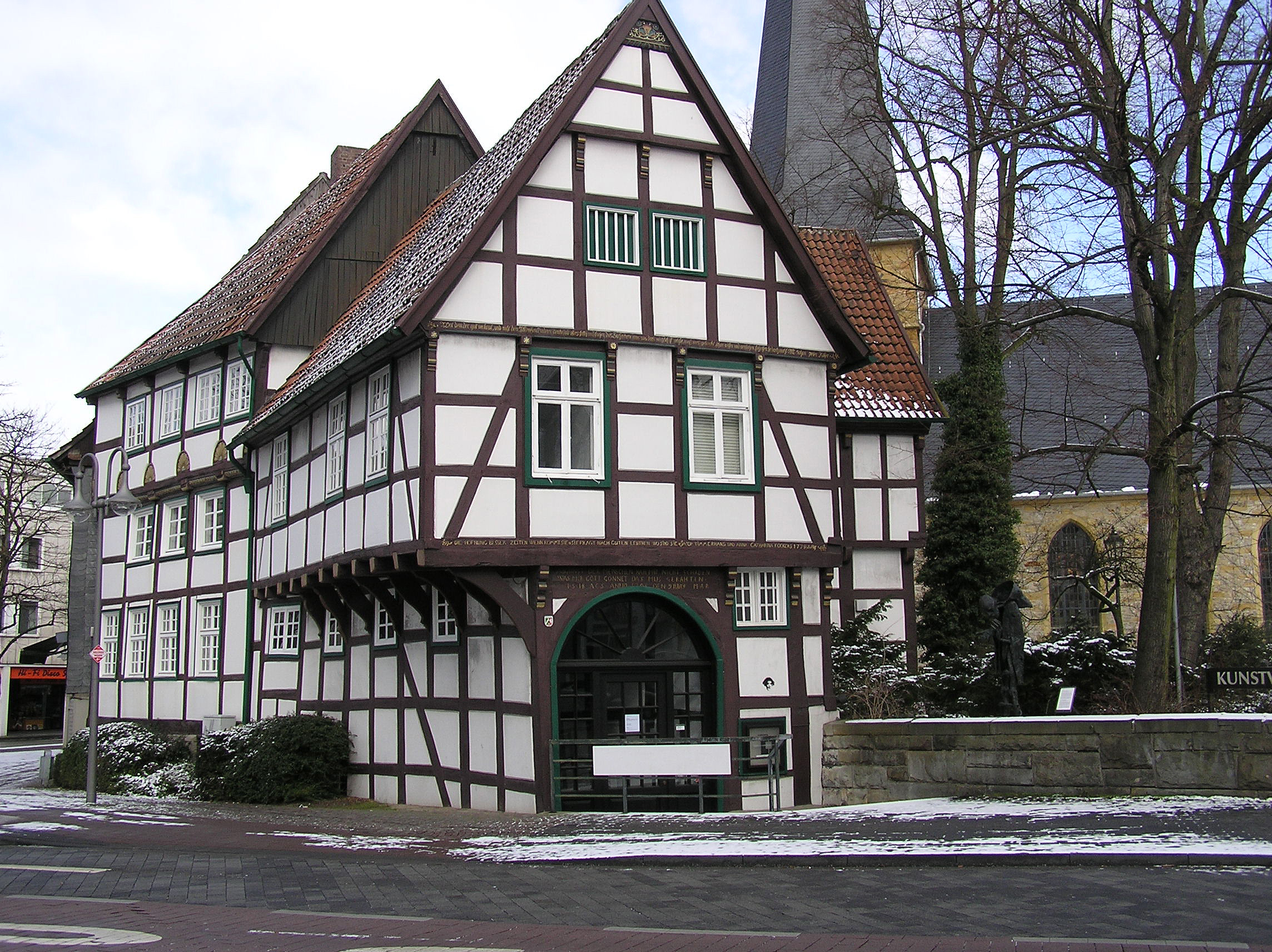
Veerhoffhaus am Alten Kirchplatz, nach seiner Restaurierung 2011 westfälisches Denkmal des Monats

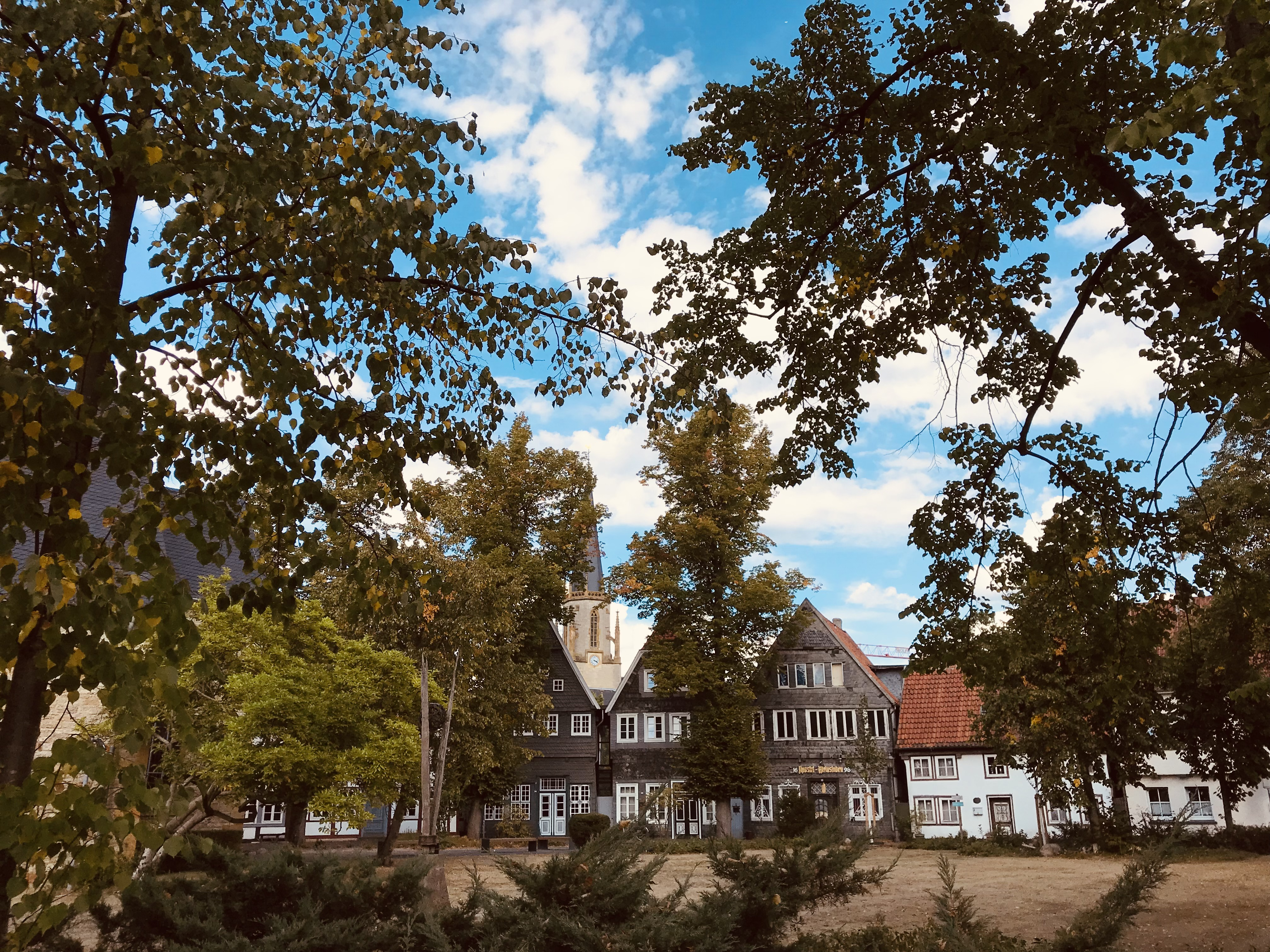
Alter Kirchplatz Gütersloh

Die Kirchringbebauung im Bereich der Apostelkirche mit Fachwerkhäusern des 17. und 18. Jahrhunderts ist nahezu vollständig erhalten. Davon sind erwähnenswert:
- Veerhoffhaus, Am Alten Kirchplatz 2: Giebelhaus mit großer Diele, am Torbogen 1708 und 1790 bezeichnet (Umbau). Das Obergeschoss kragt über Bügen weit vor. Das dreigeschossige, mit Fächerrosetten verzierte Hinterhaus wurde wohl bereits von 1647 bis 1649 als Speicher errichtet. Heute dient das Haus als Galerie des Kunstvereins Kreis Gütersloh. Es war Denkmal des Monats in Westfalen-Lippe im Dezember 2011.
- Kirchstraße 4: Dielenhaus von 1658, die seitliche Auslucht wurde 1721 hinzugefügt.
- Am Alten Kirchplatz 11: Im Keller des Hauses Nr. 11 wurden 2016 Pfostenlöcher entdeckt, die mindestens aus dem 12. Jahrhundert stammen. Sie sind Zeugnisse eines seinerzeit typischen Pfostenbaus, der erst später durch Fachwerkbauten abgelöst wurde.
- Alte Vikarie, Kirchstraße 10: Das Fachwerk-Traufenhaus mit spätbarockem Portalaufsatz wurde 1779 errichtet.
- Villa Bartels, Kirchstraße 21: Verschiefertes Fachwerk-Traufenhaus von 11 Achsen; der fünfachsige Kernbau wurde bereits 1778 errichtet. In der ersten Hälfte des 19. Jahrhunderts wurde es durch den Textilunternehmer Bartels umgebaut und erweitert. Aus dieser Zeit stammt die Verschieferung der Fassade. Die Eingangstür zeigt noch Rokokoformen. Heute beherbergt die Villa Bartels das Standesamt.

Außerhalb des Kirchplatzes sind nur wenige ältere Fachwerkbauten erhalten, darunter das um 1800 entstandene und heute als Stadtmuseum dienende Gebäude Kökerstraße 7. Ebenso wie das 1801 bezeichnete Dielenhaus Königstraße 7 verfügt es über eine straßenseitige Auslucht. Das Weberhaus in der Münsterstraße 9 von 1649 bildet den letzten Rest der früher ausnahmslos aus Fachwerk-Dielenhäusern bestehenden Bebauung dieses Straßenzuges. Zusammen mit dem Veerhoffhaus ist es eines der beiden ältesten noch erhaltenen Profanbauten im Innenstadtbereich.

### Weitere Bauten
Das Theater der Stadt Gütersloh ist einer der modernsten Theaterbauten der jüngsten Zeit. Von Jörg Friedrich (Hamburg) im Rahmen eines Wettbewerbs entworfen, wurde er am 13. März 2010 eröffnet. Das Theater befindet sich in direkter Nachbarschaft zum historischen Wasserturm und zur 1979 eröffneten Stadthalle.

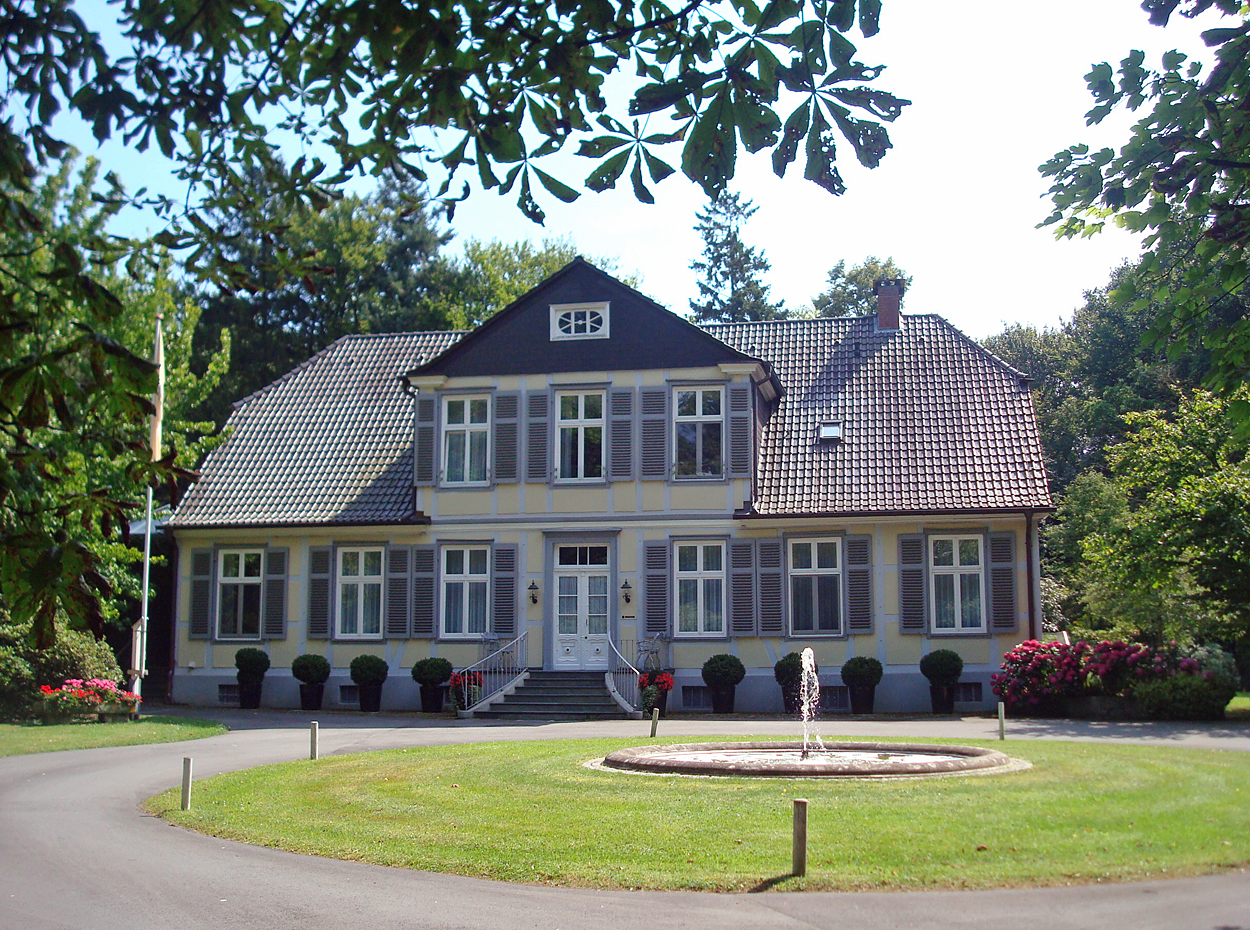
Der Meierhof

Der Meierhof ist eine allseits von einer Gräfte umgebene Hofanlage und vermutlich die Keimzelle der Stadt Gütersloh. Das von 1811 bis 1813 errichtete Wohngebäude präsentiert sich als eingeschossiger Fachwerkbau mit übergiebeltem Mittelteil.

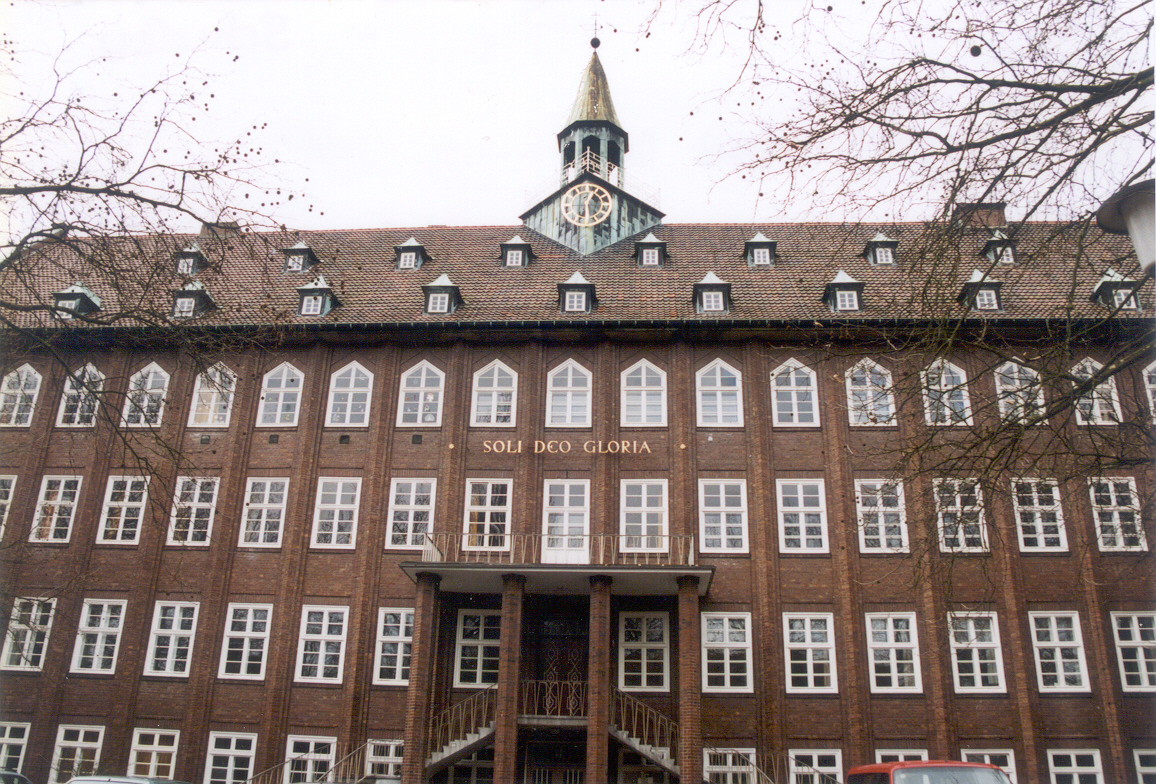
Evangelisch Stiftisches Gymnasium

Das Evangelisch Stiftische Gymnasium (Feldstraße) ist ein dreigeschossiges Backsteingebäude mit Dachreiter und wurde 1928 errichtet. Der durch dreieckig vorspringende Wandpfeiler streng gegliederte Bau erinnert stark an die von Fritz Höger in Norddeutschland geschaffenen Bauten.
Die Schlütersche Villa (Moltkestraße 10a) ist ein Klinkerbau mit Flachdach im Stil der Neuen Sachlichkeit und wurde 1927/28 durch den Architekten Fritz Viemann errichtet.
Der Wasserturm Gütersloh in der Friedrichstraße wurde 1888 in Betrieb genommen.
Die ehemalige Weberei Greve und Güth (Bogenstraße 1–8) wurde 1874 gegründet. Aus der Gründerzeit sind das Kessel- und Maschinenhaus sowie das Stückwarenlager und die ehemaligen Websäle erhalten. Das Kontorgebäude wurde 1901 hinzugefügt, die übrigen Gebäude zwischen 1912 und 1927 errichtet. Heute ist hier das Kulturzentrum Die Weberei ansässig.

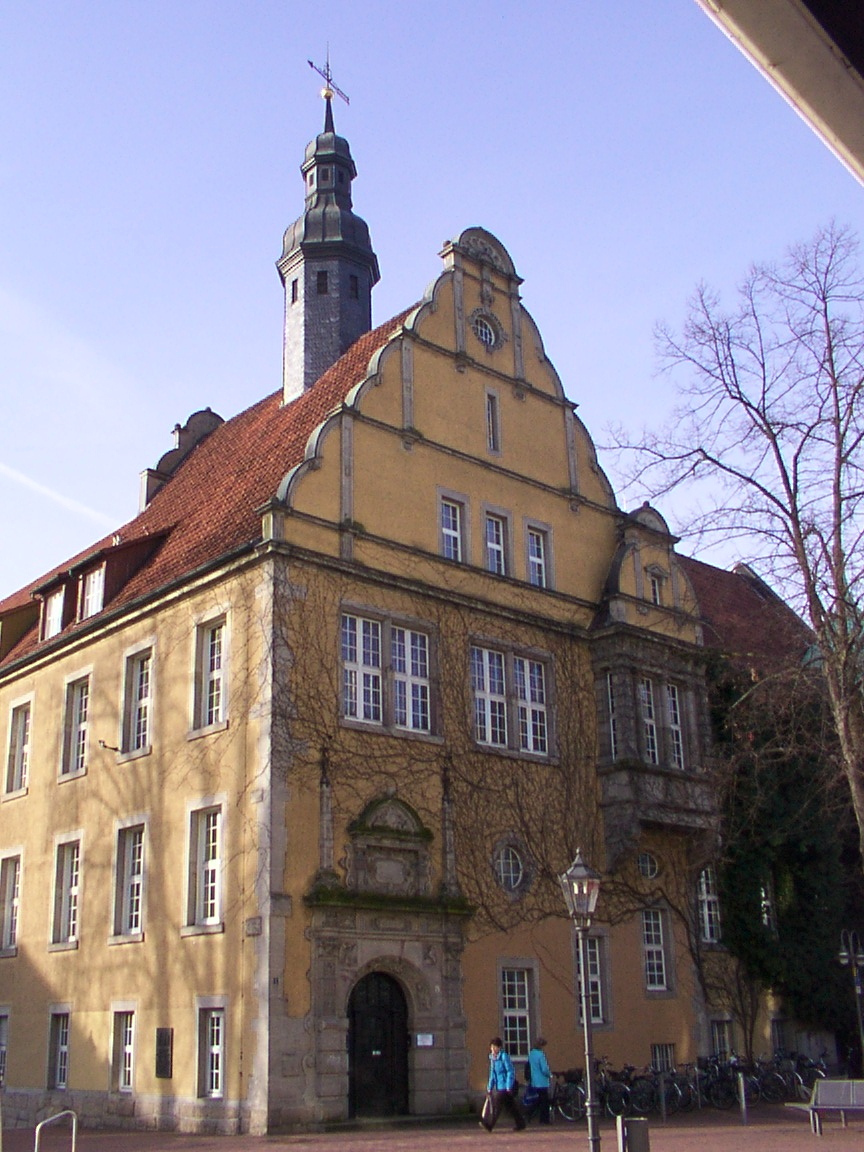
Ehemaliges Amtsgericht

Das Ehemalige Amtsgericht (Berliner Platz) ist ein 1907/08 entstandener Baukomplex im Stil der Neorenaissance. Das Hauptgebäude ist mit einem Dachreiter und einem Fronterker ausgestattet. Heute ist es Musikschulgebäude und Polizeistation.
In den ländlichen Außenbezirken Güterslohs hat sich eine ganze Reihe von landwirtschaftlichen Haupt- und Nebengebäuden erhalten:
Das Spexarder Bauernhaus an der Lukasstraße in Spexard war ursprünglich das Haupthaus des 1370 erstmals erwähnten Hofes Meier to Berens. Ab 1993 wurde es in Abstimmung mit dem Westfälischen Amt für Denkmalpflege an die Lukasstraße versetzt. Das Fachwerkgebäude steht heute als Bürgergemeinschaftshaus allen Vereinen und Gruppen für Veranstaltungen zur Verfügung.
Das einstige Haupthaus des Hof Amtenbrink (Amtenbrinksweg 208), ein 1591 bezeichneter Zweiständer-Fachwerkbau, wurde kurz nach 1800 erneuert.
Auf dem Meierhof Rassfeld am Meier-zu-Rassfeld-Weg 15 in Blankenhagen befindet sich ein 1578 errichteter Speicher. Der zweigeschossige Bau mit viertelkreisförmigen Fußbändern wurde 1754 nach Norden hin erweitert. Das Erdgeschoss wurde in späterer Zeit massiv erneuert. 1975 wurde der Bau restauriert. Der Schafstall stammt noch aus 17. Jahrhundert. Die historische Deele wird heute für Feste und andere Veranstaltungen genutzt; auf der Hofanlage befinden sich außerdem ein Hofladen und ein Gästehaus.
Für weitere Bauwerke siehe die Liste der Baudenkmäler in Gütersloh.

### Parks

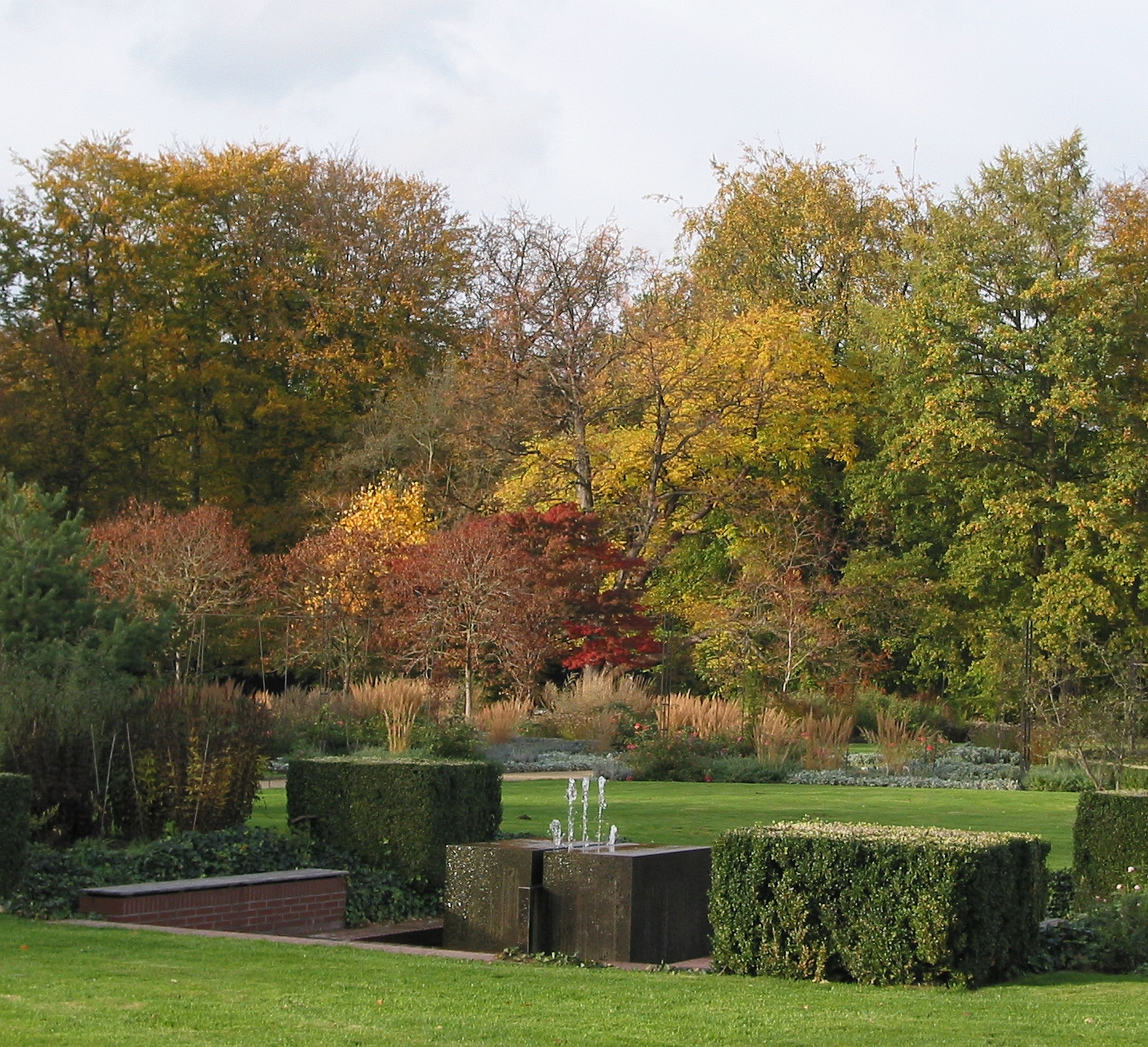
Blick in den Botanischen Garten im Herbst

Der Stadtpark Gütersloh entstand 1908/09 auf einem Gelände an der Dalke. 1912 wurde der Park um einen Botanischen Garten erweitert. Stadtpark und Botanischer Garten sind Teil der Gartenroute Ostwestfalen-Lippe des European Garden Heritage Network – EGHN und wurden mit dem Green Flag Award ausgezeichnet.
Bereits um 1900 wurde auf einem Gelände südlich des späteren Stadtparks eine Eiswiese mit einer sogenannten Liebesinsel angelegt. Ende der 1920er Jahre wurde diese allerdings zugeschüttet und wie zuvor als Weide genutzt. Im Rahmen der Stadtpark-Sanierung im Jahre 1999 wurde beides reaktiviert.
Die 38.505 m² große Freizeitanlage Mohns Park verfügt über ein Kinderplanschbecken, einen 2007 runderneuerten Minigolf-Parcours mit Billardgolf-Anlage, mehrere Sportplätze, ein Kneippbecken und eine Rollhockeyanlage, die im Winter geflutet und zum Schlittschuhlaufen genutzt werden kann. Bereits seit 1949 steht auf dem Gelände eine aus Kriegstrümmern erbaute Freilichtbühne mit 1.100 Sitzplätzen, die Schauplatz der Veranstaltungsreihe Gütersloher Sommer ist.
Der Park des LWL-Klinikums Gütersloh, in den die zum Teil denkmalgeschützten Klinikgebäude ebenso wie die Kreuzkirche und der Klinikfriedhof eingebettet sind, ist für die Öffentlichkeit zugänglich. Unter anderem befinden sich ein Damwild-Gehege und ein Ententeich auf dem Gelände.
Der Riegerpark ist eine Grünanlage auf dem Gelände der ehemaligen Gärtnerei Rieger mit direkter Anbindung an die Dalkepromenade. Von 1998 bis 2002 wurde der Park saniert.

### Naturdenkmäler und Naturschutzgebiete

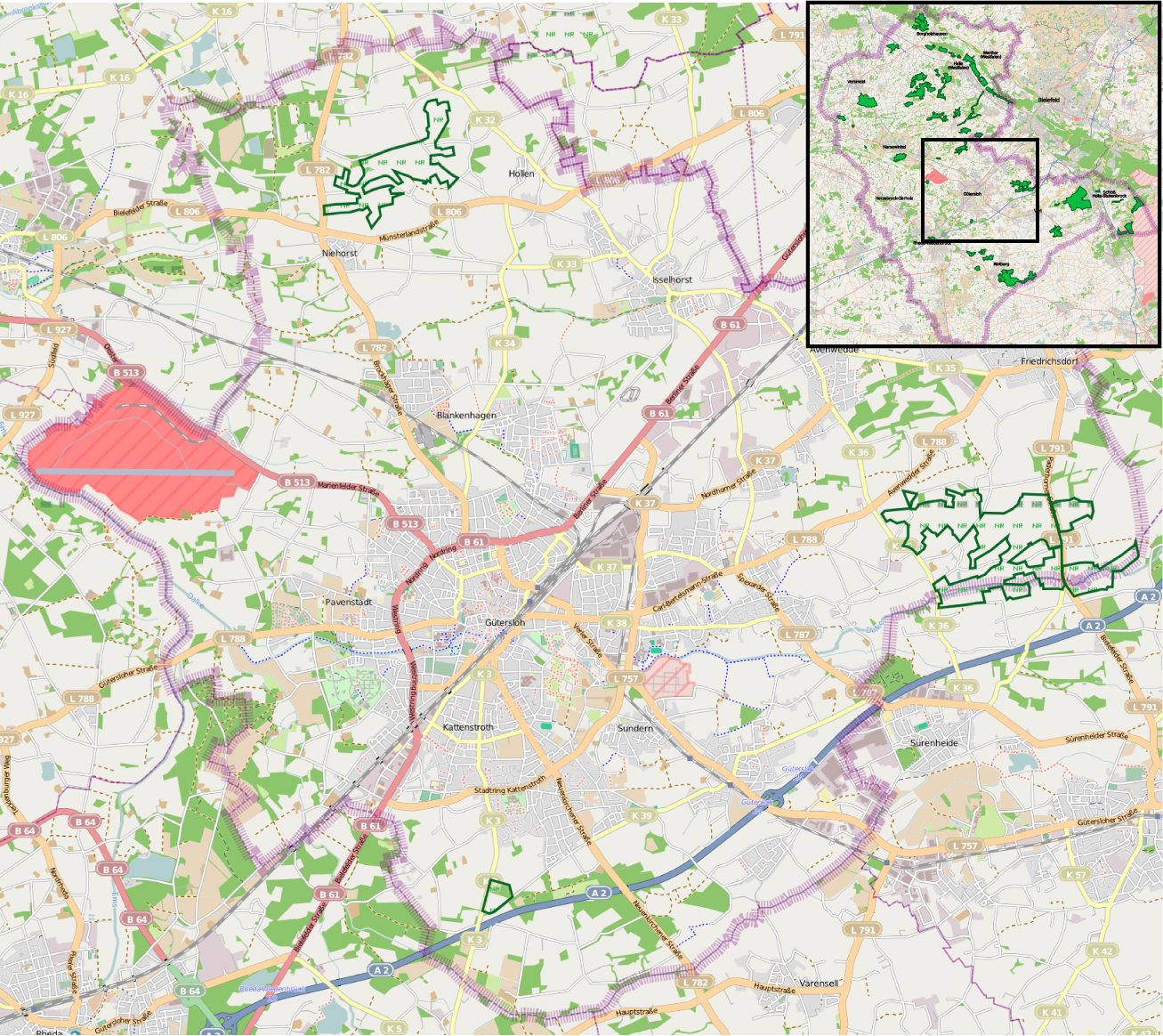
Dunkelgrün umrandet die drei Naturschutzgebiete im Stadtgebiet Gütersloh: im Norden Am Lichtebach, im Süden das Naturschutzgebiet Spexard und im Osten die Große Wiese.

Auf dem Gebiet der Stadt Gütersloh sind drei Naturschutzgebiete ausgewiesen (siehe Abbildung), die insgesamt 2,66 % des Stadtgebiets bedecken: Am Lichtebach, das Naturschutzgebiet Spexard und die Große Wiese, die zum Teil auf dem Gebiet der Stadt Verl liegt. Alle drei Naturschutzgebiete sind Feuchtwiesenschutzgebiete.
In Gütersloh sind zudem acht einzelne Bäume und eine Binnendüne als Naturdenkmal ausgewiesen.

### Regelmäßige Veranstaltungen
Die Gütersloher Großveranstaltungen eröffnet in der zweiten Märzhälfte der Gütersloher Frühling rund um Haus und Garten. Hierbei präsentieren in der Innenstadt unter anderem die ortsansässigen Gartenbaubetriebe ihr Können. Im Mai/Juni folgt die langenachtderkunst, bei der viele Museen, Galerien und andere Einrichtungen bis in die Nacht geöffnet haben. An Pfingsten gibt es auf dem Kolbeplatz den Gütersloher Weinmarkt mit Weinen aus deutschen Anbaugebieten, während auf dem Marktplatz die Pfingstkirmes stattfindet.
Die ganzen Sommerferien über finden auf der Freilichtbühne in Mohns Park unter dem Motto Gütersloher Sommer zahlreiche Konzerte, Theateraufführungen und Kleinkunst statt. Im Spätsommer präsentieren bei Gütersloh für Genießer ausgewählte heimische Gastronomiebetriebe in den Dalke-Auen Haute Cuisine unter freiem Himmel. Multikulturell geht es seit 1976 im Sommer bei Gütersloh International in und vor der Stadthalle zu, wo Folklore- und Musikgruppen ausländischer Kulturvereine aus Gütersloh ein buntes Programm auf die Beine stellen. Im Sommer präsentieren während der Woche der kleinen Künste nationale und internationale Künstler an fünf Abenden ihr Programm kostenlos auf dem Dreiecksplatz. Dieser kleine Platz zwischen Stadthalle und Innenstadt beherbergt zudem in den Monaten Mai bis September auch den wöchentlichen Kulturtreff Freitag 18, bei dem lokalen und regionalen Künstlergruppen eine Auftrittsmöglichkeit verschafft wird. Organisiert werden diese Kulturveranstaltungen unter anderem von der der Kulturgemeinschaft Dreiecksplatz mit ehrenamtlichen Helfern und mit Hilfe kulturbegeisterter Sponsoren. Eine Übersicht über die kulturellen, gewerblichen und gastronomischen Aktivitäten auf dem Dreiecksplatz bietet die Website dreiecksplatz.jetzt.
Ende September beginnt die Michaeliswoche mit der großen Michaeliskirmes. Herzhafte Spezialitäten nicht nur aus Westfalen werden im Oktober vier Tage lang auf dem Gütersloher Schinkenmarkt feilgeboten. Traditionell wird das Jahr mit dem Weihnachtsmarkt beschlossen, der auf dem Berliner Platz, auf dem Kolbeplatz und auf dem Alten Kirchplatz stattfindet.
Weitere regelmäßig stattfindende Veranstaltungen:
- Parkour Camp (3 Tage lang treffen sich Traceure aus ganz Deutschland)
- Kurzfilmfestival im Programmkino „bambi“
- Literatursommer, eine literarische Veranstaltungsreihe der Stadtbibliothek Gütersloh im Spätsommer
- Lesefrühling, eine gemeinsame Veranstaltungsreihe der Stadtbibliotheken Gütersloh und Bielefeld für Kinder im Alter von 3 bis 13 Jahren
- Europäische Kulturwoche, seit 1984, im September/Oktober, Lesungen, Konzerte, Filme und andere Veranstaltungen zu einem europäischen Land (2007 Frankreich, 2008 Großbritannien, 2009 Polen, 2010 Russland)
- Entenrennen auf der Dalke im Stadtpark, Wohltätigkeitsveranstaltung zugunsten des Kinderschutz-Zentrums, Wettschwimmen zwischen Plastikenten
- Rock den Turm, Konzert am Wasserturm
- German Open, Speedcubing-Meisterschaft
- Jugendkulturfestival im Jugendzentrum Bauteil 5 und im Kulturzentrum Die Weberei

### Brauchtum und Traditionen
Mehrere Gütersloher Schützenvereine pflegen das Brauchtum des Schützenwesens. Ihre jeweiligen Schützenfeste können teilweise auf eine wesentlich längere Geschichte als die vorgenannten Veranstaltungen verweisen. So fand das erste Fest der Gütersloher Schützengesellschaft bereits 1832 statt.
Zu Ostern werden in der Umgebung von Gütersloh zahlreiche Osterfeuer entzündet.
Die Martin-Luther-Kirche ist Heimat des Nachtsanggeläuts, einer Tradition, die sich seit etwa 1790 nachweisen lässt. Vom Reformationstag am 31. Oktober bis Mariä Lichtmess am 2. Februar sitzt an jedem Samstagabend und vor jedem Feiertag eine Glöcknerin oder ein Glöckner im Kirchturm über Gütersloh. Von Hand und über Seile steuern sie die Glocken und ihren Rhythmus. Seit Jahren ist dieser alte Brauch in Deutschland fast einmalig und in einigen Filmaufzeichnungen dokumentiert.
Am Martinstag im November und teilweise an den Tagen davor und danach veranstalten Kinder und Kindergärten Martinsumzüge. Sie klingeln an den Haustüren, singen Martinslieder und erwarten im Gegenzug eine kleine Gabe in Form von Süßigkeiten. Dieser Brauch geht in den letzten Jahren immer mehr zurück. Der größte Martinszug wird vom Verkehrsverein genau am 11. November in der Innenstadt veranstaltet. In den 1980er-Jahren hat der Verein Michaeliswoche mit wenig Erfolg versucht, den alten Brauch des Micheelsingen am Michaelstag wieder zu beleben. Dabei ziehen Kinder mit dem plattdeutsch gesungenen Micheellied von Tür zu Tür und bitten um Süßigkeiten und Obst.
Ein besonderer Gütersloher Brauch ist mit dem Gymnasial-Posaunenchor verbunden. Beim Adventsblasen spielt der Posaunenchor in den Morgenstunden der Adventssonntage ab drei Uhr dreißig morgens an verschiedensten Stellen im gesamten Stadtgebiet Weihnachtslieder. Höhepunkt der Weihnachtszeit ist das Turmblasen an Heiligabend, wenn der Posaunenchor seine Lieder vom Türmchen und Balkon des Evangelisch Stiftischen Gymnasiums vorträgt. Obwohl das Konzert, das um Mitternacht beginnt, keine Viertelstunde dauert, treffen sich vor der Schule jedes Jahr mehrere tausend Zuhörer.
Noch älter ist das Adventssingen. In fast allen Gütersloher Stadtteilen ziehen an den Adventssonntagen Sänger aus den evangelischen Kirchengemeinden durch die Straßen und singen traditionelle Adventslieder unter fast jeder Straßenlaterne.

### Kulinarische Spezialitäten

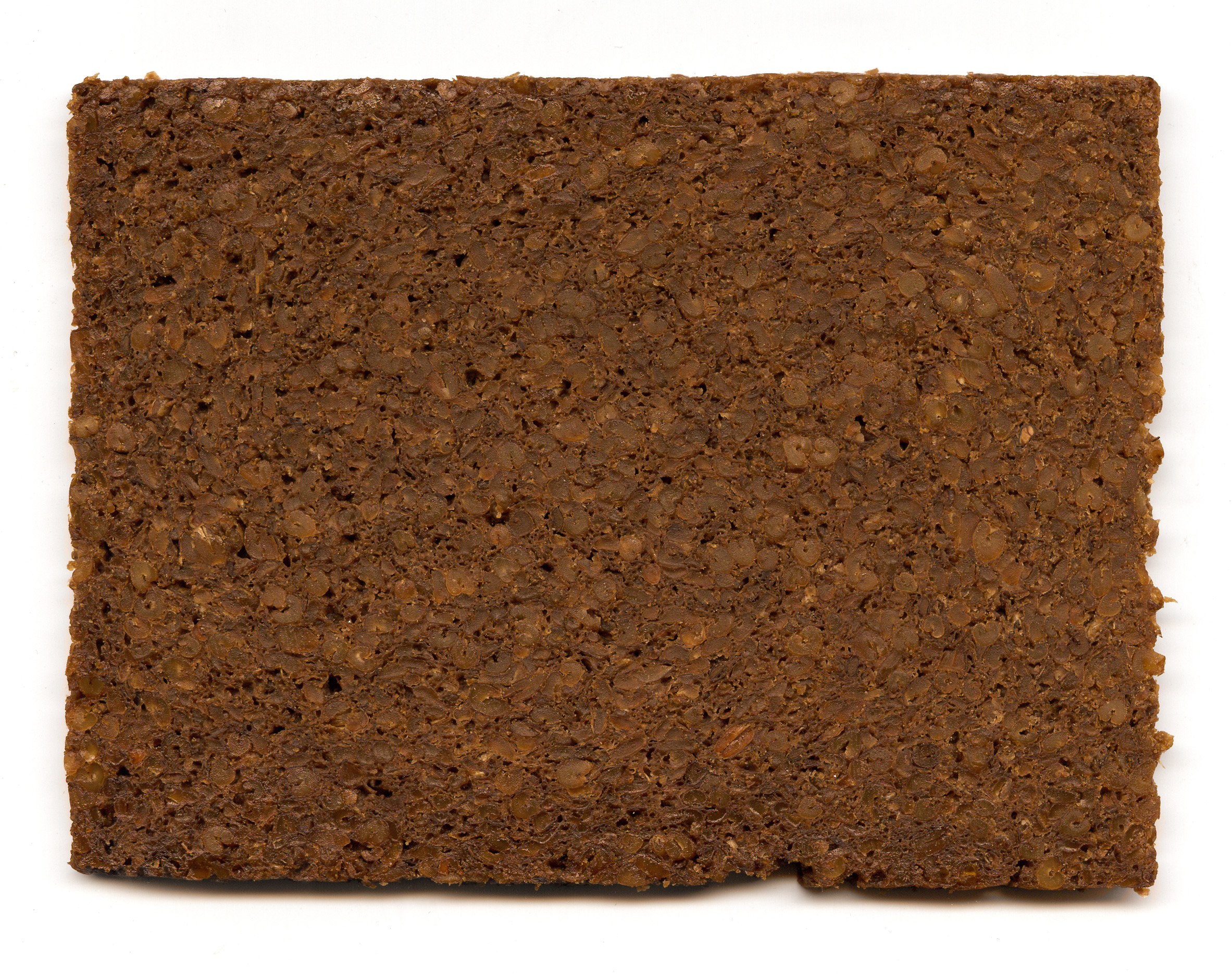
Pumpernickel wird in Gütersloh gegessen und auch bei Mestemacher hergestellt.

In Gütersloh ist traditionell die deftige Westfälische Küche anzutreffen.
Gütersloher Spezialität ist der Pumpernickel, belegt mit westfälischem Schinken. 1989 hat der Verkehrsverein versucht, mit dem „Gütersloher Bierbraten“, dem Grünkohlauflauf Gütersloher Art, dem „Gütersloher Ratsherrenteller“ und dem „Gütersloher Flämmchen“, einem alkoholischen Heißgetränk, weitere „Spezialitäten“ zu kreieren, scheiterte aber am Widerstand der Gastronomen. Verbreitet ist ebenfalls der Pickert, den die Gütersloher um 1900 gern nach einem besonderen Rezept aus einem aus Mehl, Milch, Eiern, Korinthen und Hefe bestehenden Teig in Form eines großen Kastenbrotes backten, der heute in Restaurants aber auch in anderen Varianten serviert wird. Das Möpkenbrot, eine Blutwurst-ähnliche Spezialität mit Getreide wird ebenfalls gern gegessen. Dazu wird es in der Regel gebraten und mit Himmel und Erde (Kartoffeln und Apfelmus) serviert.
Getränkespezialitäten sind der Steinhäger-Wacholderschnaps aus dem benachbarten Steinhagen, der Magenbitter Schroeders Boonekamp („Verler Heimatwasser“) und die im Gütersloher Brauhaus gebrauten Bierspezialitäten.

## Sport
Im Jahr 2006 gab es in Gütersloh 95 Sportvereine mit insgesamt 25.000 Mitgliedern. Die Stadt verfügt über 24 Sportplätze und 39 Sporthallen, davon elf in den Maßen 22 × 45 Meter und größer, sowie über drei Frei- und zwei Hallenbäder.
2021 bewarb sich die Stadt als Host Town für die Gestaltung eines viertägigen Programms für eine internationale Delegation der Special Olympics World Summer Games 2023 in Berlin. 2022 wurde sie als Gastgeberin für Special Olympics Estland ausgewählt. Damit wurde sie Teil des größten kommunalen Inklusionsprojekts in der Geschichte der Bundesrepublik mit mehr als 200 Host Towns.

### Fußball
1878 gründete sich am Evangelisch Stiftisches Gymnasium der älteste Fußballverein auf dem Gebiet des heutigen Nordrhein-Westfalen, der Gymnasial-Spielverein Gütersloh.
Der bekannteste Sportverein der Stadt ist der FC Gütersloh, der mit seiner ersten Herrenmannschaft vor der Neugründung im Jahr 2000 von 1996 bis 1999 in der 2. Fußball-Bundesliga spielte. Die Frauenmannschaft gliederte sich vor der Saison 2009/10 aus und war als neugegründeter FSV Gütersloh 2009 in der Saison 2012/13 in der Frauen-Bundesliga aktiv, während die erste Herrenmannschaft des FC Gütersloh in der Regionalliga West, der 4. Liga, spielt. Der SV Spexard 1950 spielt mit der 1. Herrenmannschaft in der Kreisliga A.
Der FSV Gütersloh 2009 (vorher Frauenabteilung des FC Gütersloh) richtet seit 2000 die Gütersloher Hallenmasters aus, Deutschlands größtes, mittlerweile international besetztes Hallenturnier für B-Juniorinnen-Teams (U17). Seit 2005 veranstaltet der lokale Radiosender den Radio-Gütersloh-Cup, bei dem die ligahöchsten Herren-Mannschaften des Kreises in der Saisonvorbereitung aufeinandertreffen. In Gütersloh findet außerdem seit Mitte der 1980er-Jahre mit dem Strenge-Cup (bis 2010 Thiel-Cup) eines der größten Jugend-Turniere in der Region statt. Veranstalter sind der Gütersloher Turnverein, der Kreisjugendausschuss Gütersloh und ein örtliches Unternehmen für Verpackung und Arbeitsschutz.

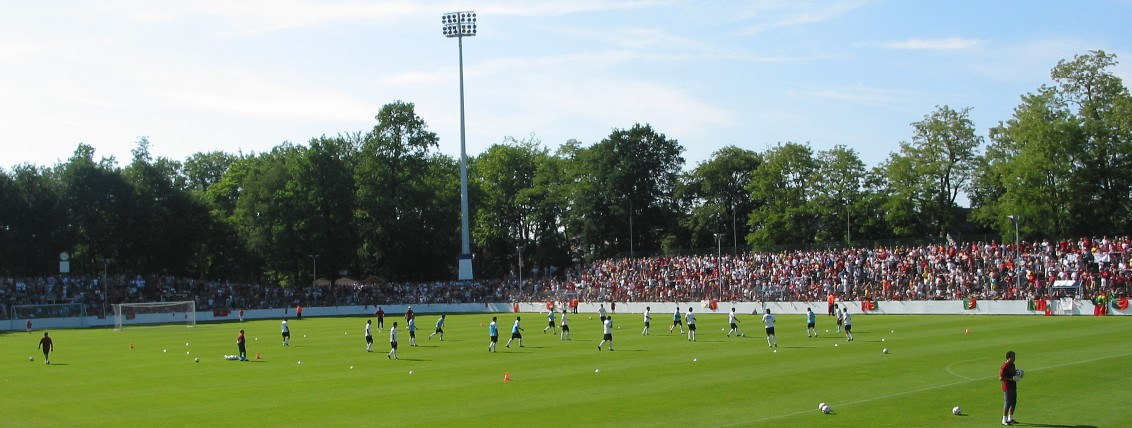
Blick in das Heidewaldstadion beim Training der portugiesischen Nationalmannschaft

Seit 2005 spielen bis zu 400 Kinder und Jugendliche in der Gütersloher Streetsoccer-Liga. Gespielt wird in zwei Saisons pro Jahr, von den Oster- bis zu den Sommerferien und von den Sommer- bis zu den Herbstferien. Geleitet wird dieses Projekt von der mobilen Jugendarbeit der Stadt Gütersloh und gilt, aufgrund der hohen Teilnehmerzahl, als eines der erfolgreichsten Jugendprojekte in der Stadt. Wichtige Aufgaben des Projekts sind u. a. Integration, Inklusion und Fair Play. In den Jahren 2010, 2011, 2012 und 2014 konnten die Teams SEK Xzimmi (1 Titel) und Streetfighter FC (3 Titel) den Deutschen Meistertitel im Streetsoccer, Kategorie Ü-18, nach Gütersloh holen.
Ein sportlicher Höhepunkt in der Stadtgeschichte war die Fußball-WM 2006. Das Heidewaldstadion war als offizielle WM-Trainingsstätte dreimal Schauplatz für das Training der portugiesischen Nationalmannschaft, das insgesamt 35.000 Zuschauer verfolgten. Bis zu 5000 Zuschauer kamen zum Public Viewing auf den Konrad-Adenauer-Platz vor dem Rathaus, wo die größte Videowand in Ostwestfalen-Lippe aufgestellt war. Im Vorfeld der WM war Gütersloh eine der wenigen deutschen Städte gewesen, in denen auf der „FIFA WM 2006 Tour“ der FIFA-WM-Pokal ausgestellt wurde.
In Gütersloh gab es in den 1930er- und 1940er-Jahren ein großes Interesse am Radsport. So war es der Radsportverein Staubwolke Spexard, der dafür sorgte, dass das 1933 eröffnete Heidewaldstadion durch Erhöhung der Kurven zu einem Radsportstadion ausgebaut wurde. Erst Anfang der 1950er-Jahre wurde die Kurven zu Zuschauerrängen umgestaltet. Daher rührt der heutige eigentümliche Grundriss der Arena: ein reines Fußballstadion ohne Laufbahn, das dennoch hinter den Toren kurvenförmig angelegt ist. Als Hochburg des Radsports lässt sich Gütersloh heute nicht mehr bezeichnen. Dennoch ist der Radsport, vertreten durch den RSV Gütersloh 1931 und das alljährliche Straßenradrennen der „City-Nacht“, das Tausende in die Innenstadt lockt, weiterhin ein fester Bestandteil im Sportleben der Stadt. Weniger der Sport als die Unterhaltung stand beim Radrennen über Wasser im Vordergrund, einem von 1954 bis 2015 ausgetragenen Spaßrennen über Planken auf dem Teich der Neuen Mühle, zu dem 2009 an zwei Tagen rund 5000 Zuschauer kamen.

### Weitere Sportarten
Turnen: Einer der größten Turnvereine nicht nur der Stadt, sondern der Region ist der 1894 gegründete Turnverein Isselhorst, der im Jahr 2011 rund 1.150 Mitglieder hatte. Vom 21. bis 25. Mai 2008 war Gütersloh Austragungsort des 1. Rheinisch-Westfälischen Landesturnfests.
Handball: In der erfolgsverwöhnten Handball-Hochburg Ostwestfalen-Lippe spielt Gütersloh eine eher bescheidene Rolle. Der klassenhöchste Verein ist der TV Isselhorst, der in der Verbandsliga spielt.

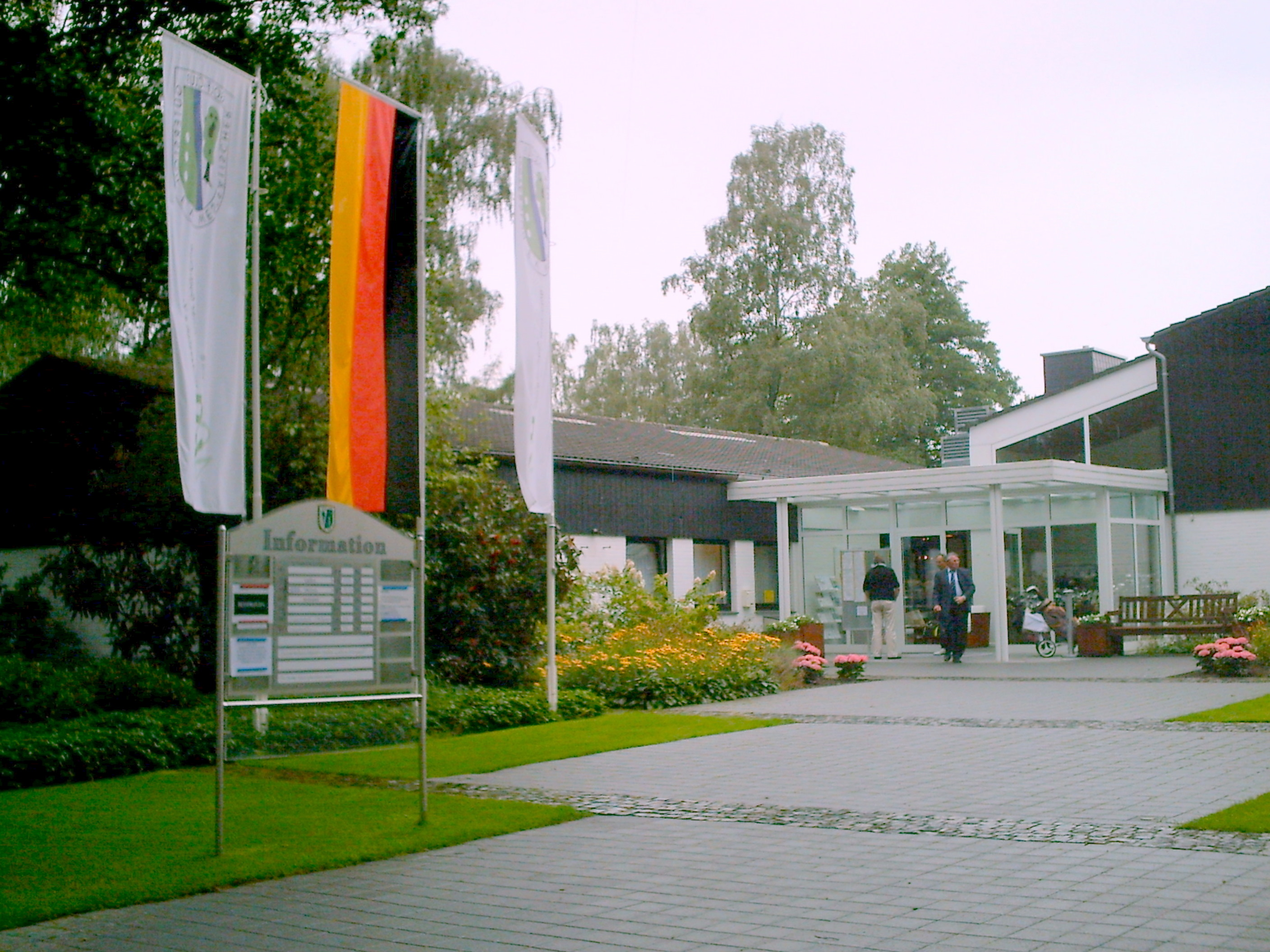
Westfälischer Golfclub Gütersloh

Golf: Jenseits der Gütersloher Stadtgrenze zu Rietberg liegt der vom Architekten Bernhard von Limburger entworfene 18-Loch-Golfplatz des Westfälischen Golfclubs Gütersloh in Rietberg-Varensell. Vom Peugeot Golfführer wurde die 60 ha große, entlang der Wapel gelegene Anlage unter die 20 schönsten Plätze Deutschlands gewählt. Der Verein zählte 2006 mehr als 900 Mitglieder.
Ringen: In Ostwestfalen-Lippe bestand 2006 in nur sechs Orten die Möglichkeit, das Ringen zu erlernen – darunter in Gütersloh. Der KSV Gütersloh 02 gehört zu den Traditionsvereinen in Nordrhein-Westfalen. Die erste Mannschaft startet ab der Saison 2010/2011 in der Oberliga, der dritthöchsten Klasse.
Laufen: Mehrere Volksläufe haben sich in Gütersloh etabliert. Zu ihnen gehören die Isselhorster Nacht, ein Nachtlauf, der seit 1998 im Juni im Ortsteil Isselhorst stattfindet, und der traditionsreiche Silvesterlauf, der durch den Rhedaer Forst führt. Seit 1984 findet der Spexarder Volkslauf im Mai im gleichnamigen Ortsteil statt. Zudem gibt es im Verbund mit dem Gütersloher Laufcup die Läufe Lauf im Park auf dem Gelände der LWL-Kliniken, Gütersloh läuft im Stadtpark sowie den bereits erwähnten Spexarder Lauf und den Kattenstrother Lauf. Ab 2012 wurde auch der Dalkelauf in den Gütersloher Laufcup aufgenommen.
Volleyball: Der Gütersloher TV spielt in der Verbandsliga und ist der höchstklassige Verein in Gütersloh.
Badminton: Mit dem TuS Friedrichsdorf spielt der klassenhöchste Verein Güterslohs in der Oberliga. Der CfB Gütersloh war von 1985 bis 1990 Ausrichter der Internationalen Deutschen Jugendmeisterschaften.
Baseball: Mit dem Team Verl/Gütersloh Yaks ist die Stadt in der Regionalliga Nordwest des Deutschen Baseball und Softball Verbandes vertreten.
Klettern: Der 2015 eröffnete inklusive „grenzenlos“-Klettergarten ist für Menschen mit und ohne Behinderung konzipiert.
Triathlon: Das 1. Tri-Team Gütersloh GTV (Triathlon-Abteilung des Gütersloher Turnvereins) veranstaltet jedes Jahr im Mai den Dalkeman-Triathlon. Bereits seit 2003 messen Triathleten sich auf unterschiedlichen Distanzen. Das Schwimmen findet im Gütersloher Nordbad statt, danach geht es auf die schnelle und flache Radstrecke und anschließend führt die Laufstrecke durch den Mohnspark.

## Wirtschaft und Infrastruktur

### Wirtschaftsprofil

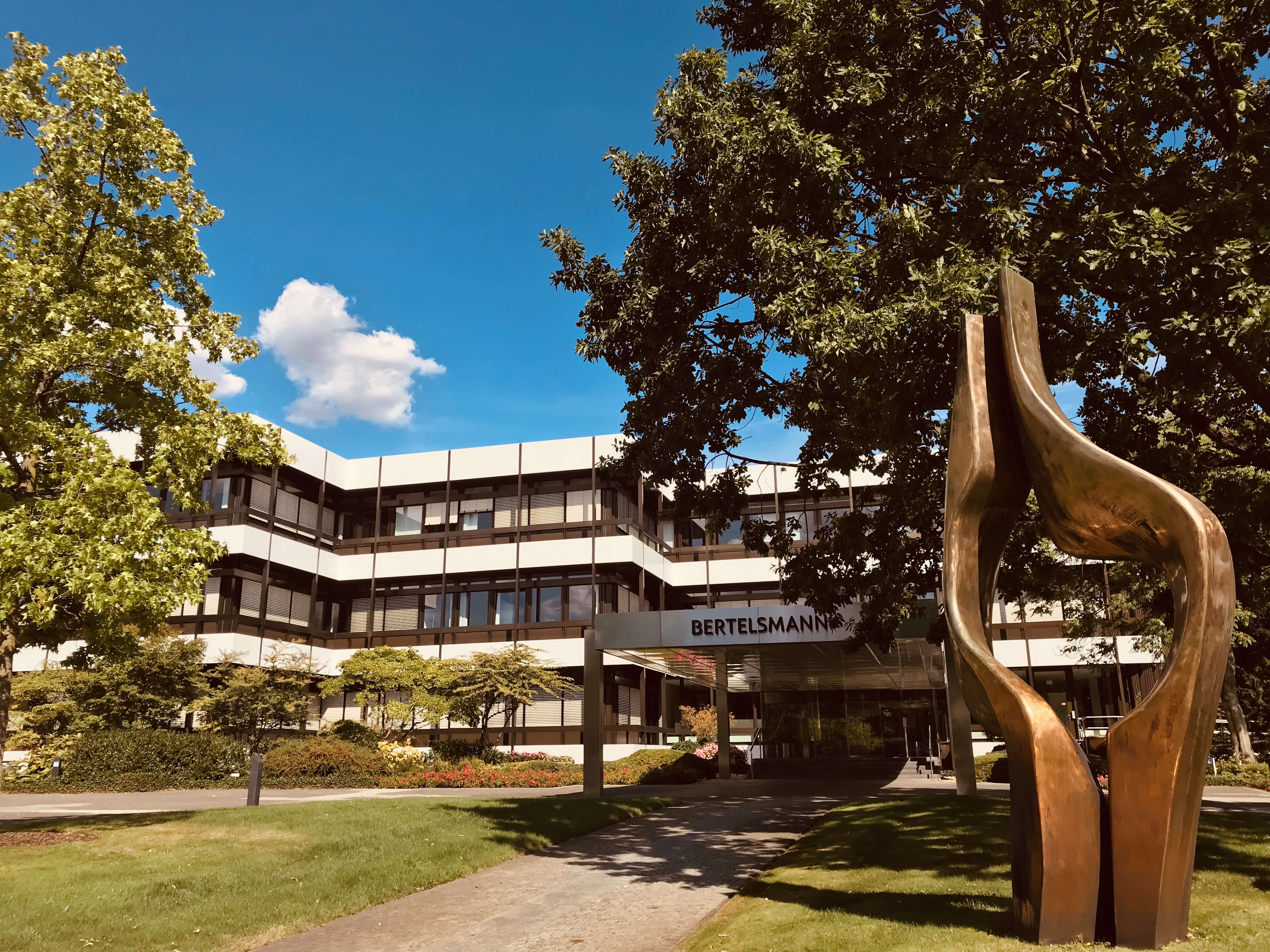
Gütersloher Bertelsmann-Zentrale

Gütersloh ist in erster Linie bekannt als Sitz der beiden weltweit tätigen Unternehmen Bertelsmann und Miele. Der Medienkonzern Bertelsmann beschäftigte im Jahr 2015 einschließlich der Tochterfirmen am Standort Gütersloh etwa 10.700 Arbeitnehmer. Einer dieser Tochterfirmen, das auf religiöse Bücher spezialisierte Gütersloher Verlagshaus, trägt den Ortsnamen auch in seinem Namen.
Im Gütersloher Stammwerk des Hausgeräteherstellers Miele arbeiten etwa 5500 Beschäftigte. Beide Unternehmen besitzen weitere Arbeitsstätten im näheren Umfeld von Gütersloh und sind die größten privaten Arbeitgeber in der Region Ostwestfalen-Lippe.

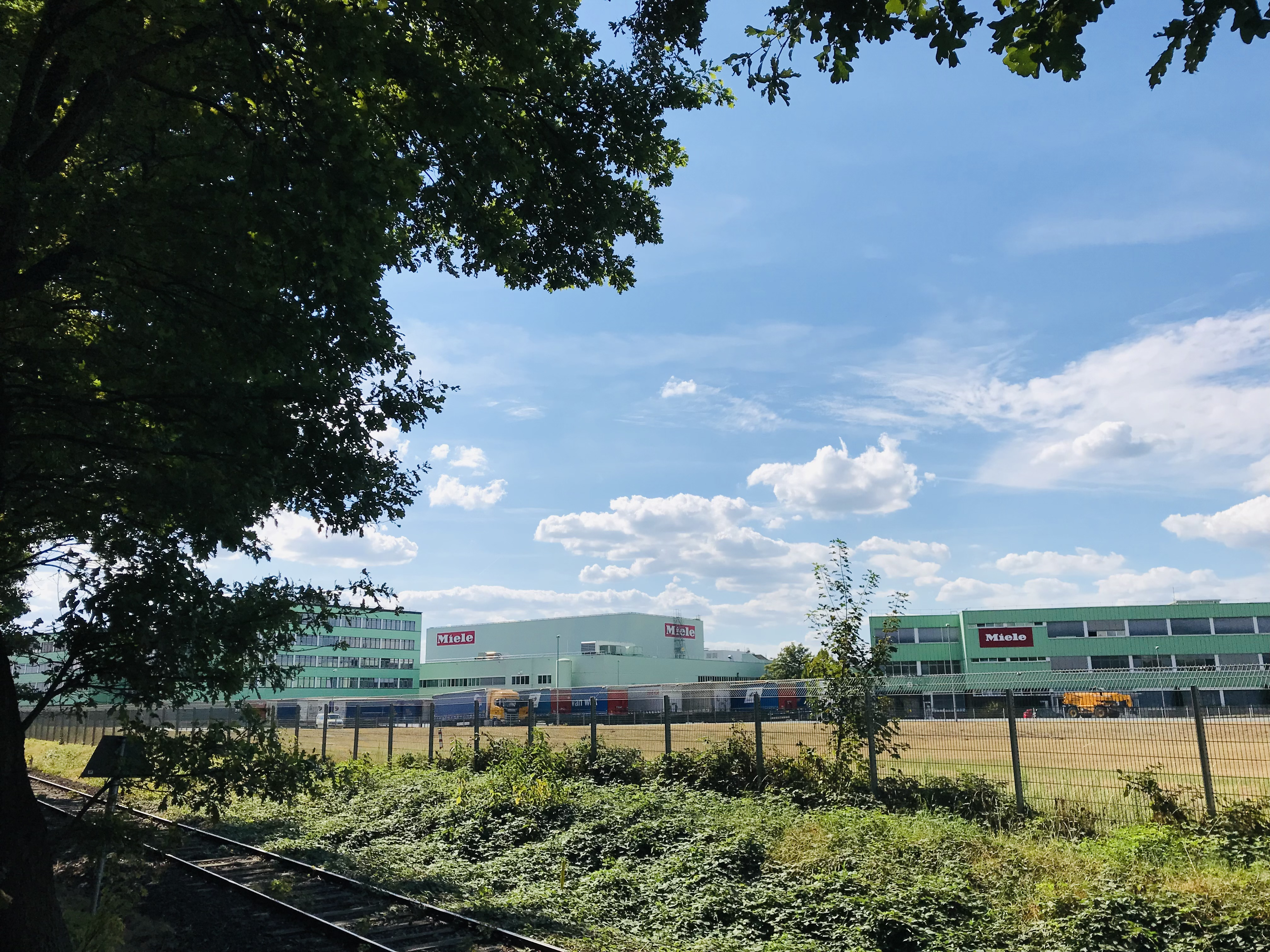
Miele-Fabrikgelände in Gütersloh

Größte Arbeitgeber nach Bertelsmann und Miele im Stadtgebiet sind der Wertkreis Gütersloh (ehemals „Werkstatt für Behinderte“) und die Kreisverwaltung Gütersloh mit jeweils 1500 Beschäftigten, gefolgt von der Stadtverwaltung Gütersloh mit 1200 Beschäftigten und den beiden Krankenhäusern, dem Städtischen Klinikum mit 1000 und dem Sankt-Elisabeth-Hospital mit 800 Beschäftigten.
Daneben sind noch mehr als 5000 mittelgroße und kleine Unternehmen in Gütersloh gemeldet. Fast alle dieser Unternehmen sind ebenso wie die beiden Gütersloher Weltunternehmen familiengeführt.

#### Ansässige Unternehmen
Die ansässigen Unternehmen stellen rund 46.000 Arbeitsplätze zur Verfügung, davon 37 % in der Güterproduktion. Neben metallverarbeitenden Betrieben wie Miele und Westaflex hat auch Bertelsmann seinen Sitz in Gütersloh. Weitere Unternehmen aus der Nahrungsmittelproduktion sind beispielsweise Mestemacher, FrieslandCampina und Marten sowie Gehring-Bunte als Verwaltungssitz von Christinen Brunnen.
Die Bedeutung anderer Branchen hat dagegen stark nachgelassen. So waren in Gütersloh zahlreiche Unternehmen in der Möbelproduktion ansässig. Im Jahr 2007 ging der letzte namhafte Hersteller, Flötotto, in die Insolvenz und verlegte seinen Sitz in das benachbarte Rietberg.
Auch von den einst vielen bedeutenden Textilunternehmen der Stadt (siehe auch Die Weberei) sind einzig die Gurt- und Bandweberei Güth & Wolf sowie die Arbeits- und Rettungsschutzbekleidungsfirma Niemöller & Abel noch aktiv.
Die Volksbank Bielefeld-Gütersloh hat ihren Sitz in Gütersloh. Gemessen an ihrer Gesamtsumme ist sie die drittgrößte Volksbank in Nordrhein-Westfalen und mit fast 100.000 Mitgliedern die größte Personenvereinigung in Ostwestfalen-Lippe (Stand 2014).

#### Gemeindesteuern
2013 betrugen die Hebesätze für die Grundsteuer A 195 % und für die Grundsteuer B 381 %, der Gewerbesteuerhebesatz betrug 411 %.
2022 wurden die Hebesätze für die Grundsteuer A auf 247 % und für die Grundsteuer B auf 479 % angehoben, der Gewerbesteuersatz stieg auf 414 %.
2024 ist eine weitere Anhebung der Hebesätze und der Gewerbesteuer geplant.

### Verkehr

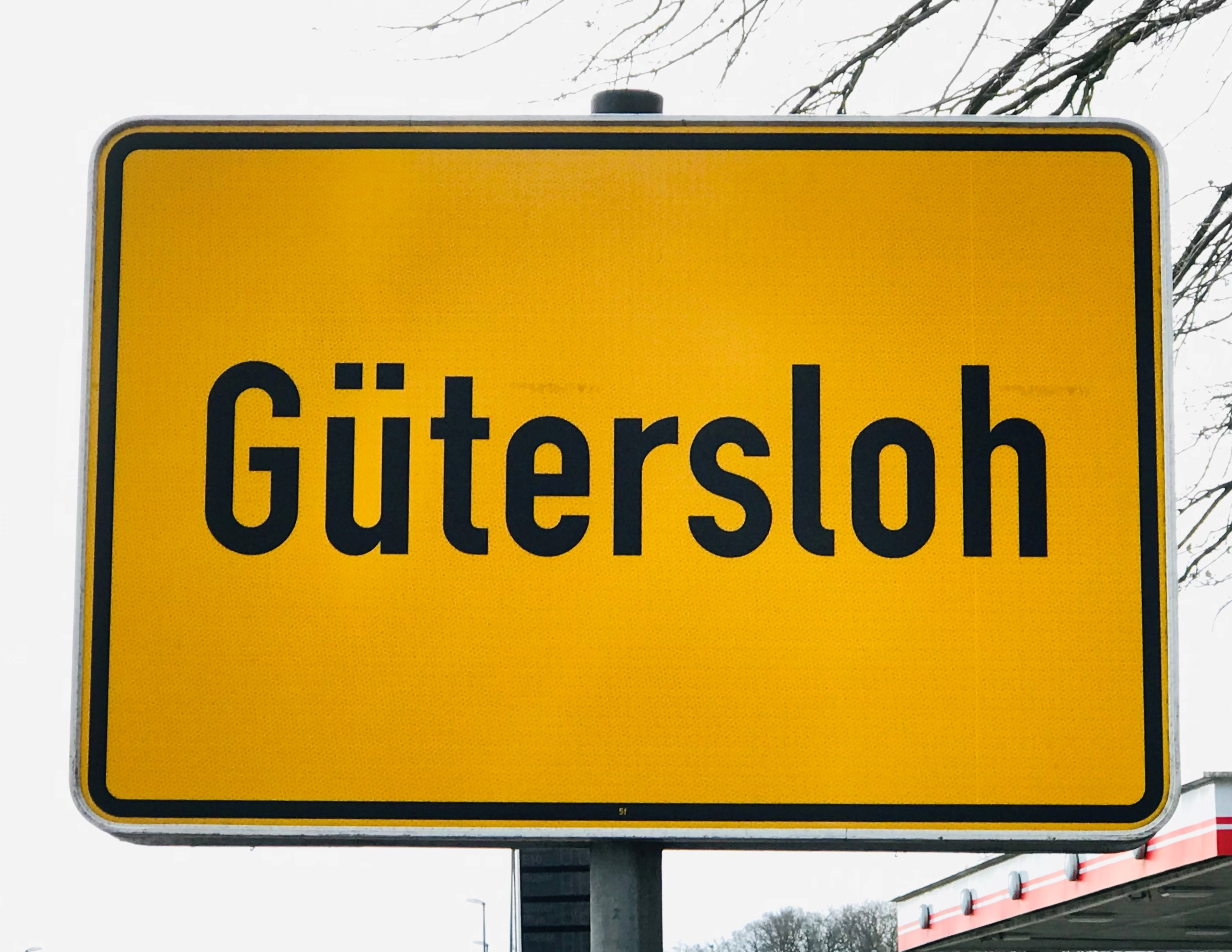
Ortstafel Güterslohs

Gütersloh liegt an den bedeutenden Ost-West-Achsen A 2 und der Stammstrecke der Köln-Mindener Eisenbahn-Gesellschaft.

#### Straßenverkehr
Das Gütersloher Straßennetz umfasst etwa 575 Kilometer, von denen 63 % auf Gemeindestraßen, 16 % auf Wirtschaftswege und jeweils 8 % auf Kreis- und Landstraßen entfallen. Die restlichen 13 % entfallen auf die A 2, die B 61 sowie Privatwege.
Gütersloh hat eine eigene Anschlussstelle an die A 2. Speziell die Stadtteile Pavenstädt und Kattenstroth sind aus Richtung Ruhrgebiet kommend besser über die Anschlussstelle Rheda-Wiedenbrück/Gütersloh-Süd zu erreichen. Für das Jahr 2010 wurden zwischen der Anschlussstelle Gütersloh und dem Autobahnkreuz Bielefeld eine Belastung von 64.200 Kraftfahrzeugen je 24 Stunden ermittelt. Der Schwerverkehrsanteil betrug dabei 21,2 %. Der Stadtteil Friedrichsdorf ist seit 2012 über die Anschlussstelle Bielefeld-Senne/Gütersloh-Friedrichsdorf an die A 33 angeschlossen. Über die noch fertig zu stellende Autobahn wird Gütersloh eine leistungsfähigere Anbindung in den Raum Osnabrück erhalten.
Die Bundesstraße 61, die das Ruhrgebiet mit dem Raum Bremen verbindet und von Gütersloh aus nach Rheda-Wiedenbrück und Bielefeld führt, verläuft vierspurig (allerdings nicht kreuzungsfrei) durch die Stadt und übernimmt die Funktion eines Stadtrings. Auf dem Nordring, dem am stärksten belasteten Teilstück der Bundesstraße innerhalb Güterslohs, fahren während des Berufsverkehrs mehr als 3000 Fahrzeuge je Stunde. In der manuellen Straßenverkehrszählung für 2010 kam der am stärksten belastete Abschnitt zwischen Brockhäger Straße und Marienfelder Straße auf eine Belastung nach DTV von 33.000 Kraftfahrzeugen je 24 Stunden und einem Schwerverkehrsanteil von 6,5 %.

#### Schienen- und Busverkehr

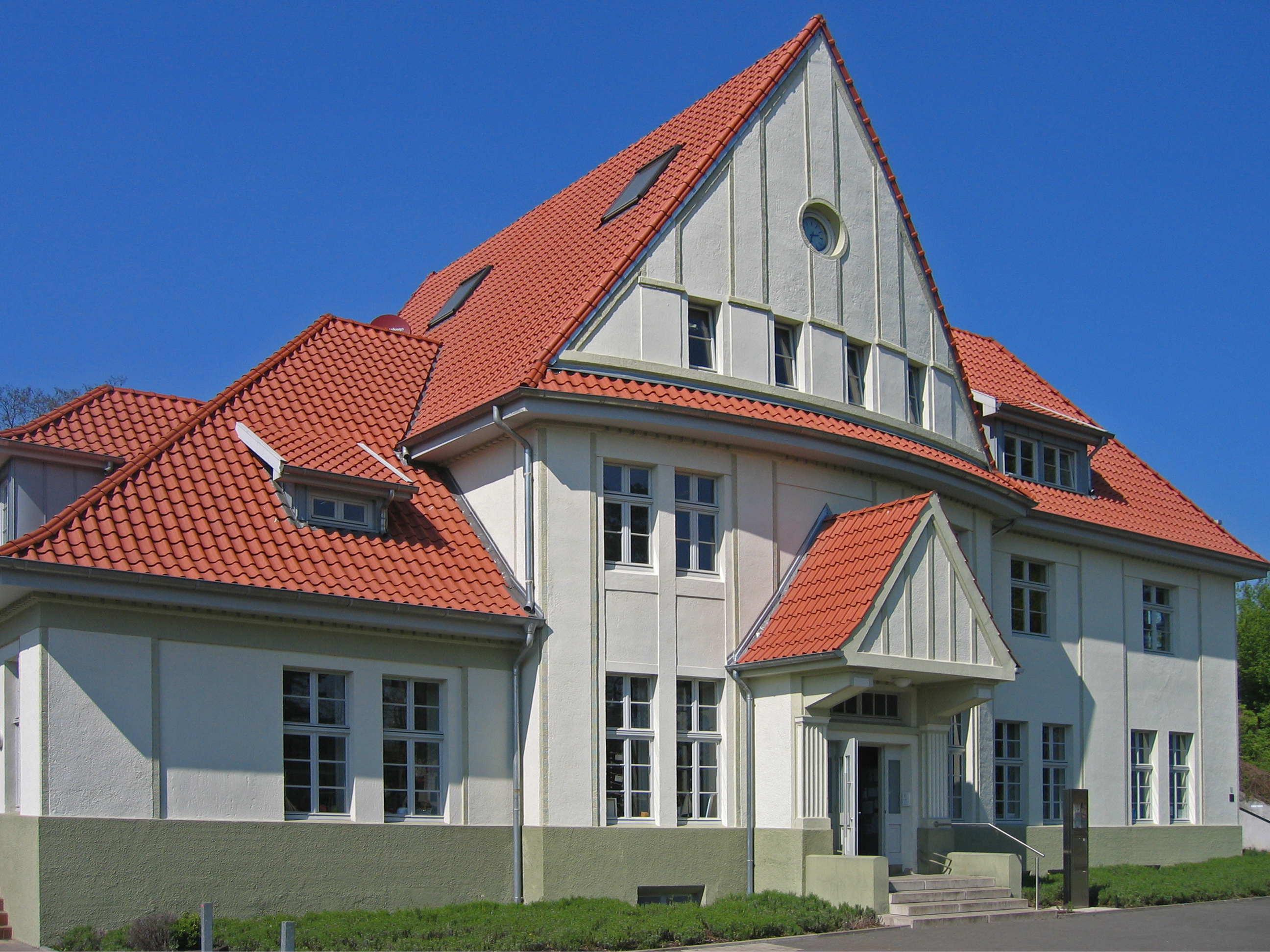
Ehemaliges Bahnhofsgebäude Isselhorst-Avenwedde

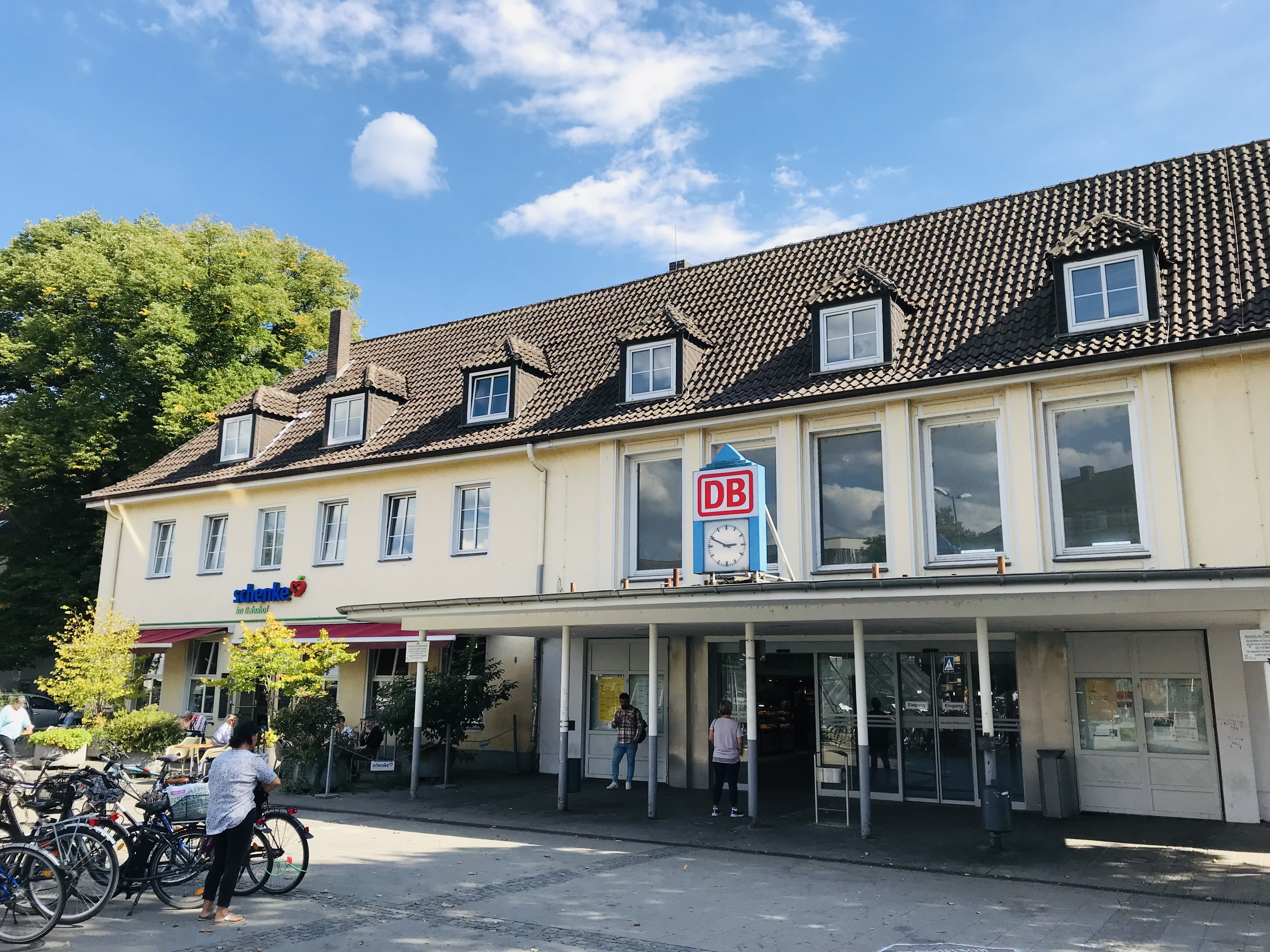
Gütersloher Hauptbahnhof

Der Bahnhof Gütersloh Hauptbahnhof liegt an der elektrifizierten Eisenbahnhauptstrecke Hamm–Minden, einem Teilstück der ehemaligen Stammstrecke der Köln-Mindener Eisenbahn-Gesellschaft. Diese Bahnstrecke wirkt auf den ersten Blick viergleisig, ist betriebstechnisch allerdings eine Kombination zweier paralleler, zweigleisiger Strecken. Im Fernverkehr wird der Bahnhof im Zweistundentakt von der IC-Linie Köln–Wuppertal–Hannover–Magdeburg–Leipzig bedient. In Tagesrandlage halten einige ICE-Züge.
Im Personennahverkehr besteht ein ungefährer 30-Minuten-Takt zwischen Gütersloh und Hamm. Nach Bielefeld gibt es drei Fahrtmöglichkeiten je Stunde. In Gütersloh halten die Linien RE 6 „Westfalen-Express“ Düsseldorf–Minden, RB 67 „Der Warendorfer“ Münster–Bielefeld (teilweise weiter nach Rahden) und RB 69 „Ems-Börde-Bahn“ Münster–Hamm–Bielefeld.
In unmittelbarer Nähe des Hauptbahnhofs liegt der Kopfbahnhof Gütersloh Nord der Teutoburger Wald Eisenbahn (TWE). Er wird noch sporadisch für den Museumsbahnverkehr des Teuto-Express genutzt. Die TWE nutzt ihre eingleisige Nebenbahnstrecke Ibbenbüren – Lengerich (Westf.) – Gütersloh – Hövelhof für Gütertransporte. Hauptkunde ist der über ein Anschlussgleis in Harsewinkel bediente Landmaschinenhersteller Claas. Außerdem bedient die Bahn das KLV-Terminal in Spexard. Es wurde 1998 eröffnet und von der TWE betrieben. Zur Verfügung stehen drei Ladegleise mit je 150 Metern Länge und ein 15 Meter hoher Portalkran mit einer Tragfähigkeit von 38 Tonnen.
Ein weiterer Bahnhof (Isselhorst-Avenwedde) befindet sich im Stadtteil Avenwedde. Er wird unter anderen von der „Ems-Börde-Bahn“ (Münster–Bielefeld) bedient.
Das Stadtgebiet wird von einem sternförmigen Stadtbusnetz der Stadtwerke Gütersloh erschlossen. Darüber hinaus bestehen Regiobusverbindungen in die Nachbarstädte. Umsteigepunkt für alle Linien ist der Zentrale Omnibus-Bahnhof direkt gegenüber dem Hauptbahnhof. Für den gesamten öffentlichen Personennahverkehr gilt der Westfalen-Tarif (Netz TeutoOWL) und der NRW-Tarif.

#### Rad- und Fußverkehr
Gütersloh liegt am Europaradweg R1, der das französische Boulogne-sur-Mer mit Sankt Petersburg in Russland verbindet. Die Wellness-Radroute tangiert das Stadtgebiet im Westen. Auch der Emsradweg, der die Ems von der Quelle bei Hövelhof bis zur Mündung in Emden begleitet, und die BahnRadRoute Hellweg-Weser von Soest nach Hameln führen über Gütersloher Stadtgebiet.
Zur Unterstützung des Radeln-und-Mitfahren-Modells befinden sich neben ungeschützten Stellplätzen zwei Radstationen am Hauptbahnhof, von denen eine für Dauerkunden rund um die Uhr verfügbar ist.

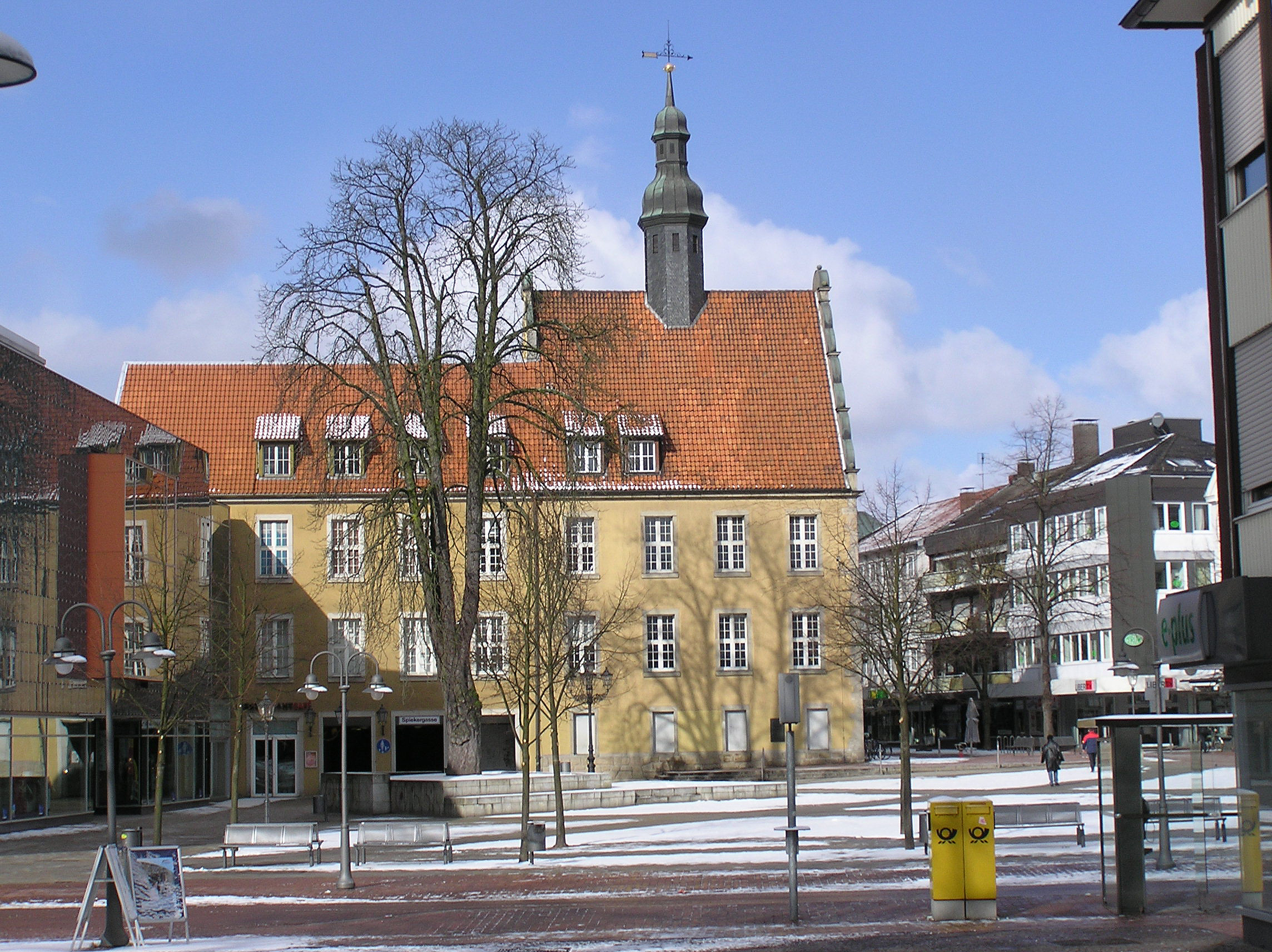
Berliner Platz als Zentrum der Fußgängerzone

Der bekannteste Fuß- und Radweg innerhalb der Stadt ist die Dalkepromenade (auch Paul-Westerfrölke-Weg), der die Dalke abgesehen von einem kurzen Stück im Innenstadtbereich von der Spexarder Straße im Osten der Stadt bis zur Herzebrocker Straße in der Nähe der Dalkemündung an der Neuen Mühle abseits des Kraftfahrzeugverkehrs begleitet.
Rund um die Stadtgrenzen von Gütersloh schlängelt sich der 54 km lange Fuhrmannsweg, ein Wanderweg, der als Markierungszeichen ein stilisiertes Rad trägt. Er wurde vom Verkehrsverein angelegt und nach der Gütersloher Symbolfigur Fuhrmann benannt.
Eine Fußgängerzone gibt es in Gütersloh seit dem Herbst 1972. Sie erreicht heute eine Gesamtlänge von etwa 850 Metern. Im Jahr 2000 wurde die Fußgängerzone in ihrer heutigen Form vollendet, indem der Kolbeplatz, auf dem sich vormals ein Parkplatz befunden hat, eingegliedert wurde.

#### Luftverkehr

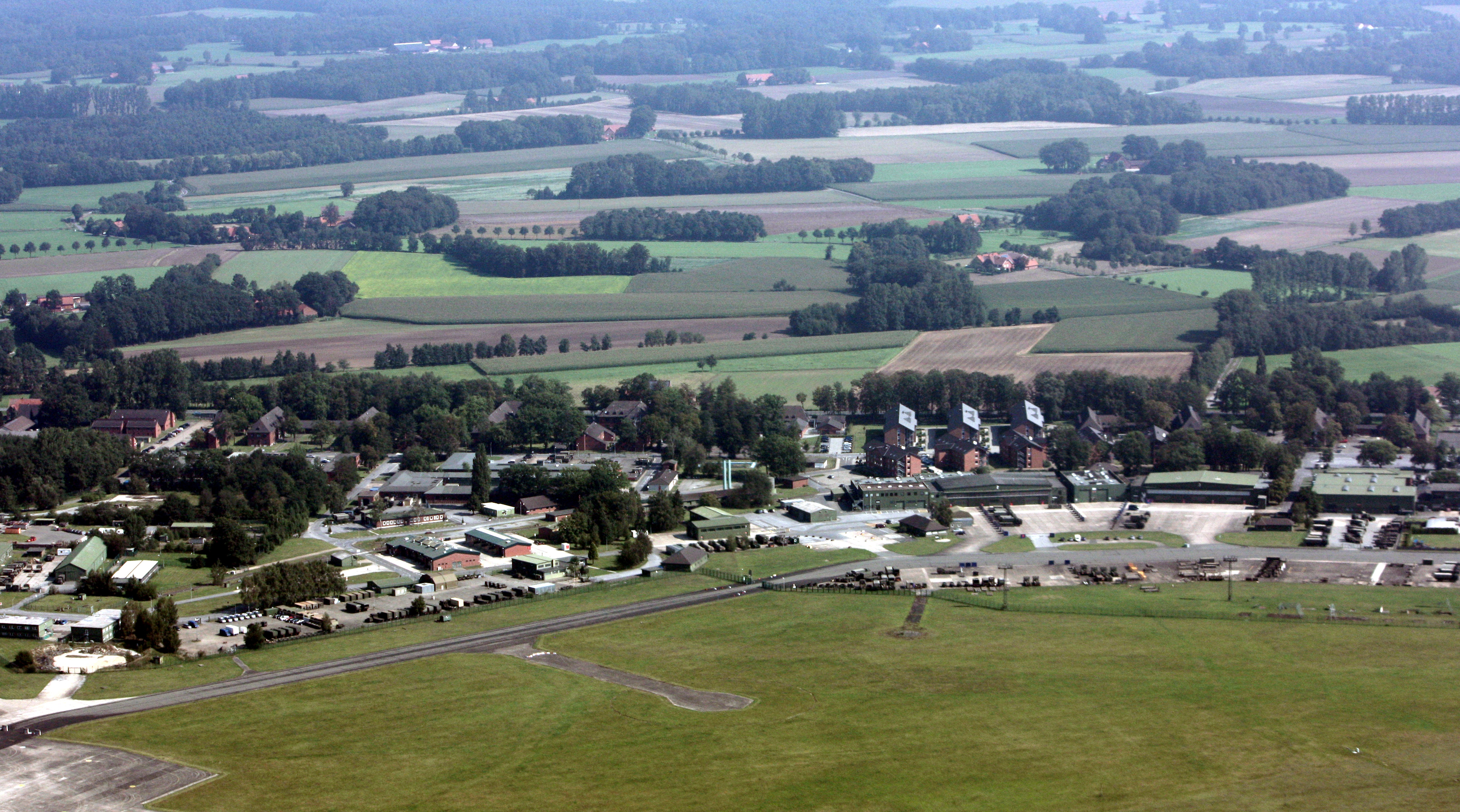
Flughafen Gütersloh

Gütersloh verfügte über einen Flughafen, der in den 1930er Jahren als ziviler Platz beantragt wurde. Der Platz wurde jedoch hauptsächlich für militärische Zwecke genutzt. Zunächst von der deutschen Luftwaffe, dann, bis 2016 von den britischen Streitkräften. In Zukunft sollen hier Gewerbebetriebe entstehen; Teile des weitläufigen Geländes sollen auch unter Naturschutz gestellt werden.
Der nächstgelegene Verkehrsflughafen ist der etwa 45 Kilometer von Gütersloh entfernte Flughafen Paderborn/Lippstadt.

### Trinkwasserversorgung
Die Versorgung mit Trinkwasser wird von den Stadtwerken Gütersloh übernommen. Das Wasser wird in drei Wasserwerken aus Grundwasser aus 15 bis 25 Metern Tiefe gewonnen:
| Wasserwerk    | Inbetriebnahme | Gewinnungsgebiet           | Anzahl und Art der Brunnen             | max. Aufbereitungskapazität |
| ------------- | -------------- | -------------------------- | -------------------------------------- | --------------------------- |
| Langer Weg    | 1948           | Spexard                    | 12 Vertikalbrunnen                     | 300 m³/h                    |
| Nordrheda-Ems | 1963           | Rhedaer Forst und Sudheide | 27 Vertikalbrunnen                     | 300 m³/h                    |
| Quenhorn      | 1995           | Quenhorn                   | 2 Horizontalbrunnen, 5 Vertikalbrunnen | 800 m³/h                    |

In jedem Wasserwerk gibt es Speicherbehälter mit je 4000 Kubikmeter Fassungsvermögen zum Ausgleich von Bedarfsspitzen. Insgesamt beträgt die jährliche Abgabe über 5 Mio. m³. Neben der Stadt Gütersloh wird auch die Gemeinde Herzebrock-Clarholz komplett und die Stadt Harsewinkel teilversorgt.
Nach der Aufbereitung gelangt das Trinkwasser in das 500 km lange Leitungsnetz. Hier werden aufgrund des ansteigenden Gefälles und der teilweise großen Entfernungen drei Druckerhöhungsanlagen betrieben (eine Anlage an der Hülsbrockstraße, zwei in der Straße Am Anger). Mit einer Gesamthärte von 2,88 bis 3,39 Millimol pro Liter (16,1 bis 19,1 Grad deutscher Härte) fällt das Wasser in den Härtebereich „hart“.
Der Bruttoverbrauchspreis liegt bei 1,53 Euro je Kubikmeter.

### Abwasserentsorgung
Die Ableitung und Reinigung des anfallenden Abwassers fällt in den Zuständigkeitsbereich der Stadt Gütersloh. Die 842 Kilometer lange Kanalisation (Trennsystem) befördert das Abwasser zum Klärwerk Putzhagen (86 %) und zur Verbandskläranlage Obere Lutter (14 %). Letztere reinigt das Abwasser der Ortsteile Isselhorst, Friedrichsdorf, Avenwedde-Bahnhof, Hollen und Niehorst.

#### Klärwerk Putzhagen
Das Klärwerk Putzhagen  wurde von 1959 bis 1962 gebaut und seitdem mehrfach erweitert. Es ist auf 150.600 Einwohnerwerte ausgelegt, 2015 waren 142.000 Einwohnerwerte angeschlossen. Jährlich werden hier sieben Millionen Kubikmeter Abwasser gereinigt und in die Dalke abgegeben. Der anfallende Klärschlamm wird verfault, getrocknet und anschließend als Dünger an die Landwirtschaft abgegeben. Das bei der Faulung entstehende Klärgas wird zur Strom- und Wärmeerzeugung verwendet. Das Klärwerk deckt etwa die Hälfte seines Strombedarfs und den gesamten Wärmebedarf selbst. Im Jahr 2023 wurde die Anlage um eine 4. Reinigungsstufe zur Beseitigung von Spurenstoffen erweitert.

#### Verbandskläranlage Obere Lutter
Die Kläranlage Obere Lutter  wurde 1967 in Betrieb genommen und reinigt neben dem Abwasser der bereits erwähnten Gütersloher Ortsteile auch Abwasser aus einigen Bielefelder Ortsteilen. Die Anlage hat eine Kapazität von 380.000 Einwohnerwerten, angeschlossen sind momentan ca. 170.000 Einwohnerwerte, 14 % davon aus Gütersloh. Das gereinigte Abwasser wird in die Lutter eingeleitet. Der getrocknete Klärschlamm wird verbrannt, das Klärgas verstromt. Gemeinsam mit einer Photovoltaikanlage auf dem Gelände werden auch hier 50 % des Strombedarfs selbst gedeckt. Auch die Kläranlage Obere Lutter verfügt über eine 4. Reinigungsstufe. Sie gehört zu den ersten Anlagen, die in der BRD mit dieser Technik ausgestattet wurden.

### Medien
Der Kreis Gütersloh gehört zu den wenigen Kreisen in Deutschland, in denen gleich drei lokale Tageszeitungen erscheinen, weil er im Schnittpunkt der einzelnen Verbreitungsgebiete liegt. In der Reihenfolge ihrer Auflagenhöhe in der Stadt Gütersloh sind das die Neue Westfälische (mit Hauptsitz in Bielefeld), Die Glocke (mit Hauptsitz in Oelde) und das Westfalen-Blatt (mit Hauptsitz Bielefeld).
Es erscheinen monatlich vier kostenlose, als Hauspost verteilte beziehungsweise in Geschäften erhältliche Stadtmagazine. Das älteste ist GT-Info („Güterslohs Stadtmagazin“) aus dem Flöttmann Verlag seit 1976, nun verlegt von der „Lokalwerkstatt“. 1996 kamen Gütsel („Gütsel Print und Online für den Kreis Gütersloh und Ostwestfalen-Lippe (OWL)“), 2008 das Magazin GTEXTRA, inzwischen eingestellt, im Dezember 2014 das Magazin Carl hinzu. Daneben gibt es die Stadtteil-Publikationen Bonewie (für Avenwedde, Friedrichsdorf und Spexard), Der Kattenbote (für Kattenstroth) und Der Isselhorster. Außerdem erscheinen die Gastronomieführer Gütersloh geht aus und Gütsel Gastroguide, des Weiteren der Gütsel Gartenguide, der Gütsel Gesundheitsguide und weitere Magazine für spezielle Interessen.
Das führende private Portal ist Gütsel Online („Gütsel Print und Online für den Kreis Gütersloh und Ostwestfalen-Lippe (OWL)“) mit einem regionalen Veranstaltungskalender und Content aus Gütersloh und der Region relevantem Content für Gütersloh und die Region und zahllosen Features und Funktionen.
Der lokale Rundfunksender heißt Radio Gütersloh, produziert tagsüber mehr als sechs Stunden eigenes Programm mit Nachrichten und Reportagen aus dem Kreis Gütersloh und schaltet ansonsten in das Rahmenprogramm von Radio NRW. Zu empfangen ist der Sender im Stadtgebiet auf der UKW-Frequenz 95,9 MHz.
Zu erwähnen ist auch GüterslohTV als lokaler „Internet-TV-Sender“ mit anfänglich aktuellen Beiträgen zu Nachrichten, Kultur und Sport.

### Bildung und Forschung

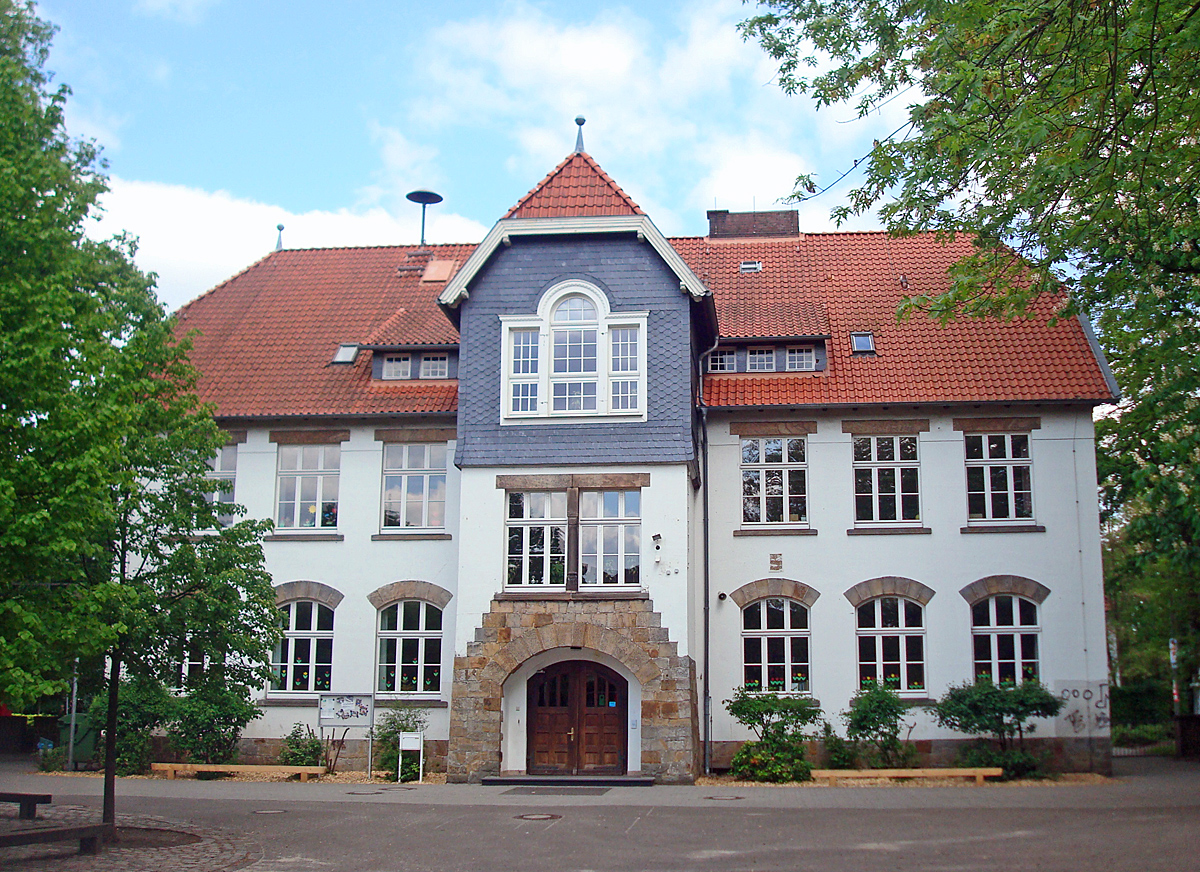
Overbergschule, katholische Bekenntnisschule, Altbau von 1908

Gütersloh ist Standort der Hochschule Bielefeld und es gibt ein Studienzentrum der FOM Hochschule für Oekonomie & Management in den Räumen der Bertelsmann-Hauptverwaltung. Darüber hinaus verfügt die Stadt über 18 Grundschulen, sieben Förderschulen, eine Waldorfschule, zwei Hauptschulen, drei Realschulen, zwei Gymnasien, zwei Gesamtschulen und vier Berufskollegs. Eine Auflistung findet sich in der Liste der Schulen in Gütersloh.
Eine der Berufsschulen ist das Berufskolleg der Bertelsmann SE & Co. KGaA, das in den Räumen der Bertelsmann-Hauptverwaltung untergebracht ist. Reinhard Mohn gründete die betriebseigene Schule 1962 als „Private Berufsschule des Bertelsmann Verlages“. Sie ist jedoch nicht zu verwechseln mit dem vom Kreis getragenen Reinhard-Mohn-Berufskolleg in der Gütersloher Innenstadt, das den Namen des Bertelsmann-Verlegers führt.
Den Kindern der britischen Armeeangehörigen stehen neben der Blankenhagen Primary School die Haig School (Primary School) und die King’s School (Secondary School) auf dem Gelände der ehemaligen Luftnachrichtenkaserne (heute „Mansergh Barracks“) zur Verfügung.

### Öffentliche Einrichtungen

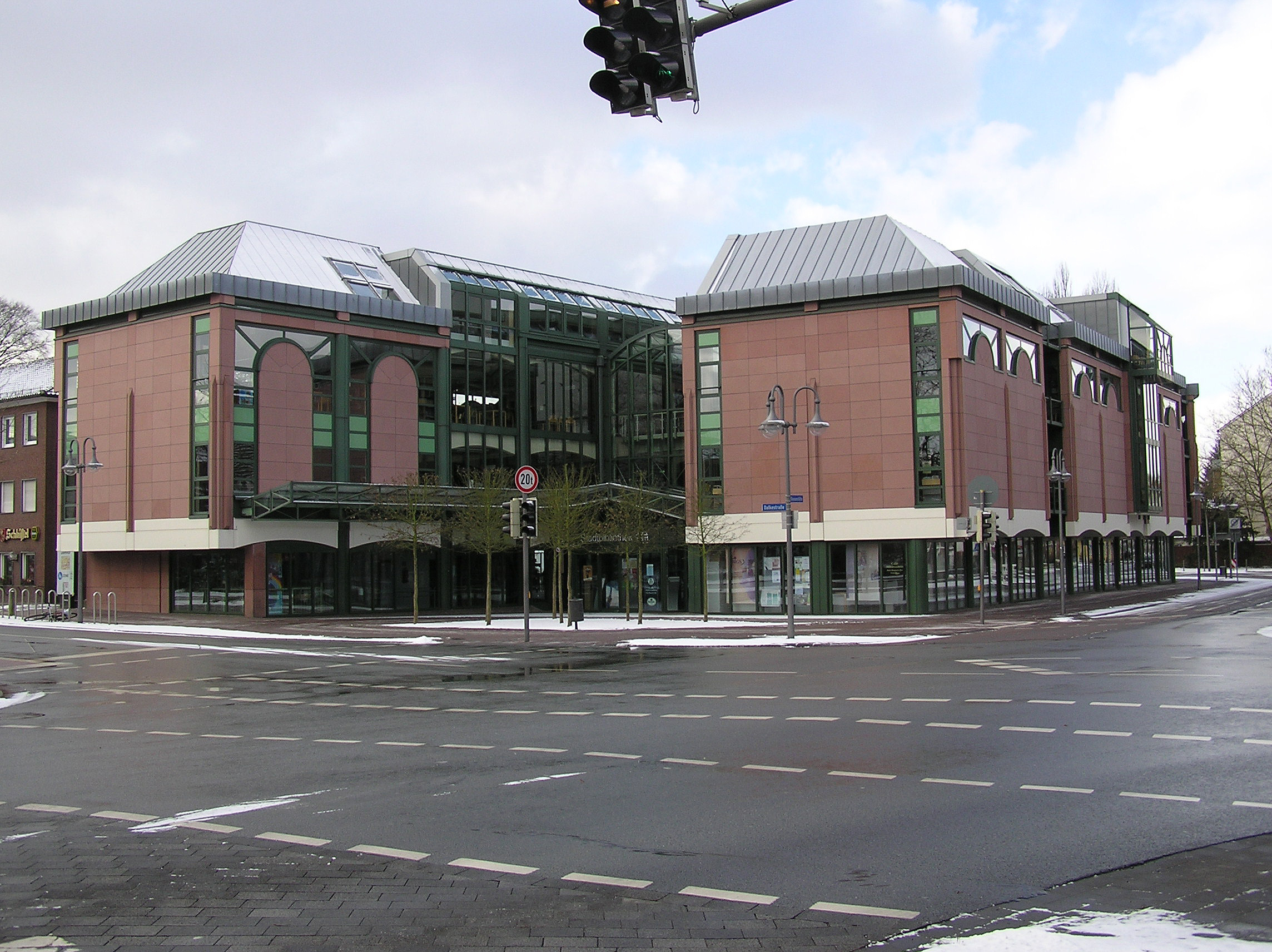
Stadtbibliothek (errichtet 1984)

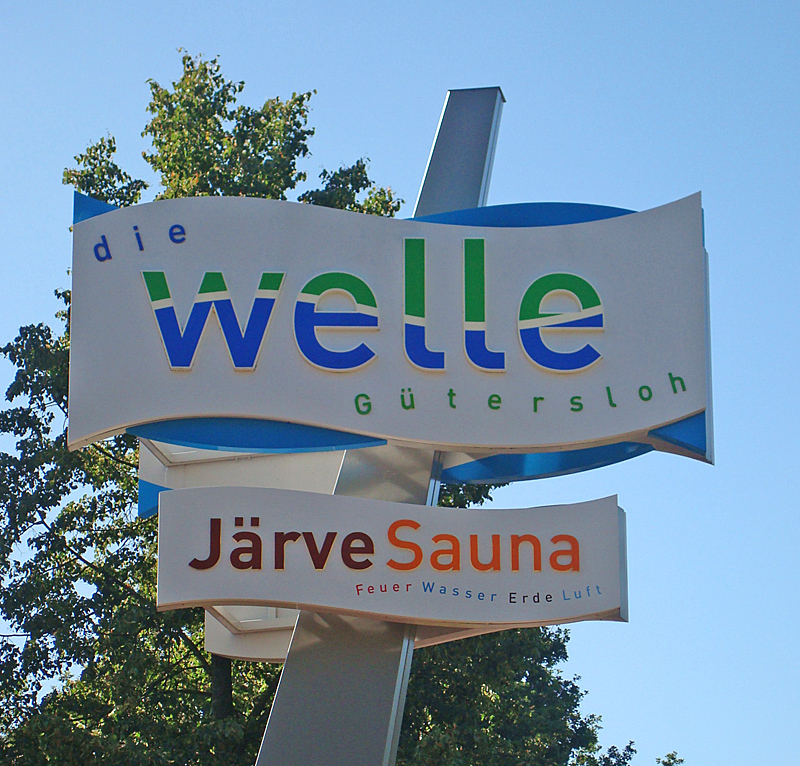
Das Freizeitbad Die Welle zieht jedes Jahr rund 350.000 Besucher an.

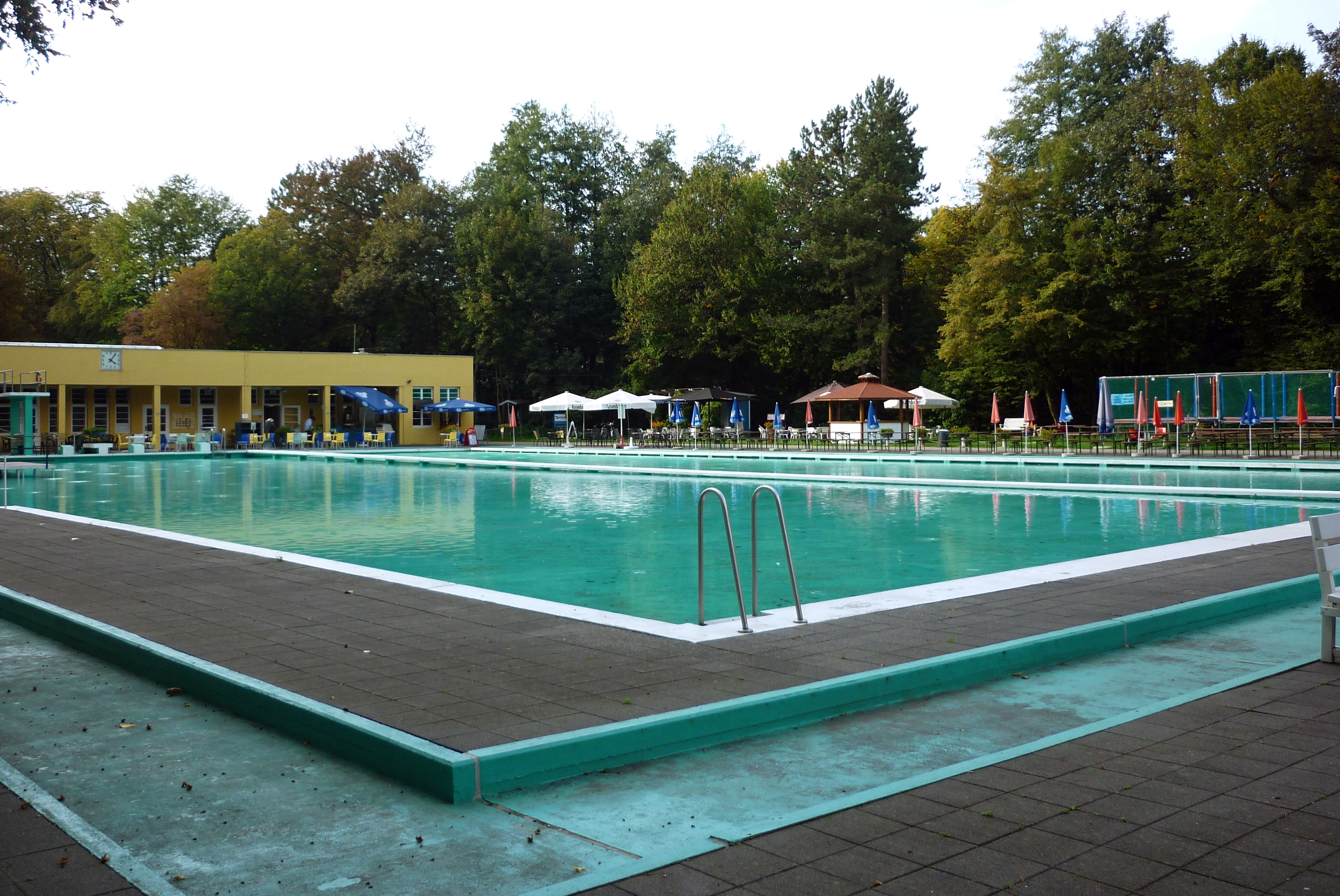
Parkbad, Luftbad mit 20 cm Wassertiefe

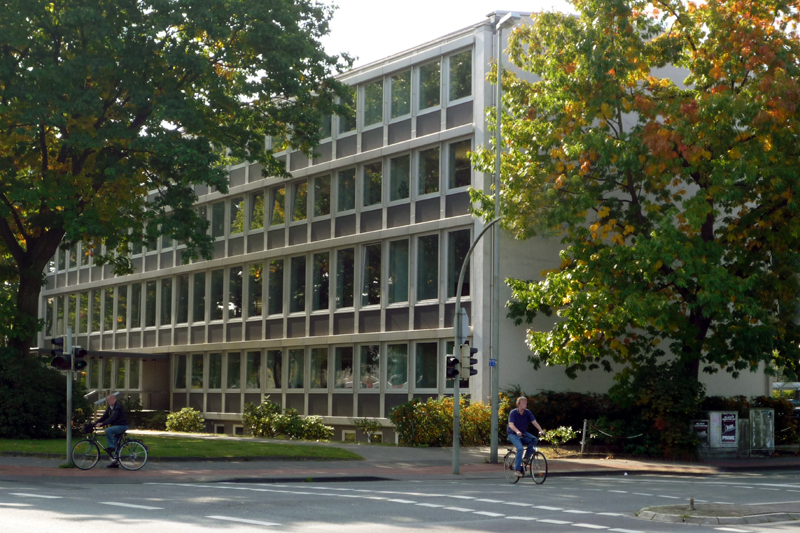
Eines der jüngsten denkmalgeschützten Gebäude in Gütersloh ist das Amtsgericht von 1959

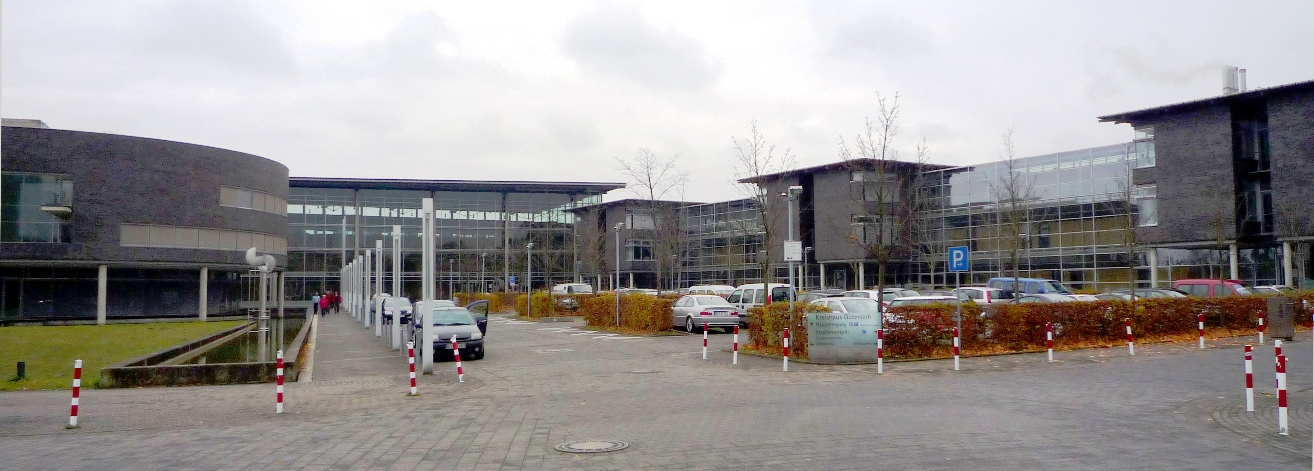
Kreishaus an der Herzebrocker Straße

Die Stadt verfügt seit 1984 über eine mit rund 138.000 Medien ausgestattete Stadtbibliothek im Stadtzentrum. Die Stadtbibliothek Gütersloh wird als GmbH von der Stadt und der Bertelsmann-Stiftung gemeinsam betrieben.
Die 1979 erbaute Stadthalle Gütersloh verfügt über einen großen Saal mit 1.000 Sitzplätzen und einen kleinen Saal mit bis zu 395 Sitzplätzen.
Im Januar 1997 wurde nach einer Bauzeit von 29 Monaten das neue Kreishaus im Ortsteil Pavenstädt eingeweiht. Verbunden damit zogen sieben Ämter und der Kreistag nach Gütersloh um, und die bisher angemieteten Räumlichkeiten in Rheda-Wiedenbrück, Halle und Gütersloh konnten aufgegeben werden. Direkt neben dem Kreishaus ist die Kreispolizeibehörde angesiedelt, die aus einem Altbau in der Gütersloher Innenstadt ebenfalls in neue Räumlichkeiten zog. Das in der Innenstadt angesiedelte Amtsgericht Gütersloh ist für Gütersloh, Harsewinkel und Verl zuständig.
Seit Anfang der 2000er-Jahre gibt es in Gütersloh ein Finanzamt. Es hat Steuerpflichtige von den Finanzämtern Wiedenbrück und Bielefeld-Außenstadt übernommen und ist für den gesamten Nordkreis einschließlich des Gebietes der Stadt Gütersloh zuständig.
Mit dem Ortsverband Gütersloh des Geschäftsführerbereichs Bielefeld ist die Bundesanstalt Technisches Hilfswerk in Gütersloh vertreten. Der Ortsverband betreibt außerdem ein eigenes Übungsgelände.

#### Schwimmbäder
Mit dem Freizeit- und Freibad Die Welle und dem Nordbad stehen dem Bürger zwei überdachte Schwimmbäder und zwei Freibäder zur Verfügung. Daneben gibt es noch das von einem privaten Pächter bzw. Verein (als Luftbad ohne Eintritt) betriebene denkmalgeschützte Parkbad am Stadtpark sowie das Wapelbad im Ortsteil Kattenstroth.
Die Welle ist ein Sport- und Freizeit- mit Außenbereich. Betreiber sind, wie auch beim Hallen- und beim Nordbad, die Bäderbetriebe der Stadtwerke Gütersloh. Im Jahr 2013 verzeichnete die Welle 445.000 Besucher.
Die Welle wurde 1992 im Stadtteil Sundern erbaut und in den Jahren 2006 bis 2008 für 4 Millionen Euro renoviert. Namensgebend ist das Wellenbad. Daneben gibt es ein Kleinkinderbecken, eine 85 Meter lange Wasserrutsche, ein sogenanntes Abenteuerbecken mit Strömungskanal, einen Whirlpool und ein Bistro. Der Außenbereich ist von Mai bis September geöffnet. Das Sportbecken ist 25 Meter lang und 1,80 Meter tief. Es dient dem Gütersloher Schwimmverein als Trainingsstätte.
In das Gelände integriert ist die Järve-Sauna, eine Saunalandschaft mit einem 800 m² großen Badesee, einem Ruhehaus und mehreren Saunen, u. a. einem Tecaldarium, einem Dampfbad und einer Erdsauna. Als gastronomische Angebote stehen ein Bistro und das Backhaus zur Verfügung, in dem Brot und Pizza gebacken wird.

#### Krankenhäuser
Die Stadt verfügt mit dem Klinikum Gütersloh, dem katholischen St.-Elisabeth-Hospital und dem LWL-Klinikum Gütersloh (vormals Westfälische Klinik) über drei Krankenhäuser.

#### Feuerwehr
Der Brandschutz und Rettungsdienst in der Stadt wird durch die Feuerwehr Gütersloh sichergestellt. Diese besteht aus der Berufsfeuerwehr und fünf ehrenamtlichen Löschzügen der Freiwilligen Feuerwehr.
Des Weiteren gibt es in der Stadt die beiden Werkfeuerwehren Miele und Mohn Media (Bertelsmann) sowie die Betriebsfeuerwehr Pfleiderer. Diese Feuerwehren werden bei Bedarf für Einsätze im Stadtgebiet zur Unterstützung der Feuerwehr Gütersloh herangezogen.
Zusätzlich zur Feuerwehr ist der Malteser Hilfsdienst in dem Rettungsdienst der Stadt Gütersloh eingebunden. Täglich zwischen 7 und 23 Uhr stellt die Ortsgruppe einen Rettungswagen sowie werktäglich von 8:00 Uhr bis 16:00 Uhr einen Krankentransportwagen und die entsprechende hauptberufliche Besatzung.

## Persönlichkeiten

### Ehrenbürger
Die Stadt Gütersloh hat seit 1882 sechzehn Personen das Ehrenbürgerrecht verliehen.

### Söhne und Töchter der Stadt

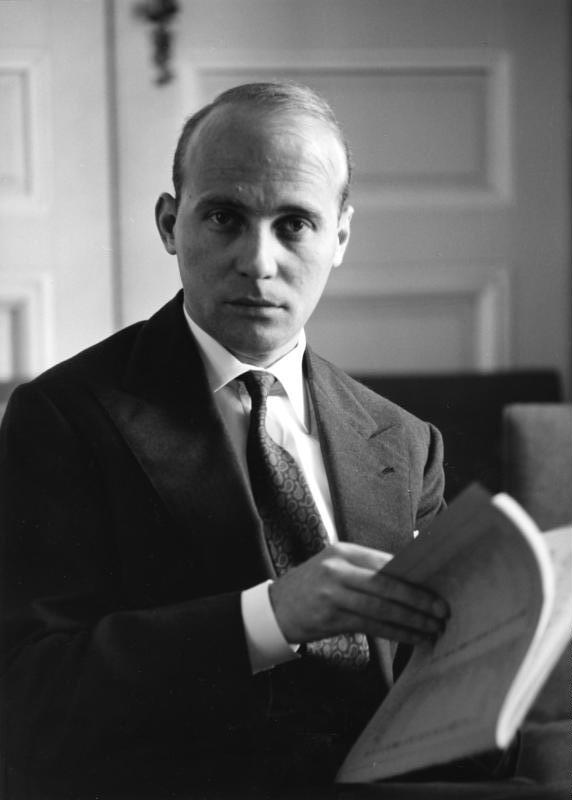
Hans Werner Henze wurde in Gütersloh geboren.

- In Gütersloh wurde Carl Bertelsmann (1791–1850) geboren. Nach der Ausbildung zum Buchbinder gründete er den C. Bertelsmann Verlag, der zunächst kirchliche Schriften herausbrachte. Aus diesem Verlag entwickelte sich der heutige Medienkonzern Bertelsmann.
- Adolph Bermpohl (1833–1887) ging in Herford zum Gymnasium und fuhr dann zur See. 1849 erlebte er auf einem Handelsschiff eine Havarie. Mit diesen Eindrücken wurde er Navigationslehrer und begann mit dem Aufbau von Rettungsstationen an der Nordsee. 1863 gründete er den Bremischen Verein zur Rettung Schiffbrüchiger, einen der Vorläufer der Deutschen Gesellschaft zur Rettung Schiffbrüchiger (DGzRS).
- Reinhard Mohn (1921–2009) leitete in fünfter Generation das Druck- und Verlagshaus Bertelsmann und gründete 1977 die Bertelsmann Stiftung. 1981 wechselte er vom Unternehmensvorstand in den Aufsichtsrat und zog sich ab 2000 aus dem aktiven Geschäftsleben zurück.
- Hans Werner Henze (1926–2012) gehört zu den bedeutendsten deutschen Komponisten des 20. Jahrhunderts.
- Rudolf Miele (1929–2004) leitete als Enkel des Miele-Gründers Carl Miele in dritter Generation das Familienunternehmen und wurde auch zum Ehrenbürger der Stadt Gütersloh ernannt.
- Axel Hinrich Murken (* 1937), deutscher Medizin- und Kunsthistoriker. Sein Vater Diedrich gründete 1946 die Frauenklinik Dr. Murken. Axel Hinrich Murken stiftete den Christian-Heyden-Preis, der seit 2006 alle zwei Jahre verliehen wird.
- Detlev J. K. Peukert (1950–1990), Historiker und von 1988 bis 1990 Leiter der Forschungsstelle zur Geschichte des Nationalsozialismus in Hamburg.
- Hans-Ulrich Henning (1950–2020), Leiter des Jugendsinfonieorchesters des Christlichen Jugenddorfwerks Deutschlands und Mitwirkender in der European Choral Association.
- Lothar Kriszun (* 1952), Manager, seit 1981 beim Claas-Konzern.
- Heinz-Günter Bongartz (* 1955), Weihbischof und Generalvikar im Bistum Hildesheim.
- Eckhard Corsmeyer (* 1955), Präsident des Oberverwaltungsgerichts Mecklenburg-Vorpommern.
- Thomas Bliesener (* 1958), Psychologe und Kriminologe.
- Jörg Sundermeier, (* 1970), Verleger und Autor.
- Die Geschwister Thilo (* 1971) und Simon Gosejohann (* 1976), Regisseure bzw. Comedians.
- Nicole Diekmann (* 1978), Journalistin und Korrespondentin (ZDF).
- Alice Weidel (* 1979), Politikerin der Alternative für Deutschland (AfD).
- Philipp Fleiter (* 1985), Podcaster und Journalist.
- Tobias Ebenberger (* 1990), Politiker (AfD) und Schauspieler.

### Weitere Persönlichkeiten

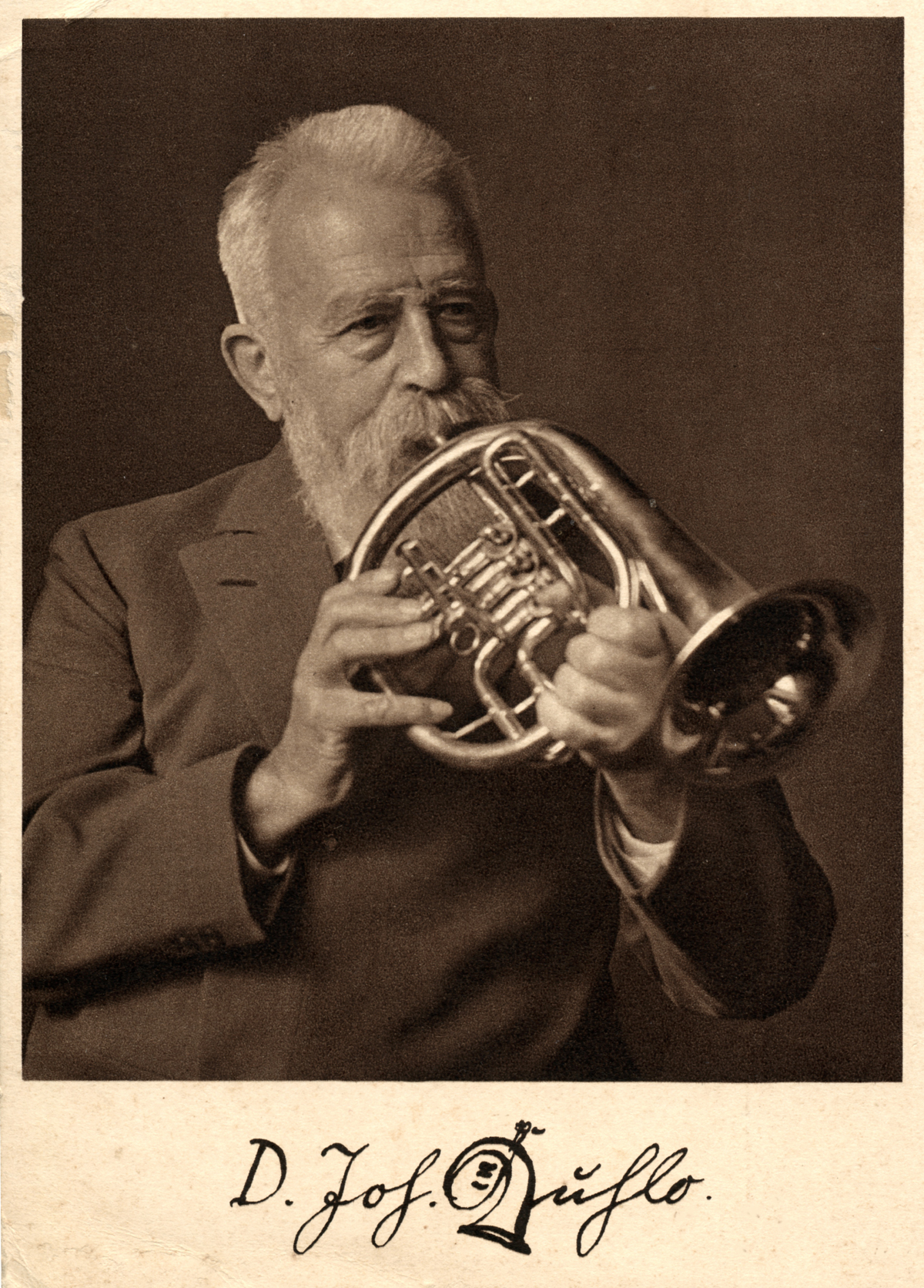
Johannes Kuhlo gründete den Gymnasial-Posaunenchor

Einige Persönlichkeiten in Gütersloh erlangten ihre Bekanntheit durch Bertelsmann. So war Manfred Köhnlechner (1925–2002) nicht nur Heilpraktiker und Jurist, sondern auch Generalbevollmächtigter des Bertelsmann-Konzerns von 1957 bis 1970. Gunter Thielen (* 1942) ist seit 1980 Manager im Konzern, Thomas Middelhoff (* 1953) arbeitete von 1986 bis 2002 für das Medienunternehmen. Liz Mohn (* 1941) lernte im Konzern ihren späteren Ehemann Reinhard Mohn kennen. Heute kontrolliert sie 76,9 % des Aktienkapitals des Unternehmens und ist Gründerin und Präsidentin der Stiftung Deutsche Schlaganfall-Hilfe. Ein weiterer wichtiger Unternehmer in Gütersloh war Carl Miele (1869–1938), der das gleichnamige Familienunternehmen Miele in Herzebrock gründete und 1907 nach Gütersloh verlagerte.
Johannes Kuhlo (1856–1941) war Begründer des Gymnasial-Posaunenchors Gütersloh ESG. Carl Theodor Hütterott (1926–2023) war Musiklehrer an derselben Schule und komponierte unter anderem ein Gütersloh-Musical.
Klaus Brandner (* 1949) ist Mitglied des Deutschen Bundestages, war bis 2009 Staatssekretär beim Bundesministerium für Arbeit und Soziales sowie Geschäftsführer der IG Metall Gütersloh.
Oliver Welke (* 1966) machte 1985 sein Abitur am ESG und arbeitete von 1987 bis 1994 beim Westfalen-Blatt in Gütersloh. Heute tritt er als Comedian und Moderator im Fernsehen auf.
Der österreichische Maler und Schriftsteller Albert Paris Gütersloh zog den Namen der Stadt für seinen Künstlernamen heran.
Der deutsch-französische Film- und Theaterschauspieler Pascal Houdus (* 1986) wuchs in Gütersloh auf, besuchte die Altstadt Grundschule und machte 2007 sein Abitur am Städtischen Gymnasium Gütersloh. Als Teil des Ensembles des Thalia Theaters (Hamburg) war er seitdem Teil mehrerer Gastspiele am Theater Gütersloh.

## Sonstiges und Kuriositäten

Wappen des 1987 gegründeten Aramäischen Volksvereins

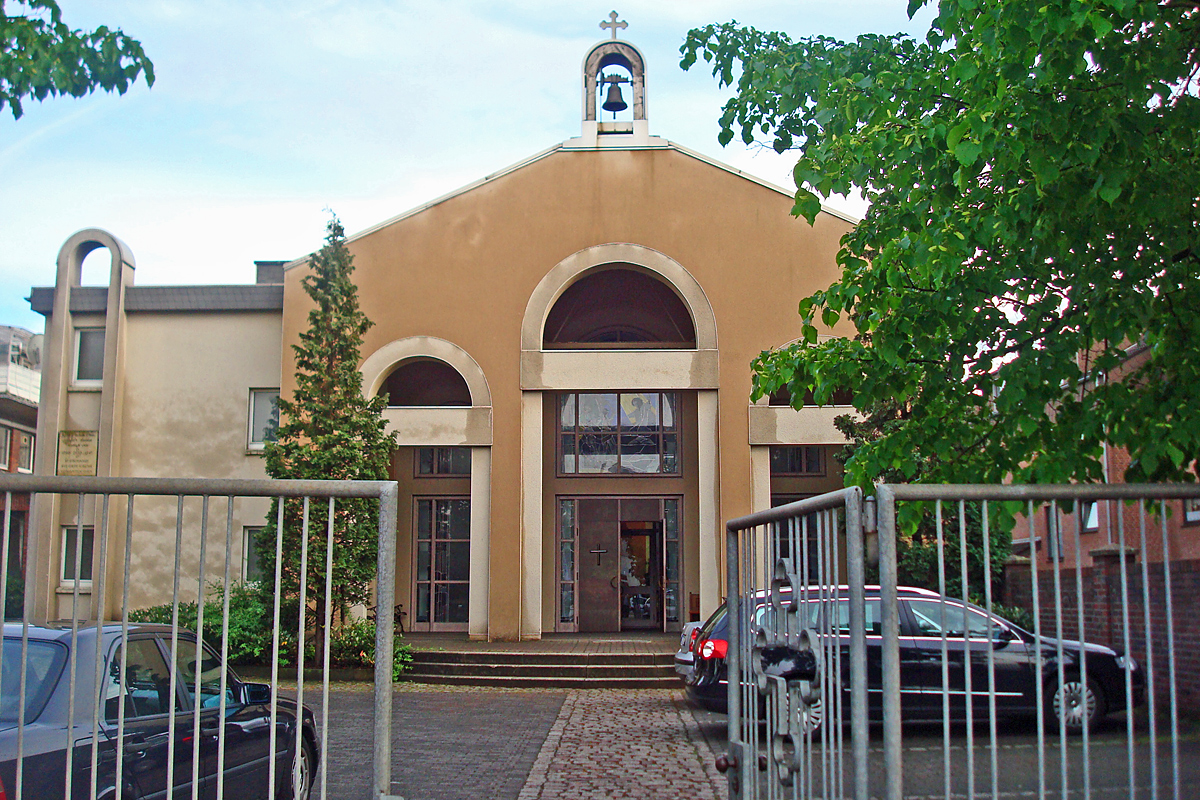
Die St.-Stephanus-Kirche ist eine von drei Syrisch-Orthodoxen Kirchen im Stadtgebiet

Suryoye in Gütersloh: In Gütersloh leben etwa 10.000 Suryoye (auch bekannt als Assyrer, Aramäer und Chaldäer), womit die Stadt eine, wenn nicht die Suryoye-Hochburg in Deutschland ist (im Kreis Gütersloh wohnen mehr als 13.000 Suryoye, je nach Quelle ein Achtel bis ein Fünftel der Angehörigen dieses Volkes in Deutschland; Stand 2007). Sie sind damit ein wichtiger Wirtschaftsfaktor. Rund 100 Gütersloher Geschäfte und Unternehmen wurden Anfang 2007 von Assyrern/Aramäern betrieben. Der internationale aramäische Fernsehsender Suryoyo Sat unterhält in Gütersloh sein Deutschland-Studio. Auch der assyrische Fernsehsender Assyria TV produziert aus seinem Gütersloher Studio Fernsehprogramme. Gleich vier aramäische/assyrische Fußballvereine spielen in den lokalen Ligen: Tur Abdin Gütersloh, Aramäer Gütersloh, Assyrer Gütersloh und der ASC Suryoye Gütersloh. Der Zentralverband der Assyrischen Vereinigungen in Deutschland und Europäischen Sektionen (ZAVD) betreibt seine Bundesgeschäftsstelle in der Innenstadt von Gütersloh, wo er in einer Dauerausstellung über die Migrationsgeschichte und das gesellschaftliche Engagement der Assyrer in Deutschland informiert und ein Archiv zu diesen Themen unterhält.
Güterslohs Spitznamen: Ein in den lokalen Medien häufig benutztes Synonym für Gütersloh lautet „Dalkestadt“. In den katholisch geprägten Nachbargemeinden wird die Stadt unter den älteren Bewohnern noch „Nazareth“ oder „Klein-Nazareth“ genannt. Der Vergleich mit dem Heimatort Jesu rührt daher, dass den protestantisch geprägten Einwohnern Mitte des 19. Jahrhunderts der Ruf einer besonders frommen und arbeitsamen, recht freudlosen Auslegung des Glaubens vorauseilte. Der plattdeutsche Name der Stadt, der auch in aktuellen Berichten der Lokalmedien öfter verwendet wird, lautet „Gütsel“. In Gütersloher Mundart wird aus „Gütsel“ „Chütsel“. Unter den jüngeren Bewohnern Güterslohs wird die Stadt auch umgangssprachlich „G-Town“ (wegen des Kennzeichen GT und – in Anlehnung an „K-Town“ für Kaiserslautern – wegen der in Gütersloh stationierten britischen Soldaten), oder scherzhaft Bertelstown oder „Lülaloh“ genannt.
Der Gütersloher Fuhrmann: Als Symbolfigur der Stadt gilt der Gütersloher Fuhrmann. Anders als sein Bielefelder Pendant, der Leineweber (oder in Münster der Kiepenkerl), ist er relativ jung. Die Figur wurde 1983 zu Stadtmarketingzwecken von Hans-Dieter Musch erdacht, der sich auf die Tradition des Gütersloher Fuhrgewerbes bezog – vor und auch noch nach dem Bau der Eisenbahnlinie Köln-Minden übernahmen die heimischen Fuhrleute Warentransporte in die Region, aber auch weit darüber hinaus, außerdem fungierten sie als Kuriere und Nachrichtendienste. Die Figur existiert nicht nur in einer von Gerhard Ulrich geschaffenen Zeichnung, sondern wird zu Stadtfesten und anderen öffentlichen und privaten Feierlichkeiten von einem mit entsprechendem Kostüm ausgestatteten Gütersloher dargestellt, zuerst am 22. April 1983 zur Eröffnung des Parkhotels. Zahlreiche Lebensmittel wie Schinken, Bier, Honig, Wurst und Pralinen, aber auch eine Creme werden unter dem Logo des Fuhrmanns vermarktet.
Gütersloh und die Seefahrt: Die Stadt Gütersloh, obwohl weit von der nächsten Küste entfernt liegend, hat mehrere Verbindungen zur Seefahrt. Seit 1906 gibt es den Marineverein zu Gütersloh, die heutige Marinekameradschaft Adolph Bermpohl. Der Namensgeber Adolph Bermpohl wurde in Gütersloh, Am Alten Kirchplatz 14, geboren und war einer der Mitbegründer der Deutschen Gesellschaft zur Rettung Schiffbrüchiger (DGzRS). Es gibt gleich drei Shanty-Chöre in Gütersloh (Shanty-Chor Gütersloh, Shanty-Chor Nordwind und Die Luttermöwen) und den „Stammtisch Hamburger Jungs von 1993“, einen Zusammenschluss gebürtiger Hamburger, die ebenfalls ein Stück des „maritimen Gütersloh“ repräsentieren.
Gütersloh in der Musik: Aus Gütersloh stammt der Komponist Hans Werner Henze (1926–2012). Nach ihm ist seit 2020 der Hans-Werner-Henze-Platz vor dem Stadttheater benannt.
„Der letzte Cowboy kommt aus Gütersloh“ ist ein Schlager im Country-Stil von Thommie Bayer, der allerdings nur vordergründig etwas mit Gütersloh zu tun hat. Laut des Interpreten kam die Stadt nur aufgrund des Reimes und des wohlklingenden Namens zu der Ehre. Dennoch wird dieses Lied oft von den Fans des FC Gütersloh 2000 im Heidewaldstadion intoniert und dient auch als Aufhänger für Aktionen gegnerischer Fans. Auch die Band Fury in the Slaughterhouse besingt in ihrem am 28. Juli 2006 veröffentlichten Titel „Homesick (… to Gütersloh)“ die Dalkestadt. Es ist abermals ein Country-Lied und wie beim „letzten Cowboy“ hat auch hier der Reim die entscheidende Rolle für die Wahl von Gütersloh gespielt. Auch die Fernsehpuppe Bernd das Brot besingt Gütersloh. Auf seiner CD „Rockt das Brot“ begeistert sich das notorisch depressive Gebäck in einem Lied für die Ödnis der Stadt, welche nach seiner Ansicht lediglich durch die im benachbarten Bielefeld vorhandenen Verhältnisse übertroffen wird.
Meteoriteneinschlag: 1851 war Gütersloh-Kattenstroth Schauplatz eines Meteoriteneinschlags. Am 17. April 1851 schlug ein rund 1 kg schwerer Steinmeteorit aus dem Asteroidengürtel zwischen Mars und Jupiter, ein sogenannter Gewöhnlicher Chondrit vom Typ H3/H4, auf Gütersloher Stadtgebiet ein. Mit der zeitgenössischen Erforschung des Vorfalls befasste sich Friedrich Wilhelm Stohlmann. Der größte Teil des Steins (760 Gramm) befindet sich heute im Museum für Naturkunde der Humboldt-Universität in Berlin; weitere Bruchstücke von 111 bzw. 74 Gramm im Natural History Museum in London und im Naturhistorischen Museum Wien. 1852 wurde außerdem ein weiterer, kleinerer Stein aufgefunden.
Der HVP: Wenn Gütersloher sich auf dem HVP verabreden, ist der zentrale Platz in der Gütersloher Innenstadt gemeint, nämlich der Berliner Platz. Die Abkürzung steht für Hertie-Vorplatz. Obwohl das Gebäude schon seit Jahren nicht mehr durch Hertie genutzt wird, ist diese etwas despektierliche Bezeichnung heute noch im Umlauf.

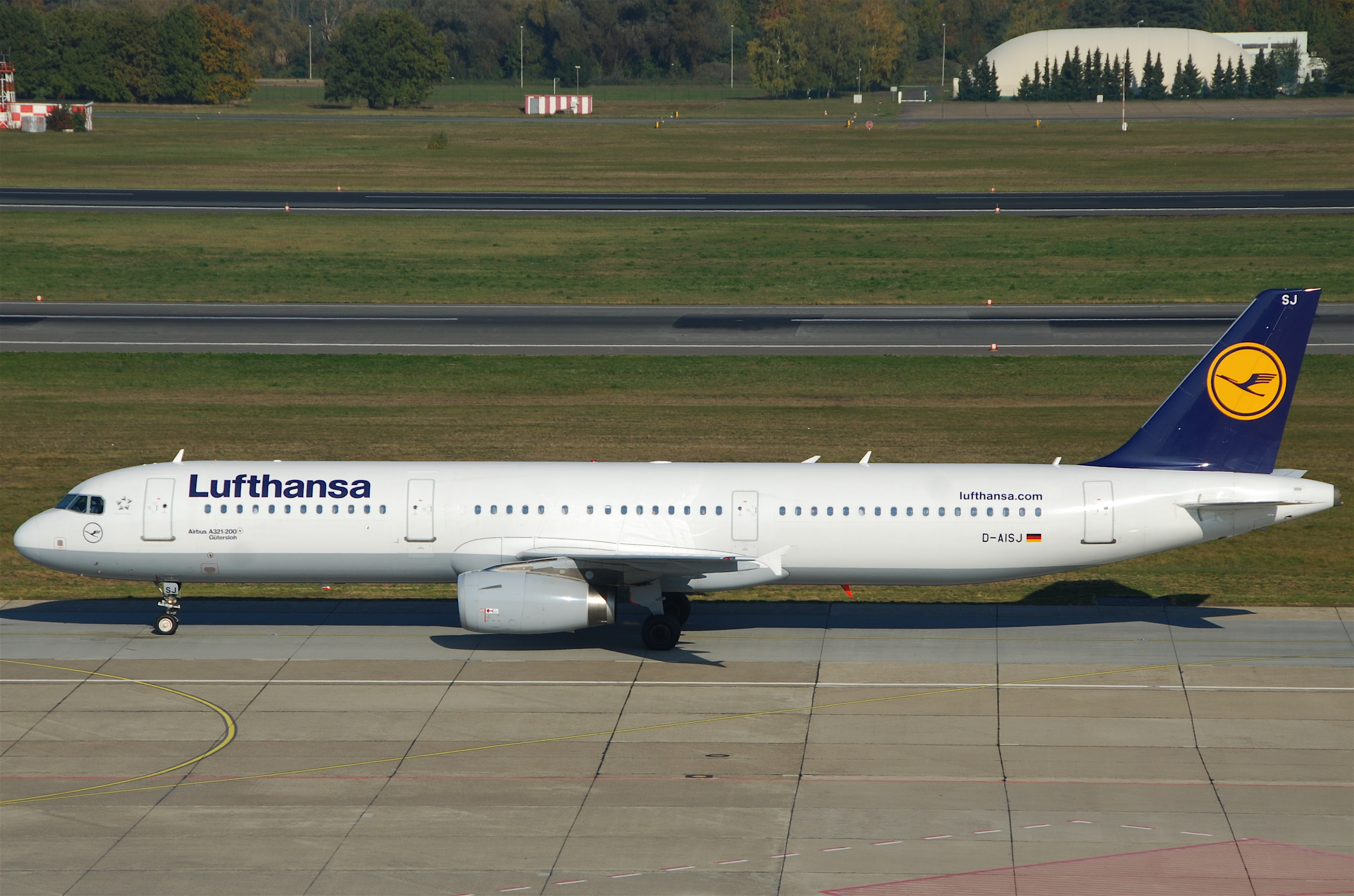
Lufthansa-Airbus „Gütersloh“

Weltrekordfahrt: Der ICE-Vorläufer InterCityExperimental stellte am 26. November 1985 um 11:29 Uhr auf der Bahnstrecke zwischen Gütersloh und Hamm mit 317 km/h einen kurzfristigen neuen Weltrekord für Drehstrom-Schienenfahrzeuge auf. Die Rekordfahrt mit dem vollbesetzten Zug erfolgte, ebenso wie die vorausgegangenen Hochgeschwindigkeitsfahrten, unter erheblichen Sicherheitsvorkehrungen. Unter anderem wurden alle Bahnhöfe und Brücken bewacht.
Zug- und Flugpatenschaften: Seit dem 14. Juli 2004 ist der ICE-1-Triebzug Nr. 158 (Triebkopf 401 056-3 und 401 559-0) der Deutschen Bahn mit dem Gütersloher Stadtwappen versehen. Des Weiteren besteht eine Flugpatenschaft für den Lufthansa-Airbus A321-231 D-AISJ, der ebenfalls den Namen „Gütersloh“ trägt.
Übersinnliches in Gütersloh: In einer Sage wird von einer Hexe namens Görken Ginken berichtet, die im Stadtteil Sundern lebte und über die Fähigkeit verfügte, zu Hexentanzplätzen zu fliegen. Nachdem sie aus Kummer über eine unglückliche Liebe verstorben war, wurde sie noch lange als Spuk während der Geisterstunde gesichtet. Zwischen der Köker- und der Kirchstraße stand zur Zeit des Dreißigjährigen Krieges ein Wunderbaum, nach dem diese Umgebung damals „Grüner Baum“ genannt wurde. Es handelte sich um einen vertrockneten Baum, dessen wundersames Neuerblühen das Ende des Krieges vorhergesagt haben soll.